# ローマ建築

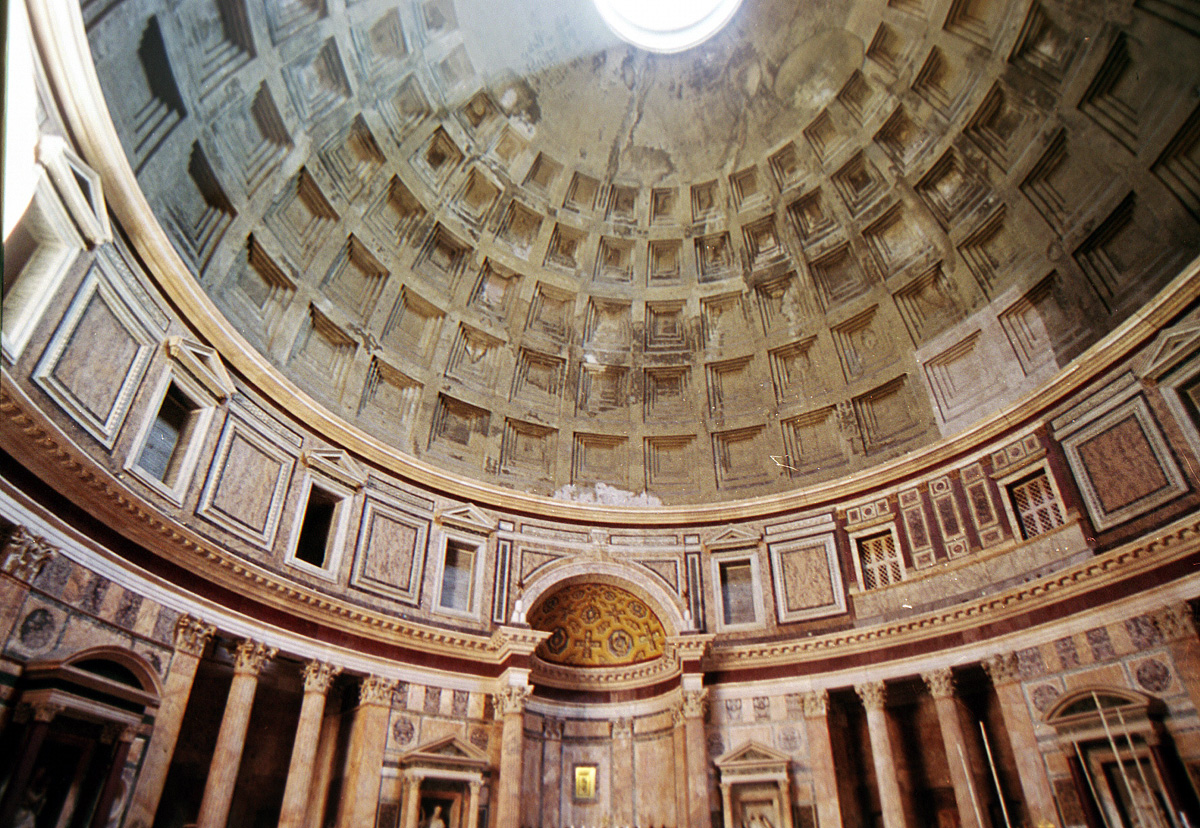
ハドリアヌス帝が作った、パンテオンの内部

ローマ建築（ローマけんちく、Roman Architecture）は、古代ローマの文化、芸術を代表する建築様式。
共和政ローマ、そしてローマ帝国の支配地域に広く残る遺跡と、ウィトルウィウスの残した『建築について』の存在により、ルネサンスに始まる古典主義建築の源泉となった。
ヨーロッパをはじめとする西方世界において、極めて重要な位置を占めるローマ建築は、エトルリア建築、そしてギリシア建築の影響を受けつつ発展していった。古代ローマにおいてギリシア美術の影響は特に強いものとなったが、古典期のギリシア建築がほとんどひとつの彫刻のように捉えられ、自己完結的であるのに対し、ローマ建築では、建築物相互の関係性、社会的要求、美的要求、その他の要素が複合して成り立っていると考えられている。そのため、ギリシア建築といえばすぐに周囲から孤立した神殿を思い浮かべるが、ローマ建築では神殿でなく、神殿やバシリカなどを包含したフォルム、円形闘技場、公共浴場などの公共施設が想起される。
また、精密に構築されたローマ水道、水道を架けるためのアーチ、建築物の天井を覆うヴォールト、ドーム、橋などの優れた土木・建築工学は、古代ローマの文化水準の高さを物語っている。

## 概要

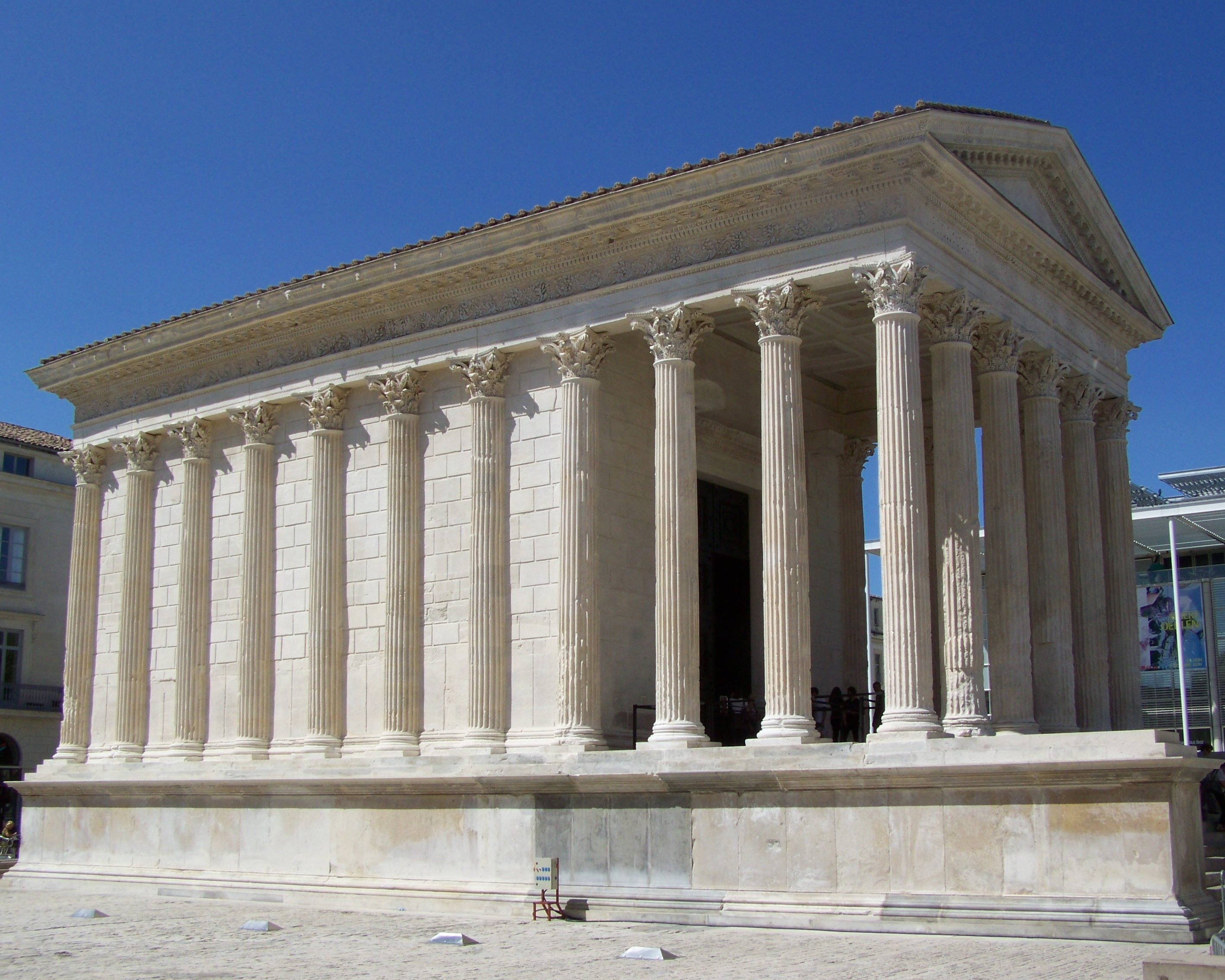
ニームのメゾン・カレー
ギリシア神殿とエトルリア神殿の形式が混じりあった帝政初期の神殿建築。

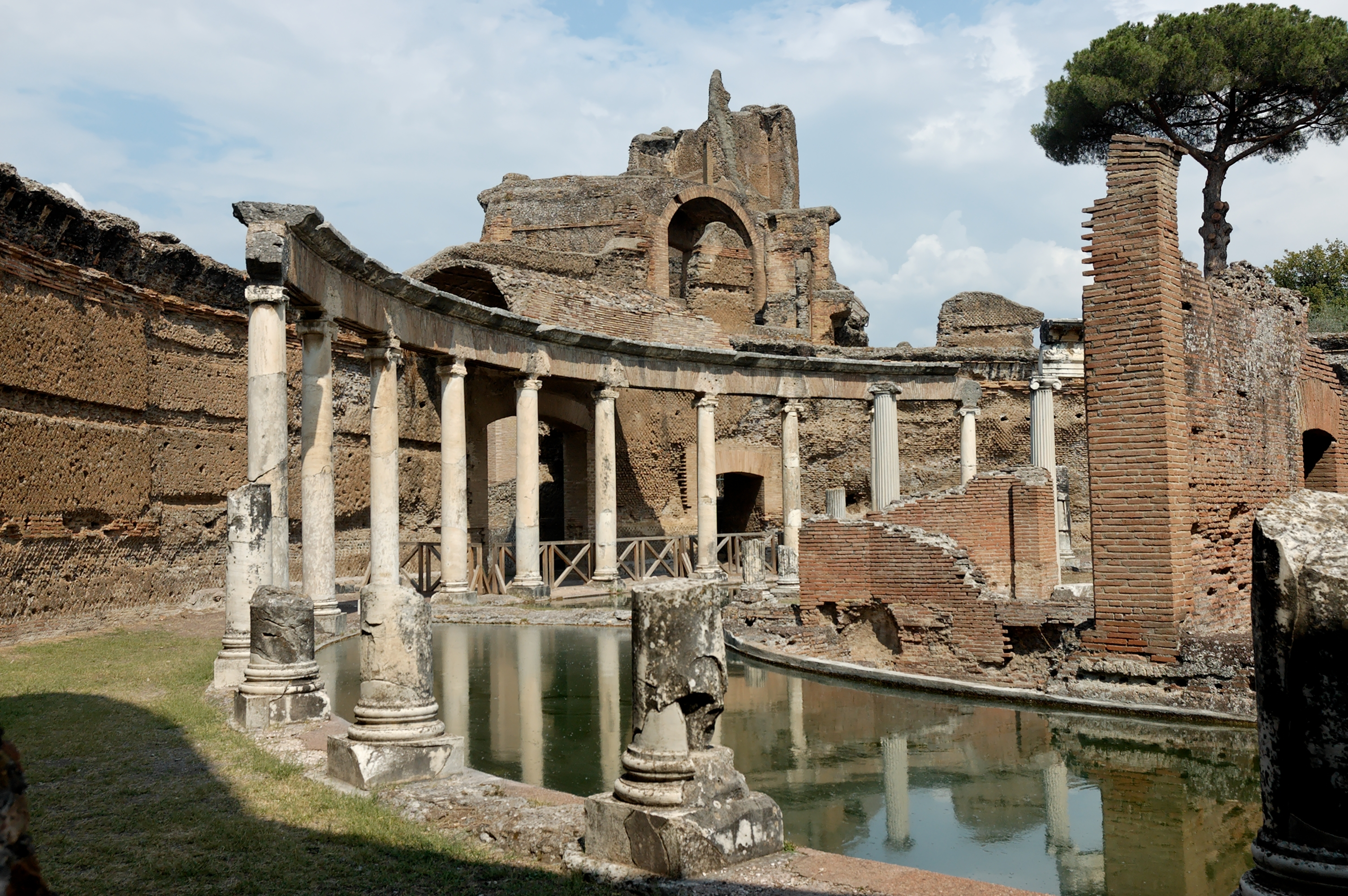
ハドリアヌスのヴィッラ
ギリシア伝統のオーダーとローマン・コンクリートによる造形が融合した邸宅建築。

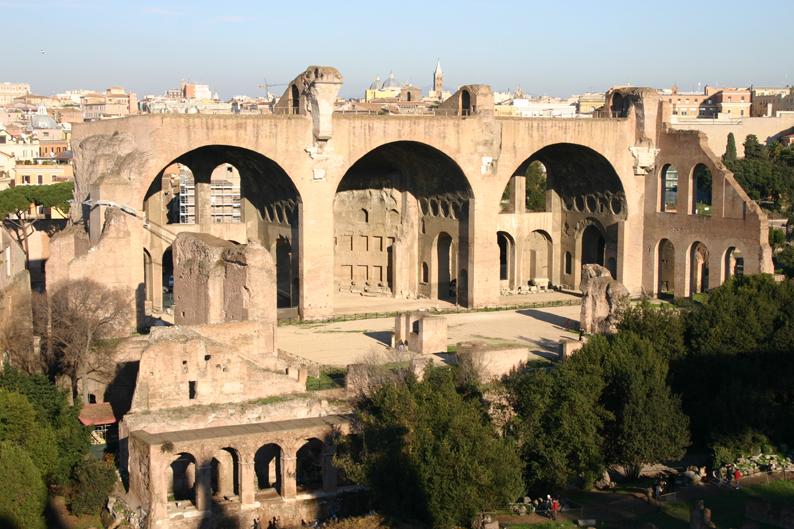
マクセンティウスのバシリカ
末期ローマのバシリカ

ローマ建築は紀元前6世紀頃から4世紀までに形成された古代ローマの建築である。4世紀以降、ローマ帝国の行政府と文化は東方に継承され、15世紀まで存続することになるが、この東ローマ帝国の建築はビザンティン建築として、ふつうローマ建築とは区別される。
古代ローマは、紀元前1世紀に地中海を取り巻く広大な地域を勢力下においたが、共和政時代末期から帝政末期までの全時代を通じて、首都ローマと先進的な東方の属州、蛮族の割拠する北方の建築活動は一様ではなく、当然、その意匠も地域的な差異がたいへん大きかった。ただし、概してヘレニズム文化を擁する東方属州は伝統的要素の源泉であり続け、ローマ建築の影響を受けるのが遅く、一方で、ガリア、ヒスパニアなどの北方・西方属州は様々な点で首都の建築を素早く取り入れ、これを自由に発展させていく傾向にあったと言える。地域性があったとは言え、ローマに組み込まれ、または新たに建設された都市には、ローマ市民権とともにローマ式の社会制度、宗教、文化が導入され、これによってローマの属州は、着実にローマ化されていった。
地中海を掌握し、地中海世界の支配者となった古代ローマは、地方から流れ込む潤沢な資本と、有力者の寄進によって活発な建築活動を行った。エトルリア建築の遺産を引き継いだ共和政時代のローマ建築は、ギリシア建築から多大な影響を受けつつ、ローマの社会に即した施設を構築し、独自の建築技術であるオープス・カエメンティキウム（通称ローマン・コンクリート。古代コンクリートとも呼ばれる）を開発する。ただし、ローマン・コンクリート技術については、共和制時代の首都がギリシア芸術の影響で保守的傾向を示していたため、最初はローマ人入植地や軍事拠点となる地方都市の、目立たない場所や施設でひっそりと運用されるだけであった。
紀元前27年に帝政が敷かれると、建築を含む諸芸術は皇帝の好みを直接反映するようになり、ローマン・コンクリート技術も積極的に活用されて意匠面での革新をもたらした。このため、ギリシア建築が持つ権威は依然として高かったものの、その重要性は相対的に低下し、1世紀後半以後のローマ市では、純粋なギリシア建築の意匠を持つ建築物が建設されることはなくなった。帝国最盛期となる五賢帝時代には、首都においてローマン・コンクリートを用いた独創的かつ壮大な建築が生み出され、皇帝の手による首都、あるいはその近郊の建築活動がローマの建築を牽引する役割を担った。しかし、2世紀の四半世紀を過ぎると首都は公共建築で飽和状態となり、建築活動は停滞。続く3世紀の危機と呼ばれる時代には、首都の建築活動は完全に停止する。帝国の防衛システムが機能不全に陥ったことで、北方から北東部、東方では大規模な内戦や他民族の侵入が頻発するようになり、これらの地域の建築活動もまた著しく低下した。この時期、ローマ建築は交易によって経済的繁栄を謳歌していた北アフリカ沿岸部の都市で維持された。
3世紀末になると、首都の建築活動は再開されるが、ローマ帝国を取り巻く環境は大きく変化していた。ローマ市は首都としての名誉は得ていたものの、もはや帝国の中心都市ではなく、その活動はテトラルキアによって選ばれた都市 に継承された。また、帝国各地では伝統的なローマの神々ではなく、東方の宗教が信仰されるようになり、その施設が各地に建設されるようになった。コンスタンティヌス1世によってキリスト教が公認されると、ローマ建築はキリスト教の礼拝空間を生み出す素地としての役割を果たした。
395年のテオドシウス1世の死によって、ローマ帝国は西と東に分裂したまま二度と統合されなかった。西ローマは476年に消滅し、情勢不安、異民族の侵入、戦争などの渦の中でその建築も徐々に消滅していった が、東方ではその経済力と技術力によって、ローマ建築はさらに発展していくことになる（以降のローマ建築については、ビザンティン建築を参照）。都市建設、土木技術に優れる。

## 歴史

### 王朝時代・共和政時代のローマ建築
エトルリアから直接の影響を受けるようになった紀元前6世紀前後は、ローマ建築の黎明期にあたる。発掘された遺跡から、紀元前2世紀に至るまで神殿の構成にギリシア建築の要素はあまり見られず、また、紀元前2世紀以後にギリシア文明に直接触れた後も、ローマは単純にギリシア建築を導入したわけではなかった。

#### ギリシア芸術の導入と北方の植民市

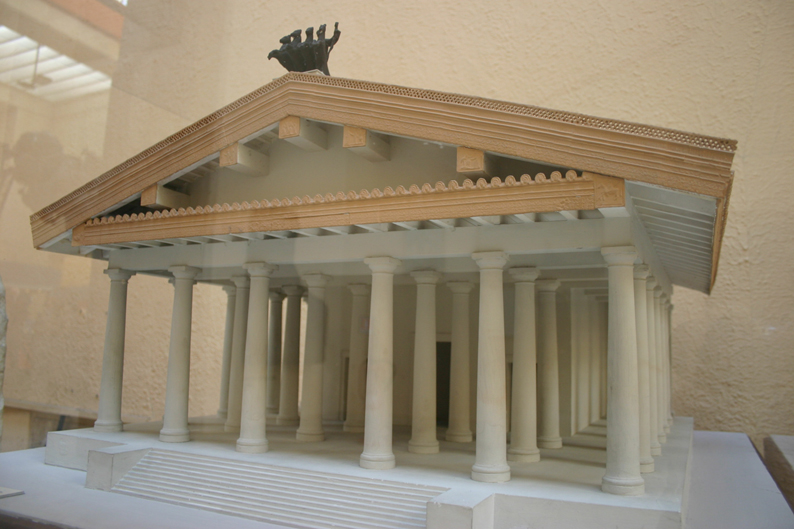
ローマのカピトリヌスにあったユピテル・オプティムス・マキシムス、ユーノー、ミネルウァ神殿
典型的なエトルリア神殿の形式。内陣が3室あり、中央にユピテル神、両脇にユーノー神・ミネルウァ神が祭られていた。

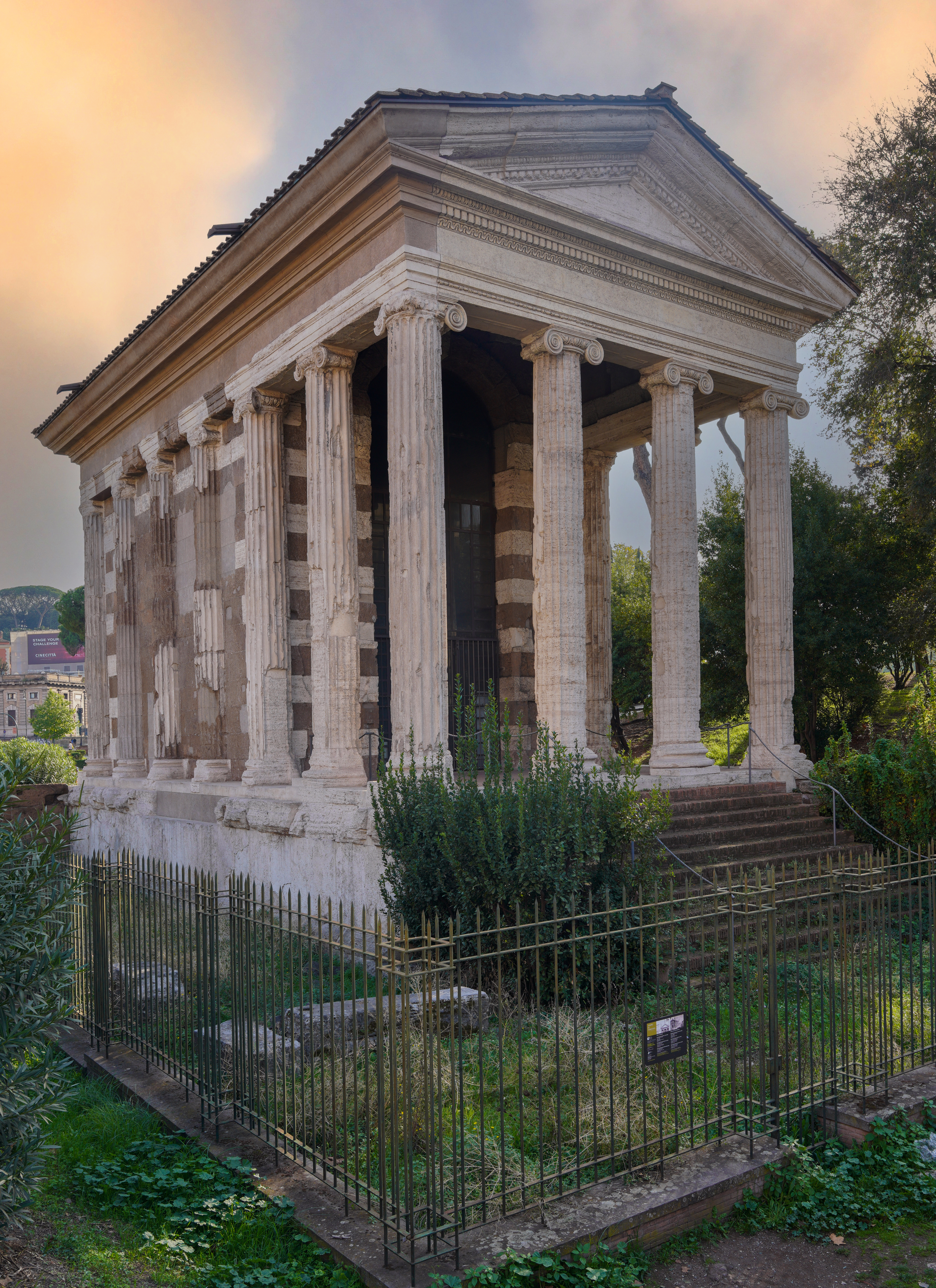
ローマのポルトゥヌス神殿（紀元前2世紀頃）
内陣が付柱になった疑似周柱式の神殿。上のユピテル神殿と比べると、ギリシア神殿の影響が分かる。

紀元前4世紀まで、ローマ市は地中海文明からは完全に取り残された、どちらかというとあまり目立たない存在だった。ローマの最初の建築は、その歴史が示すように、エトルリアからの直接的な影響を受けている。初期のローマの神殿、例えば紀元前509年に奉献されたと伝えられるカピトリヌスの丘のユピテル・オプティムス・マキシムス、ユーノー、ミネルウァ神殿は、深い軒を内陣の前面に有し、内陣が三連の室から成るため、間口の広がった横長のほぼ正方形に近い平面であった。このように、低く横に間延びした構成はギリシア建築の神殿とは全く形態が異なる。三つの内陣は、都市の建設に際して加護を求める三柱の神、ユピテル、ユーノー、ミネルウァのためのもので、その加護は神殿から見渡すことのできる範囲に限られるため、この神殿は市（ウルブス）の最も高い丘の上に、基壇（ポディウム）を構築して建設された。ポディウムを設けて建築物に記念的な効果を持たせる試みはエトルリアにおいても比較的新しい発想で、その意識はギリシア建築の影響によるものと思われるが、基壇の形態そのものはギリシアのものではなく、エトルリアの神殿建築に由来している。このほか、紀元前5世紀初期にフォルム・ボアリウムに建設された、フォルトゥナ、マーテル・マートゥータ神殿も、発掘によってほぼ同じ構成を持つエトルリア式神殿であったことが分かっている。神殿以外の建築物について多くのことはわからないが、パラティヌスの丘に残る紀元前6世紀頃の貯水槽、および同時代の市壁 などは、技術的面において、エトルリア建築のものとよく一致している。
しかし、紀元前4世紀になると、ローマは転換期を迎える。紀元前338年のラティウム戦争の勝利によって、ローマはカンパーニアにまで勢力を広げ、紀元前275年のエピロス戦争と紀元前247年の第一次ポエニ戦争の勝利によって、マグナ・グラエキア（イタリア半島南部とシチリア島）がローマの勢力下に置かれた。紀元前200年頃のこれらの地域は、シュラクサイ（現シラクサ）やアクラガス（現アグリジェント）、ポセイドニア（現パエストゥム）などのギリシア植民都市が割拠しており、そこはまさにヘレニズム文化の領域であった。ローマはさらに、ポエニ戦争の終結後、紀元前200年にマケドニア王国と緒戦を開き（第二次マケドニア戦争）、紀元前146年にコリントスを征服、マケドニア王国、アテナイを制圧してバルカン半島に進出した。文化的に高い水準を維持していた南イタリアやバルカン半島の征服と略奪は、ローマに多くのギリシア芸術をもたらし、これに反発する人々はいたものの、小スキピオやルキウス・アエミリウス・パウルス・マケドニクス、クィントゥス・カエキリウス・メテッルス・マケドニクスをはじめとするローマ人に受け入れられ、圧倒的な影響力を及ぼすことになった。建築についても、紀元前2世紀末には、ヘルモドーロスのようなギリシア人建築家がユピテル・スタトル神殿を設計するなどの活動を行っている。ギリシア建築の影響は神殿建築に顕著に現れており、エトルリア時代の木とテラコッタから成る平たい構成の神殿ではなく、ポルトゥヌス神殿のような、大理石を用いた疑似周柱式の構成を持つ神殿が出現した。 オーダーについても、擬似的なオーダーは一掃され、ヘラクレス・ウィクトール神殿に見られるような正確なギリシア式オーダーに変貌した。このようなギリシア芸術の影響は、ローマが衰退し、古代建築の規範が崩壊する4世紀頃まで、ローマ建築の中に受け継がれた。
一方、ローマは地中海とは異なる方向、アルプスに至る北方地域にも領土を拡大していた。共和制時代に北イタリアには多くの植民市が建設されたが、これによってローマは、ローマ式の社会構造とそれを収容する施設を都市に導入する機会を得ることになった。アリミヌム（現リミニ）、プラケンティア（現ピアチェンツァ）、ティキム（現パヴィーア）、ネマウスス（現ニーム）、コムム（現コモ）などの軍事拠点都市にはローマの社会構造と地中海文明の都市形態が導入され、格子状の街路によって整然と区画された都市のかたちは、現在でもはっきりと認めることができる。

#### ローマ社会の形成と共和政時代の建築
紀元前2世紀以後、急速に進んだ社会構造の複雑化に対応するため、ローマではギリシア起原の建築も独自に修正され、都市の中に組み込まれていった。特に南イタリアでは、典型的なローマ建築と思われている建物、すなわち闘技場、劇場、そして恐らく公共浴場とバシリカが作り出された。共和政時代の都市が残るポンペイの遺跡では、紀元前55年に建設された最初の恒久的なローマ劇場と闘技場が残っている。バシリカもローマ領内では初期のものに属する。このように、共和制時代のローマ建築は、社会構造に適した建築を新たに作り出したり、あるいはギリシア由来の建築物を機能に沿うべく作りかえたりしていた。

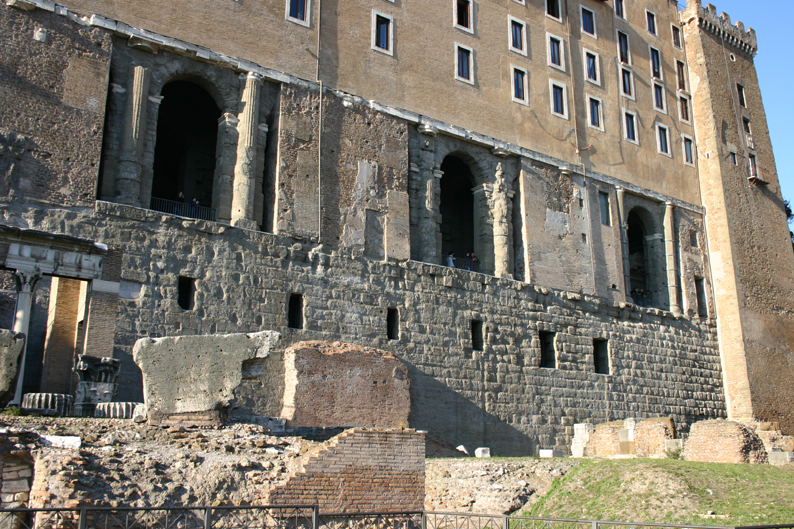
フォルム・ロマヌムのタブラリウム

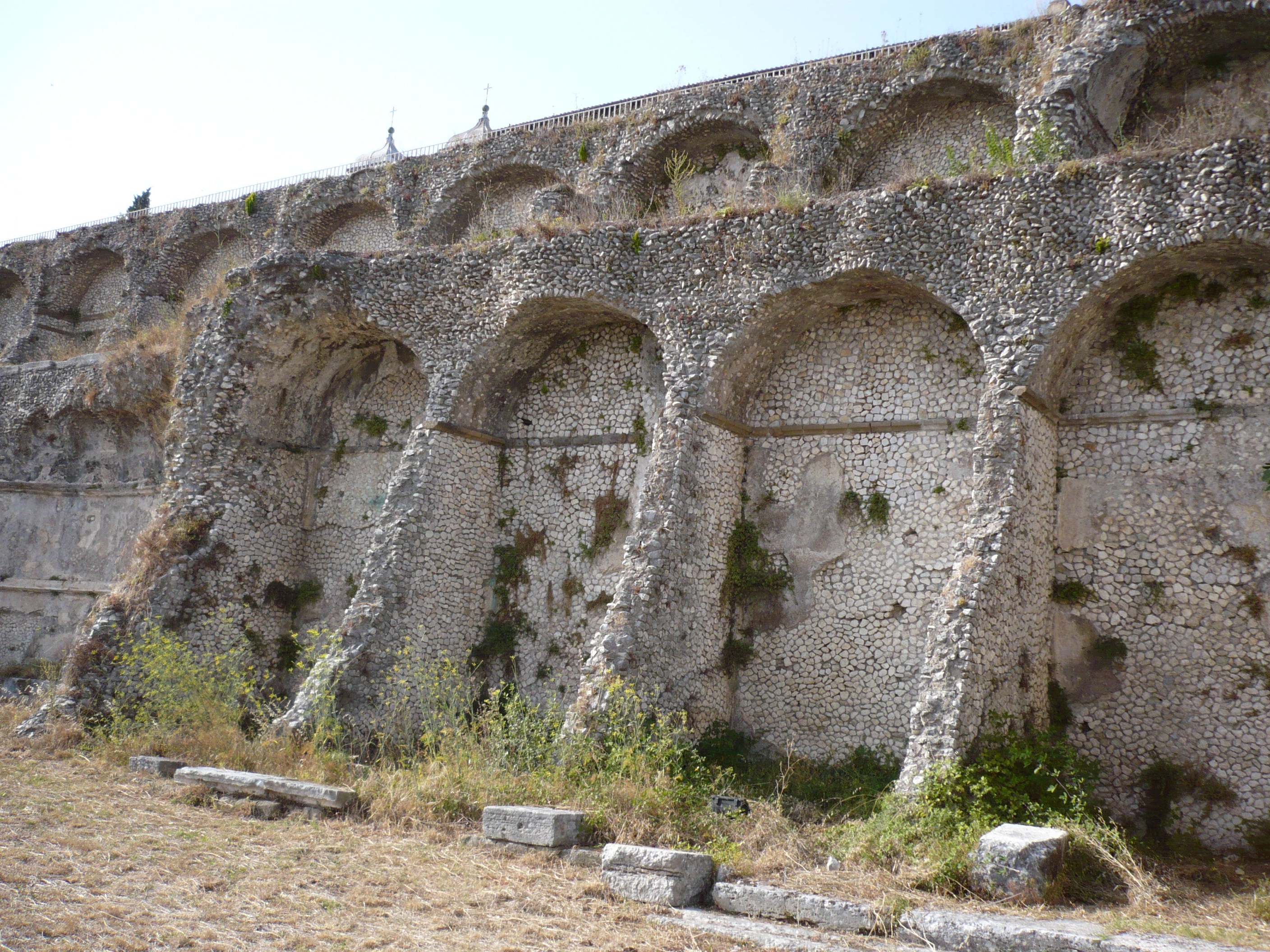
フォルトゥナ・プリミゲニア神域（パレストリーナ）

共和政末期の紀元前45年には、ローマは地中海を中心として、大西洋から黒海に至る広大な領土を獲得した。そして、あらゆる都市に首都ローマの政治的・社会的構造と文化をもたらすことになった。フォルムとこれに付随するバシリカ、クリア、コミティウム、タブラリウム（公文書館）、サエプタ（投票所）、そして神殿などの公共建築は、首都の建築を直接、または間接的に模倣して建設された。現在のローマ市に残る共和政時代の世俗建築は紀元前78年に建設されたタブラリウムしかないが、オスティアやコーサなどの共和政初期に建設された植民市では、かつてローマに建設されていた建物を模倣した公共建築物が発掘されている。
ただし、植民市はローマの影響を受けるばかりではなく、保守的な首都に代わってローマン・コンクリートなどの新技術を取り入れる実験場の役割を果たしていた。代表的なものが、アーチとトンネル・ヴォールトの採用である。紀元前4世紀までにアーチの運用方法は確立されていたが、最初は目立たない場所か、あるいは倉庫などの美的観点が要求されないものに使用されていた。紀元前2世紀頃になると、ポンペイの円形闘技場やペルージャのポルタ・マールツィア門などに見られるように、建物の開口部をアーチの連続するリズミカルなものに変えてしまうほど活用され、やがてこれは首都ローマの建築にも導入された。このような運用が確立されると、オーダーは構造的な意味を失ってその権威も低下するが、オーダーが単なる装飾として意識されるようになるのは、さらに後の時代になってからである。
プラエネステ（現パレストリーナ）のフォルトゥーナ・プリーミゲニアの聖域は、共和政時代の最も完成された建築であり、しばしば初期ローマ建築の傑作とされる。この建築の正確な建設時期は議論があるが、ローマ建築がその独自性を最初に顕現させたスッラの時代、すなわち紀元前2世紀から紀元前1世紀の間と推定されている。「バロック的」と評され、階段状に組また5つのテラスを上がるごとに建物の姿が現れる仕組み、アーチによってリズミカルにまとめられた立面、そしてローマン・コンクリートによる格間ヴォールトなど、あらゆる要素で時代を先取りした建築となっている。

### 帝政初期の建築
ローマ帝政時代になると、ローマ建築の最大のパトロンは皇帝となるが、元老院議員や属州総督、都市参事会員などの有力市民層による公共建築の建設も活発であった。帝政初期までに、ローマ建築の中にヘレニズム建築は完全に浸透し、アウグストゥス統治下において大理石による仕上げを用いることで成熟していった。同時にローマ建築は保守的傾向を強く示すことになるが、一方で、ローマ大火の後にネロ帝が建設したドムス・アウレアや、ドミティアヌス帝のドムス・アウグスターナでは、ローマ建築に新しい造形が導入された。

#### アウグストゥスによるローマの整備

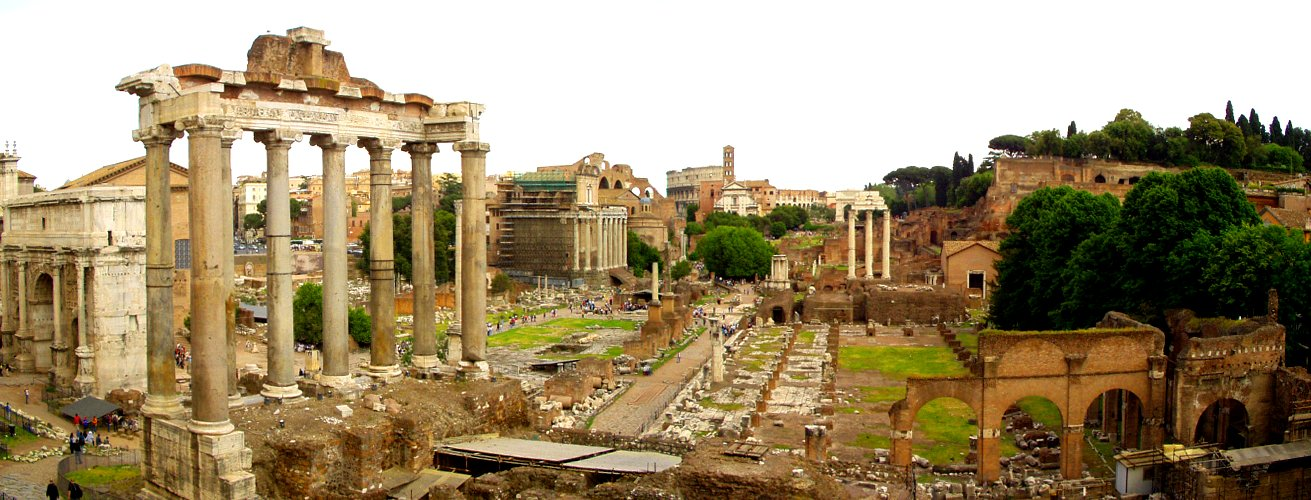
フォルム・ロマヌム (伊フォロ・ロマーノ)
左よりセプティミウス・セウェルスの凱旋門、サートゥルヌス神殿、バシリカ・ユリア、右側丘の上にドムス・アウグスターナ、中央奥にフラウィウス円形闘技場が見える

ユリウス・カエサルと、その後継者にしてローマ帝国の初代皇帝となったアウグストゥスは、保守的傾向の強い共和政末期の建築を継承した。彼らが、元老院が統治する共和制から、皇帝に権力が集中するという政治組織に転換したことによって、皇帝の影響力は絶大なものとなるが、建築も例外ではなく、なによりもまず皇帝自身の好みや選択が建築の形態を決定するようになった。これはローマ建築の新たな潮流であり、時代が下るにつれてこれが顕著に現れてくるが、アウグストゥスが皇帝になった当時は複数の流行が同時代的に見られ、彼の時代に特有な建築的特徴というものはあまり見られない。アウグストゥスは絶大な権力を保持していたが、自らを共和体制の秩序の中に留めるよう慎重に振る舞っており、一個人としての彼の趣味や傾向が、ひとつのスタイルとなって建築に反映されることはなかったようである。
しかし、アウグストゥスの好みを示唆する建築物が全くなかった、というわけではなく、彼の時代を代表する建築物はいくつか挙げられる。そのひとつがアウグストゥスのフォルムで、最終的に完成したのは概ね1世紀末と考えられているが、建築の骨格部分はアウグストゥス存命中にはすでに完成していた。全体構成はカエサルのフォルムを繰り返したもので、建築として際立った特徴は持っていない。ただし、スエトニウスが、アウグストゥスが煉瓦の都市であるローマを、大理石の都市として残したことを誇りにしていたと記録しているように、このフォルムには類を見ない大理石装飾がふんだんに取り入れられており、これがアウグストゥスの嗜好を示す数少ない事例のひとつとなっている。大理石彫刻はネオ・アッティカ派の職人の手によるもので、屋階のカリアティードは、アテナイのエレクテイオンを模倣したものである。

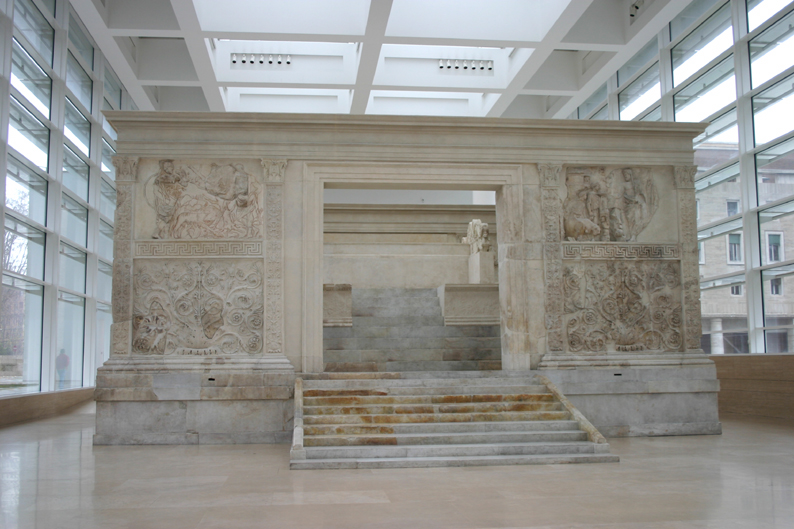
アラ・パキス

同じく、ネオ・アッティカ派によるアウグストゥスの時代の彫刻作品として、アラ・パキス（平和の祭壇）を挙げることができよう。アラ・パキスは、13年の内乱平定を記念して造られた祭壇で、政務官やウェスタの巫女が毎年儀式を行うことになったが、これはアウグストゥス自身の偉大さを誇示するものであった。様々な植物が絡み合う知的で洗練された彫刻は完成度が高く、ギリシア美術の影響は歴然としているが、一方で、祭壇を壁で囲む構成や、アウグストゥスを中心として明確な位階を表現する手法はローマのものである。このようなアウグストゥスのフォルムやアラ・パキスの性格は、ギリシア芸術の権威とローマの建築工房の保守的傾向の帰結であり、彼の時代のローマ建築の特徴を端的に示している。
アウグストゥスによるローマの大規模な整備は、彼の部下で友人でもあったマルクス・ウィプサニウス・アグリッパの手腕によるところが大きい。特に開発が進められたのが、アラ・パキスの建つカンプス・マルティウスであった。この場所は、長らく宗教的タブーによって未開発のままだったが、アグリッパはテヴェレ川の治水工事を行って敷地を確保し、エジプトから取り寄せたオベリスク を指針とする日時計の広場を造営した。さらにウィルゴ水道とユリア水道を建設。これとともに水道管理官を組織して水道の分岐管を計測して送水量を調整するなど、ローマの上水道システムを整備した。そしてローマ市初となる浴場、およびパンテオンを建設したが、これらは80年の火災によって完全に失われている。

#### ローマ中心部の開発
ユリウス＝クラウディウス朝からフラウィウス朝までのローマ建築は決定的に保守的で、概してヘレニズム建築の延長であったが、アウグストゥスの時代に顕著であったこの古典主義的傾向は、クラウディウスの時代になると緩やかに衰退し始める。クラウディウス帝時代に完成したプラエネスティーナ門のようなルスティカ仕上げは、それまでの古典的意匠とは相容れず、（水道橋という実用的建築であったこともあるが）それまでの伝統とは異なる新しい建築の表現が現れつつあったことがわかる。
帝政初期のローマ建築にあって、皇帝ネロが造形に与えた影響はかなり大きい。彼はローマ芸術の保護者を自認しており、今日、皇帝浴場と呼ばれている建築の先駆けとなるネロ浴場、そしてドムス・アウレア（黄金宮殿）を建設した。前者についてはほとんど何も分かっていないが、後者はローマ市街を焦土と化した64年の大火災の後に建設された、誇大妄想的な巨大宮殿である。当時ローマ市は非常に密集した状態であったにもかかわらず、エスクイリヌスの丘の斜面にテラスを造り、人工池（現在コロッセオがある場所）とこれを囲む庭園を見下ろす、すばらしい景観を眺めることができた。現在はトラヤヌス浴場の地下に残された一部のみが残る。八角形を半分にしたような中庭を挟んで、方形の中庭を囲む食堂などがある部分と八角堂のある部分に分かれ、おおまかな構成は当時の海辺に建設されたヴィッラそのものである。内部は大理石やモザイクを使った贅沢なもので、その装飾はルネサンス時代にグロテスクと呼ばれ、ラファエロ・サンティらに影響を与えた。しかし、この建物の真に革新的な部分は、ローマン・コンクリートによって構築されたヴォールト天井とドームが架けられた八角型の部屋である。八角堂の形式は他にみられないが、ドムス・アウレアではじめて採用されたとは考えにくいので、直接の原型があると考えられる。ドーム頂部からだけでなく、これに付随する部屋への採光を確保できるような造形は、オクタウィアヌスの時代から培われたローマン・コンクリートがあってはじめて成り立つもので、皇帝自らの邸宅に革新的な造形が採用されたことは、他の建築に新しい技術や意匠をもたらす契機となった。

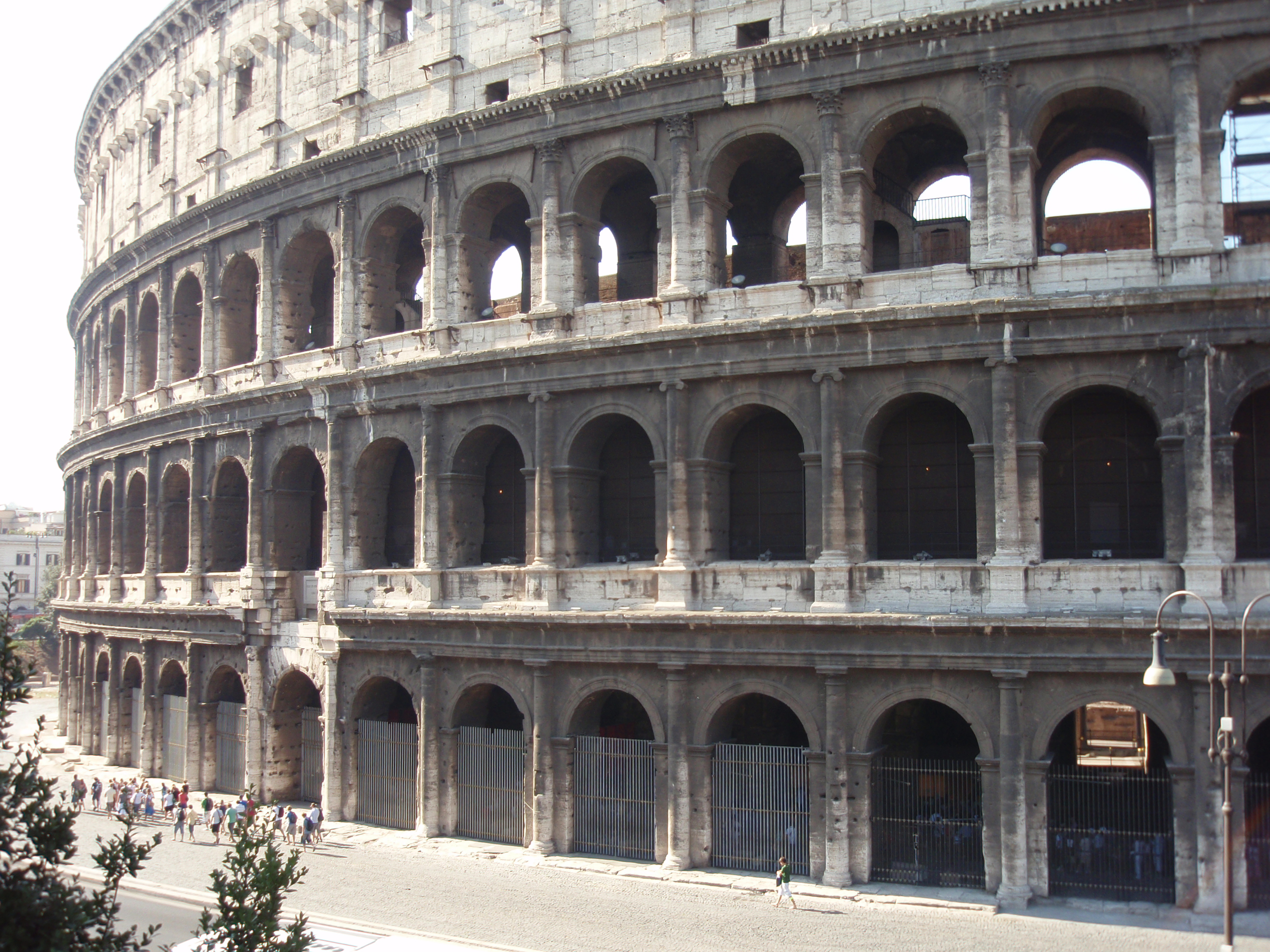
コロッセウム
ファサードは各層ごとに異なるオーダーで構成され、ルネサンス期の建築家に影響を与えた。

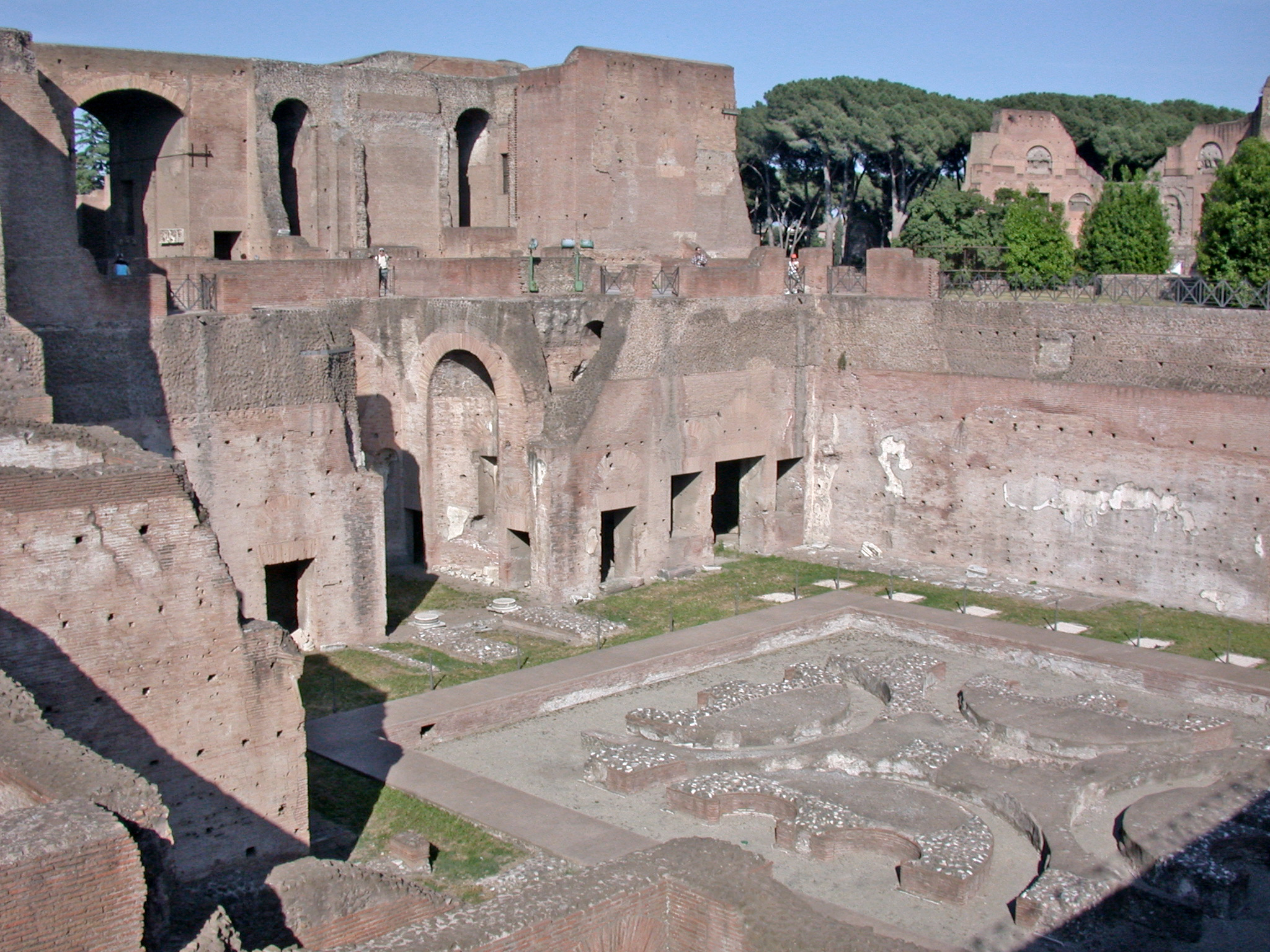
ドムス・アウグスターナ
居住用翼屋と中庭。

ネロの追放とそれに続く混乱期の後、実権を握ったウェスパシアヌス帝は、「ウェスパシアヌスの命令権に関する法律」が元老院議決により制定されたことで、ユリウス＝クラウディウス朝に与えられた諸特権を確保した（これは以後フラウィウス家に引き継がれる）。これにより、彼は、火災や争乱によって破壊されたローマの再建に着手し、灰燼に帰したカピトリウムのユピテル大神殿を再建するとともに、平和が訪れたことを象徴する建築物として、テンプルム・パキスを建設した。この建築物は、三方を列柱廊で囲んだ庭園（ウェスパシアヌスのフォルム）の一辺を占め、ペディメントを持つ神殿の左右に図書館と美術館が付属していた。アテナイのハドリアヌスの図書館のモデルになった可能性も指摘される、ギリシア建築の伝統に則した巨大公共建築であった。同じくヴェスパシアヌスによって起工され、ネロのドムス・アウレアの人工池があった場所を埋め立てて建設されたフラウィウス円形闘技場（コロッセウム）は、こちらはローマの伝統的意匠に則した大建築物であった。コロッセウムの意匠はルネサンスの建築家たちによって繰りかえし手本とされたが、当時はタブラリウム、バシリカ・ユリア、マルケッルス劇場に連なる、どちらかというとすでに使い古されたデザインで、この建築物のすばらしさはむしろ工学的な部分にあると言える。基礎はかなり深く造られており、池の跡に建設されたにもかかわらず建物は全く沈下を起こしていない。下部構造は切り石による積石造で、上部構造は重量を軽減するためにコンクリートが用いられた。建設は4つの部分に分割施工され、材料に応じて入念に行程分けされた。その組織的かつ効率的な建設事業はたいへん高度なもので、ローマ建築の技術レベルの高さを物語る。
建築家ラビーリウスによって、93年から96年の間に完成したドミティアヌスの大邸宅、ドムス・アウグスターナは、パラティヌスの丘に聳え、古代末期に至るまで皇帝宮殿として機能した。謁見のための空間であるアウラ・レギア、バシリカ、ララリウム（玄関か？）と、用途のはっきりしない部屋を持った中庭、そして大宴会場トリクリニウムから成る公式な空間は、フォルム・ロマヌムに向かって配置されており、一方で私的空間は、キルクス・マキシムスに向かう斜面に形成され、この二つの空間を列柱に囲まれた中庭が接続した。皇帝の私的空間である翼屋は、公的空間とは対照的な平面を持ち、中庭を介してキルクス・マキシムスに向かって大きなエクセドラがあった。ドミティアヌスの計画した他の建築物は伝統に則した保守的造形であったが、このドムス・アウグスターナのみはネロのドムス・アウレアと同じくローマン・コンクリートによる革新的な造形を持つ建築物で、上階と下階の平面は完全に独立している。敷地の条件によるものではあるが、このように居住空間を上下二段に構成する試みは、アトリウムと中庭のある平面的住宅から、都心部の多層型住宅への方向性を示している。

### 五賢帝時代
ネルウァ帝と彼に続く五賢帝時代は、ローマ帝国の最盛期であり、近代の歴史家によって「人類史上、最も幸福な時代」と評されたこともあるが、帝国の歴史を俯瞰するならば、繁栄から衰退への転換期であったとされる。建築についても、すでにユリウス＝クラウディウス朝後期にヘレニズム建築の伝統は変質しはじめていたが、五賢帝時代になると新たな建築意匠が明確に模索されるようになり、また、表現されることになる。ハドリアヌス帝の死以後、首都の建築活動は衰退するものの、この時代に建設された建築は、属州のみならず、初期キリスト教時代にまで影響を与えた。

#### トラヤヌスの時代のローマ建築

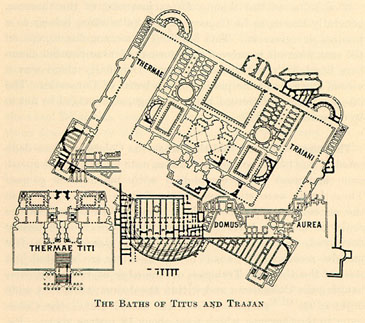
トラヤヌス浴場
右側の大きい方形部分がトラヤヌス浴場。左下がティトゥス浴場。右下側が地下に眠るドムス・アウレア。

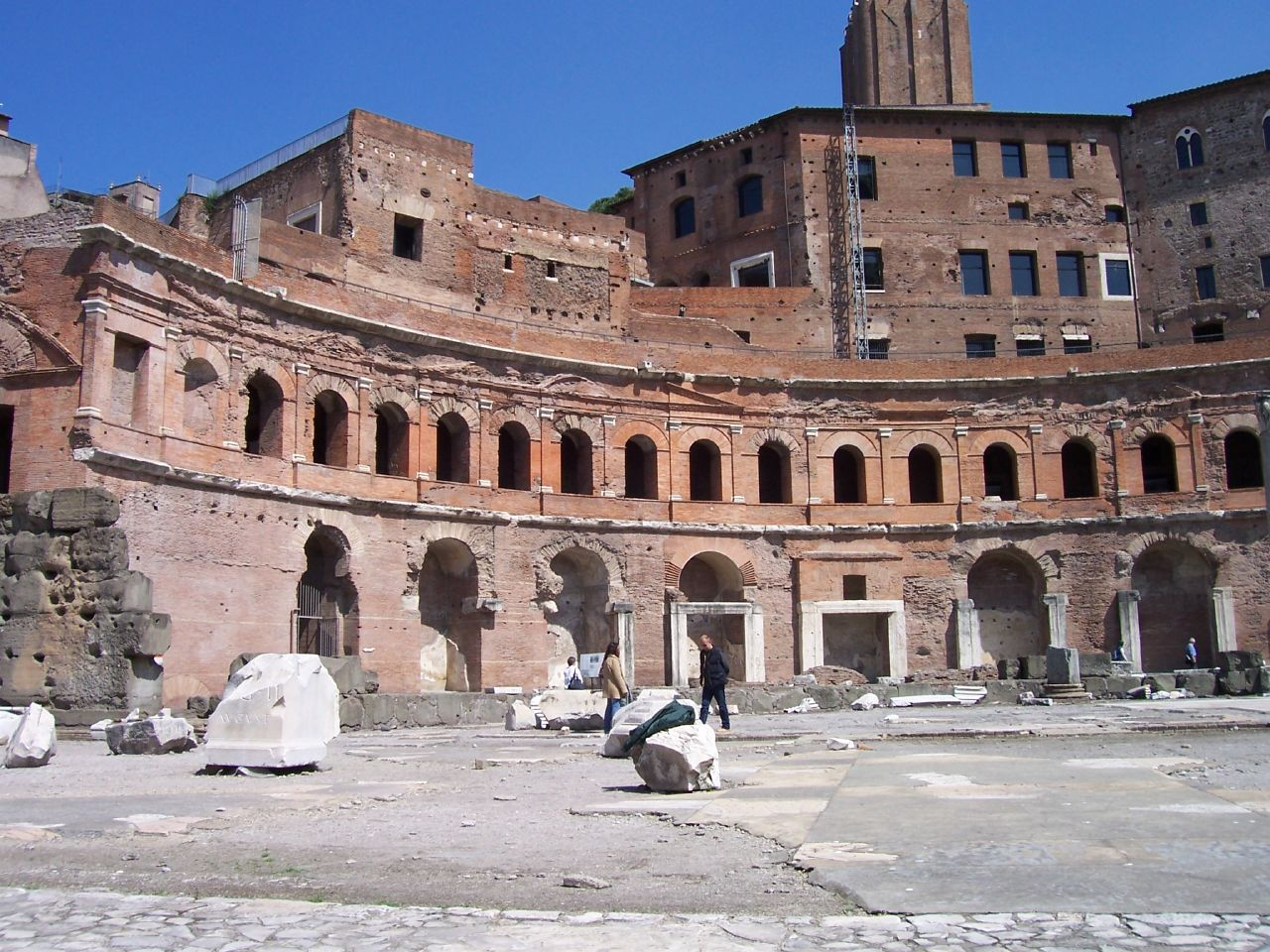
トラヤヌスの市場

トラヤヌス帝の建築を考察する際には、建築家ダマスカスのアポロドーロスの名を挙げなければならない。彼がどのような指向を持った人物だったかについては議論があるが、ローマン・コンクリート技術を巧みに操ることのできた技術者で、都市計画についても知識を発揮できた人物であることは確かである。
ローマの公共浴場はカンパーニアで始まったと考えられているが、いわゆる皇帝浴場とよばれるタイプの建築はトラヤヌス浴場で完成された。この浴場はエスクイリヌスの丘に建設され、ネロのドムス・アウレアの居住用翼屋の跡に建設されている。すぐ側には、ウェスパシアヌス帝が起工し、ティトゥス帝によって完成されたティトゥス浴場があり、システムとしてはトラヤヌス浴場とほとんど同じであったと考えられている。ただし、トラヤヌス浴場はもっと大規模で、施設の中心に冷浴室（フリギダリウム）、温浴室（カルダリウム）、プール（ナタティオ）が配置され、これを両側から運動場（パライストラ）が挟み込む形式となっていた。南側は窓ガラスが嵌められた開口部がふんだんに開けられ、内部はたいへん明るかったと思われる。機能的には、それぞれ個別の施設であった浴場とギムナシウムが完全に融合しており、中庭の外周には講義室、ギャラリー、図書館、店舗が組み込まれた。カラカラ浴場、ディオクレティアヌス浴場など、以後の皇帝浴場はほとんど同じ形式の建物で、この浴場の影響がどれほど大きかったかが分かる。
トラヤヌスのフォルムは、北方属州から導入されたバシリカ・フォルム・神殿複合体と呼ばれる形式で建設されたもので、ローマに建設された皇帝によるフォルムとしては、最後にして最大の作品である。フォルムの西辺にはバシリカ・ウルピアが建設され、そのさらに西側に小さな中庭を挟んでトラヤヌスの神殿があった。中庭には、帝政初期の古典的な技法ではない、個性的な浮き彫り彫刻が施されたトラヤヌスの記念柱が聳えるが、フォルム全体の性格はアウグストゥスのフォルムに則ったもので、バシリカ・ウルピアについても、造形は決定的に保守的であった。しかし、それでもバシリカ・ウルピアはローマ帝国最美の建築とされ、たいへん賞賛され、属州で広く模倣された。
トラヤヌスの市場は、クイリナリスの丘とカピトリヌスの丘を結ぶ線上に計画されたトラヤヌスのフォルムの一部を成しており、斜面の等高線に沿った3方向からのアクセスが考えられていた。下部はフォルムからバシリカを経て到達するもので、2層からなる半円形平面を形成する。その上部の道は今日もヴィア・ベラティカと呼ばれる街路として残っており、3階建ての店舗と集合住宅に囲まれていた。東側はそこからさらに上の道に通じていた。トラヤヌスの市場は実用的な商業建築であったので、大理石などの高価な素材による装飾は認められず、建物の装いは煉瓦だけで構成される。プランニングについても、共和制時代の鈍重さから抜け出した自由なもので、アーチを用いた戸口のリズミカルなパターンとカーブしたファサードはローマ建築のあたらしい構成要素のひとつとなった。

#### ハドリアヌスの建築と首都ローマの停滞
古代世界で最も偉大な皇帝と呼ばれるハドリアヌスは、トラヤヌスが獲得したパルティアなどの不安定な領土の維持を放棄し、国境線を画定した ため、バル・コクバの乱を除いては、帝国は平和な時代を迎えた。ハドリアヌスによってもたらされた平和は、ローマ建築を成熟させ、帝国の威厳を体現するようなすばらしい建築を生み出すことになった。

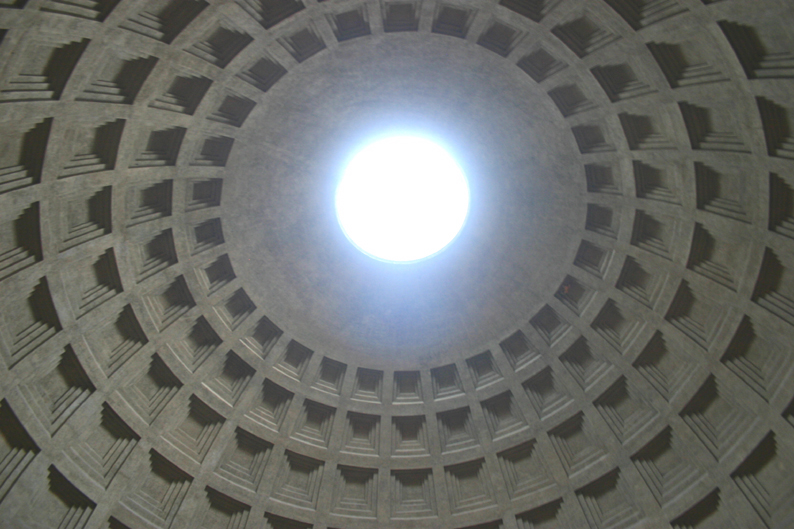
パンテオンのドーム
中央は露天の明かり取り「オクルス」

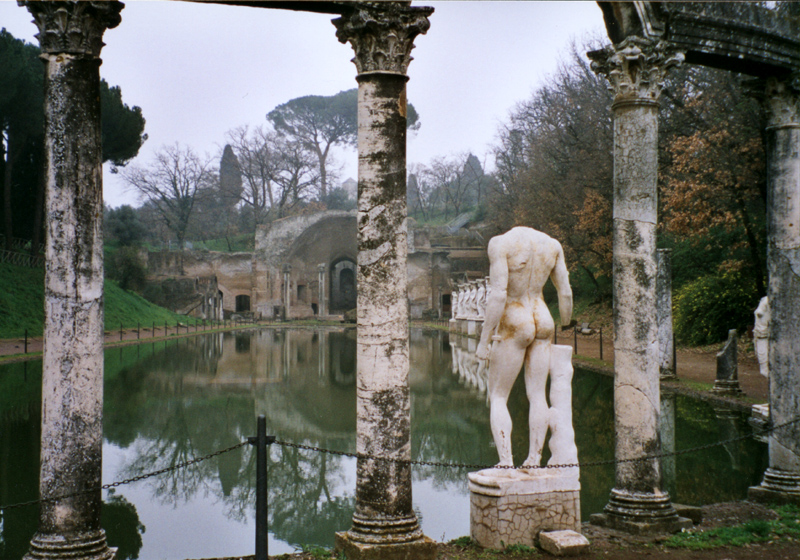
ハドリアヌスのヴィラ
カノプス

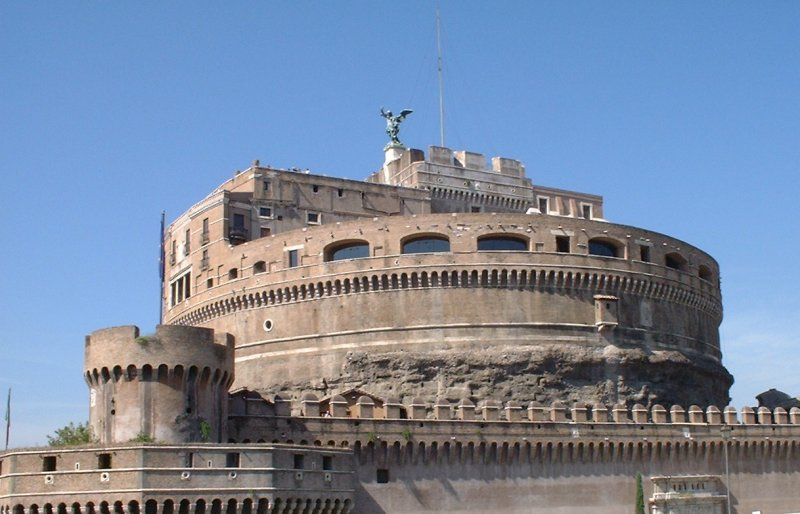
ハドリアヌスの霊廟
下部構造の部分がローマ時代のもの。上部は要塞として改修された。

118年から128年にかけて建設されたパンテオンは、現在でも内部空間を実感できる、ローマ建築を代表する建築物である。真円の平面はたいへん単純なものだが、圧倒的な大きさの半球ドームと、その頂点から差し込む光によって、象徴的な空間となっている。あまりにも完成された空間であったことと、構造を改編することが容易だとは思われなかったことで、ローマが完全にキリスト教化した後もこの建物は破壊されず、608年、あるいは610年前後にキリスト教の聖堂として聖別された。この象徴性は、恐らくその設計のなかに隠された明快な比例関係に起因する。また、基礎は、地盤面下幅約7m、深さ約4.5mに渡って造成されたローマン・コンクリートの上に組積された大理石で、建物上部は凝灰岩、その上は軽石とローマン・コンクリートによって整形されている。構造体には意図的に空洞が穿たれ、建物の自重を軽減しており、工学的に見てもたいへん優れた設計が行われていることが分かる。
ハドリアヌスがティヴォリに作らせたヴィッラは、18世紀にイギリスで好まれたカントリー・ハウスに酷似した建築である。風景に対する憧れはローマの人々の心にすでに刻まれていたもので、キケロやティベリウス、ネロ、ドミティアヌスらは、自らの好む別荘やヴィッラを所持していた。ハドリアヌスのヴィッラは、この種の建築としては残存する数少ないものであり、特定の平面や構成を持たず、自然の環境や風景に応じて、かなり自由に造られたヴィッラの特徴をよくつかむことができる。ハドリアヌスの趣味はかなり折衷的なもので、彫刻については完全なギリシアのものからエジプト風のものまで一緒に置かれており、ほとんど好事家的であるが、建物そのものは、技術的洗練と曲線の多用、色彩への関心、そして内部空間を外部に率直に表現することへの試みが見られる、当時最新の住宅建築であった。「カノプス」、「海の劇場」、「黄金の広間」など、このヴィッラには多くの前衛的試みが詰め込まれているが、それがこのヴィッラの魅力であると言えよう。
ハドリアヌスの建設した建物で、最も有名で、最もよく目にするものが、現在はサンタンジェロ城と呼ばれているハドリアヌスの霊廟である。上部は後に補強されたもので、現在はローマ時代の下部構造が残る。その着想はアウグストゥスの霊廟にあることは間違いないであろうが、より現代的な、そして要塞のようなデザインであった。実際に、4世紀にはアウレリアヌスの市壁に組み込まれた軍事要塞として活用され、現在では完全に城として生まれ変わっている。
ハドリアヌス帝の時代まで、ローマ建築は意匠的にも工学的にも、絶え間のない開拓が試みられたが、アントニヌス・ピウスが即位した138年以降、ローマ市の建築活動は極端に鈍化した。首都ローマは2世紀中期には継続的な建設活動によって公共建築の飽和状態を迎えており、また、文化的にも急速に進んだ西方属州に追いつかれようとしていた。皇帝による公共事業は、セプティミウス・セウェルス、カラカラ、アレクサンデル・セウェルスまでの短い期間に行われただけで、比較的大きな公共工事は、カラカラ浴場、アレクサンデル・セウェルスの浴場、そしてパラティヌスの丘の宮殿拡張工事が行われたに過ぎない。続く3世紀には、政治的混乱によって首都の建築活動は完全に停滞期を迎え、やがて首都はコンスタンティヌス帝によって完全に見捨てられることになるのである。

### 属州の活動
首都の停滞をよそに、ローマ帝国領属州では劇的な変化を迎え、特に地中海周辺部は空前の経済的繁栄を達成した。リビアにはカルタゴの商業都市レプティス・マグナとサブラタ、 アルジェリアにはティムガッドなどの都市遺跡が、かなり良好な状態で残っているが、これらは地中海の物質文明の繁栄を今日に伝えている。

#### 東方属州の伝統的建築と地方様式

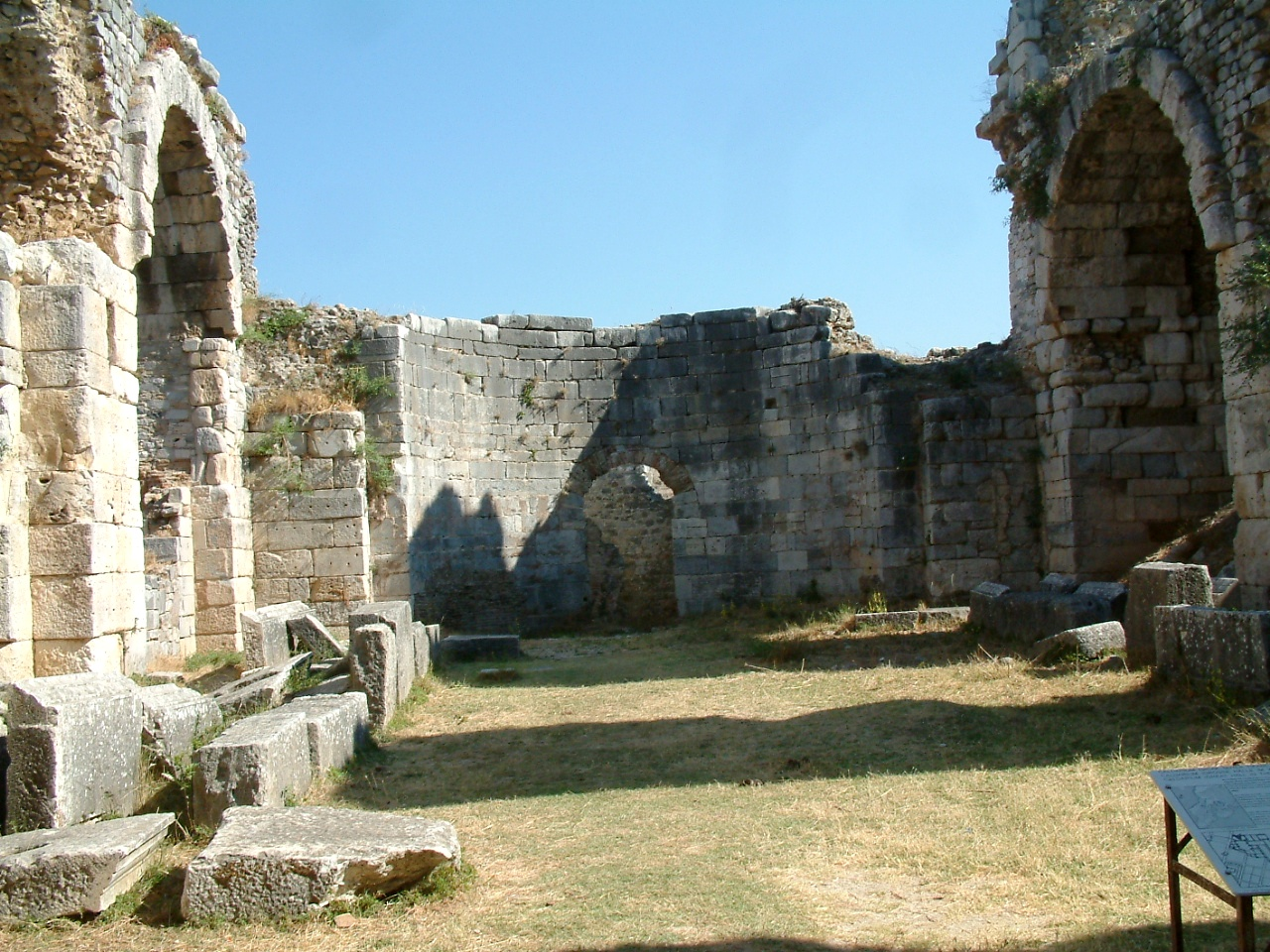
ミレトスの公共浴場跡

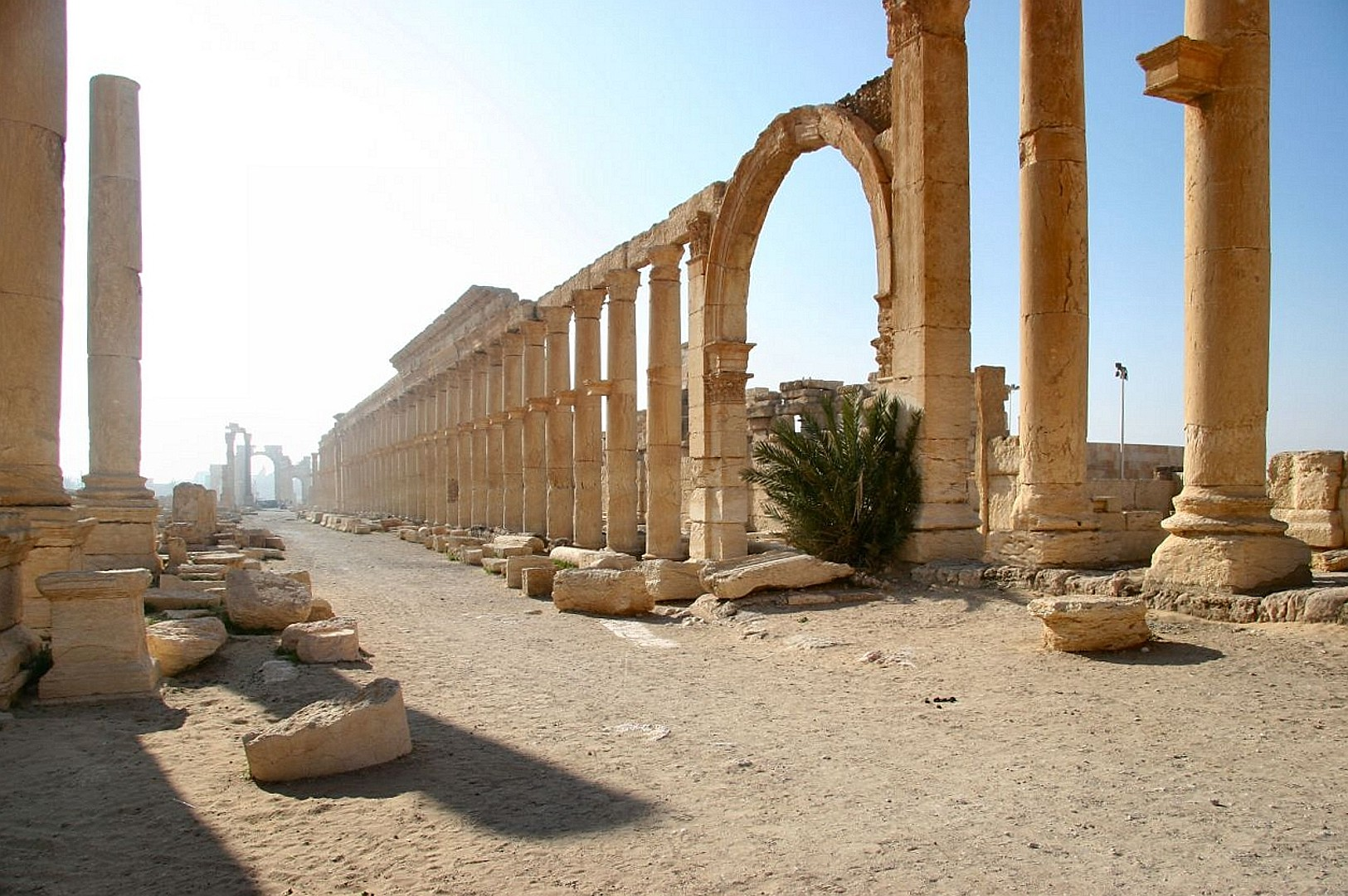
パルミラの幹線道路の列柱
主要道路に建設された列柱廊は、東方から北アフリカの各都市で模倣された。

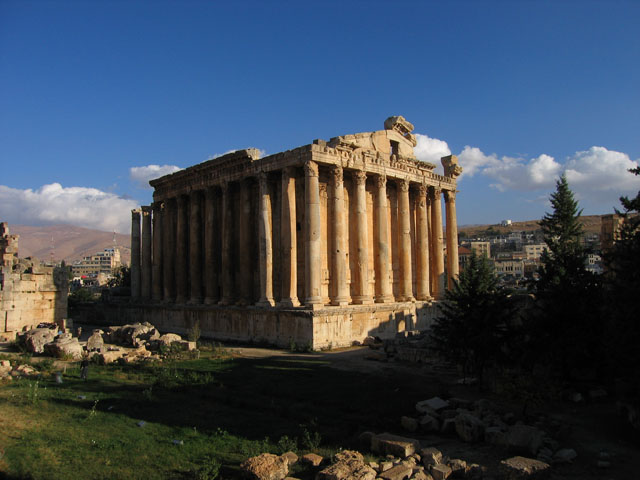
バールベックのバッカス神殿
ローマ帝国によって建設されたが、ローマ神殿の影響はほとんどない。

ギリシア、小アジアのエーゲ海沿岸部では、ヘレニズムの伝統が常に生き続けた。古代から繁栄を続けていた都市には、西方からの影響はほとんどもたらされず、アテネに建設されたアグリッパのオデイオンなどは、イタリアの特徴を備えているという、その特異性からむしろ注目される。東方属州も最終的にはローマの意匠と建築・土木工学を受け入れるが、バシリカですら小アジアでは2世紀になってようやく導入されるほどで、比較的すんなりと受け入れられた建物は公共浴場と劇場に限られる。エフェソスやミレトス、アンキュラ（現アンカラ）などにその遺構が残るが、浴場は東方属州において先例となる施設がなかったため、イタリア形式のものがそのまま建設された。劇場についても、ヘレニズム時代にアナトリア半島を含む東方ではほとんど建設されていなかったため、ローマ時代に導入されたものが多く、その形式もローマ特有の形式となった。その他の建築物、例えば闘技場などは、結局、全く採用されることはなかった。
ただし、ローマ軍の拠点都市では、かなり強力なローマ化が計られた。代表的なギリシアの都市が属州アカエアの州都コリントスである。コリントスは古代ギリシアを代表する都市であったが、紀元前146年にローマによって完全に破壊され、現在の遺跡に古代ギリシアに由来するものはほとんどない。コリントスの都市としての骨格はオクタウィアヌスによって造り変えられたものである。東方属州のなかでも、シリアではオクタウィアヌスの時代が建築の転換期となった地域が多く、ヘレニズムの伝統が比較的浅い地域では、これが顕著に現れている。建設者としての才能を持っていたヘロデ大王は、アゴラ、ストアなど、都市の中心施設をヘレニズムの伝統を持った建築としたが、水道橋や浴場、闘技場のほか、神殿をローマ式で建設している。さらに、彼が共和制末期のローマ都市に採用されていた街路側面の列柱を採用して、アンティオケイアに建設した列柱道路は、その後シリアからアフリカの都市に大々的に導入された。ユピテル・ヘリオポリス（現バールベック）はローマの神々ではない土着神の信仰中心地であるが、アウグストゥスが都市を改編した後、徹底的にローマ化され、さらにアントヌス・ピウスからカラカラの時代にかけて巨大な神殿が建設された。アウグストゥスの時代の造営には、首都ローマの国家建築を建設した人々が動員されたことが知られている。バールベックのようなシリア的ローマ建築は、アンティオケイア、ダマスカス、ゲラサ、パルミラなどで見られるが、例えば巨大な列柱道路、中央アーチの左右に水平梁を配置するペディメントなどは、瞬く間に小アジアの都市を席巻し、初期ビザンティン建築においても広く採用された。
シリア的意匠が小アジアのみでなく、地中海沿岸部にかなり早く広がったことは、ローマ建築における首都の影響力がますます低下していったことを意味する。2世紀には属州の文化的・経済的水準は首都ローマに匹敵するほど底上げされており、建築のアイディアは首都ローマを経由することなく、属州相互の間で交換されるようになった。また、属州では、イタリア半島のように良質なローマン・コンクリートを得ることができなかったため、建築材料は主に煉瓦を用いたものとなった。煉瓦でヴォールトを構成するという、西方世界ではほとんど採用されることのなかった技法は、やがてローマ建築の新しい手法となり、後にビザンティン建築に継承される。

### ローマ帝国後期の建築活動
後期のローマ帝国の情勢は、まず、皇帝の権力が帝政前期のものから変質 したことに現れている。また、蛮族の侵入による情勢不安はローマ軍団を肥大化させ、国家財政の逼迫により、徴税の強化をはかるため属州の再編成や官僚機構を整備させることとなった。4世紀以降は貧富の差が激しくなり、それまで都市の建築活動の担い手であった都市参事会をはじめとする都市の有力者の裾野を狭めることになった。加えて、彼らは都市の建設活動よりも官職によってその権威を競うようになり、裕福市民層からの寄付を失った都市の建築活動は衰弱していくことになる。

#### 首都の衰退とテトラルキア

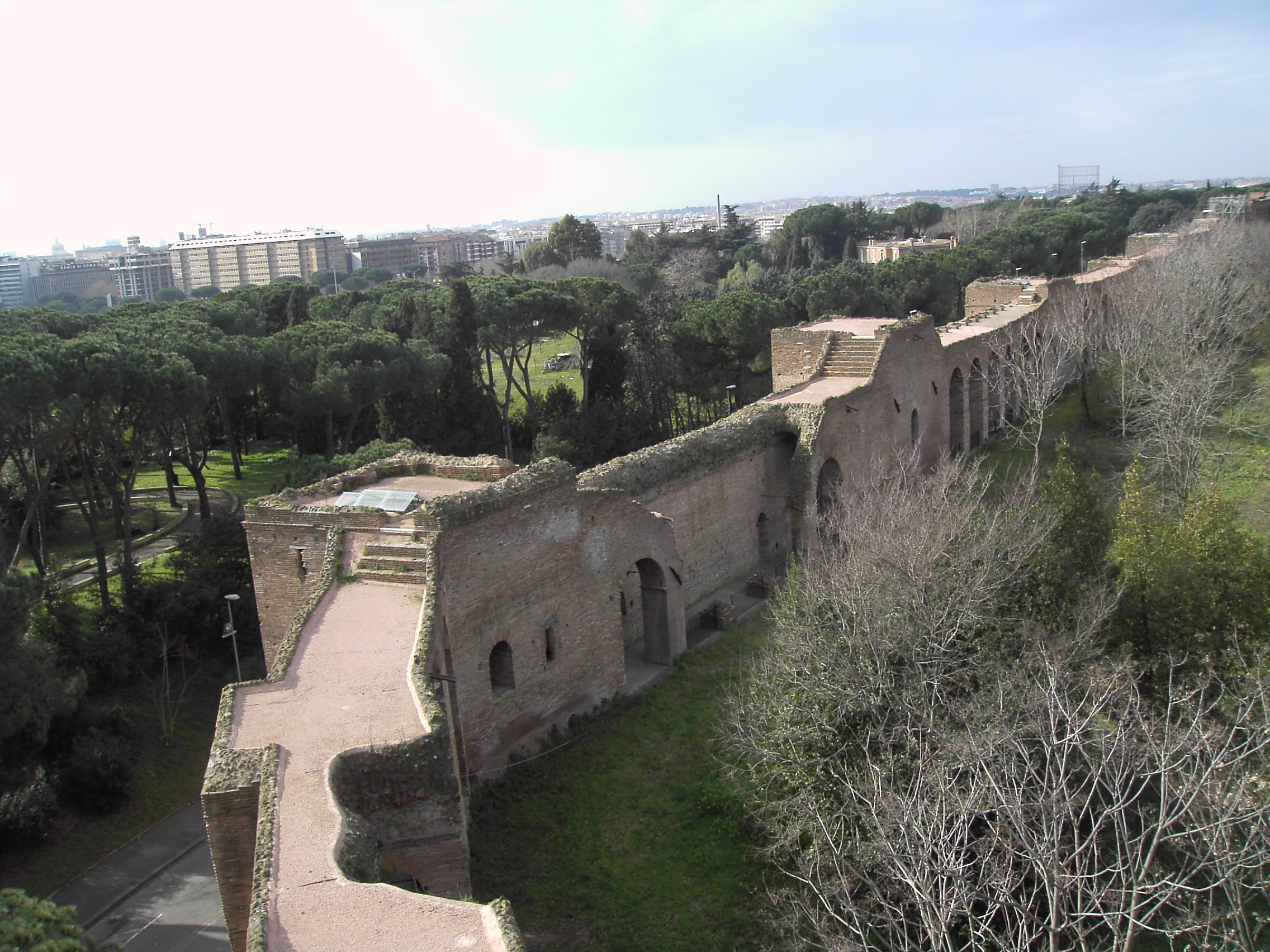
アウレリアヌスの市壁
首都防衛のためにアウレリアヌスの命で建設が開始され、プロブス帝の時代に完成する。

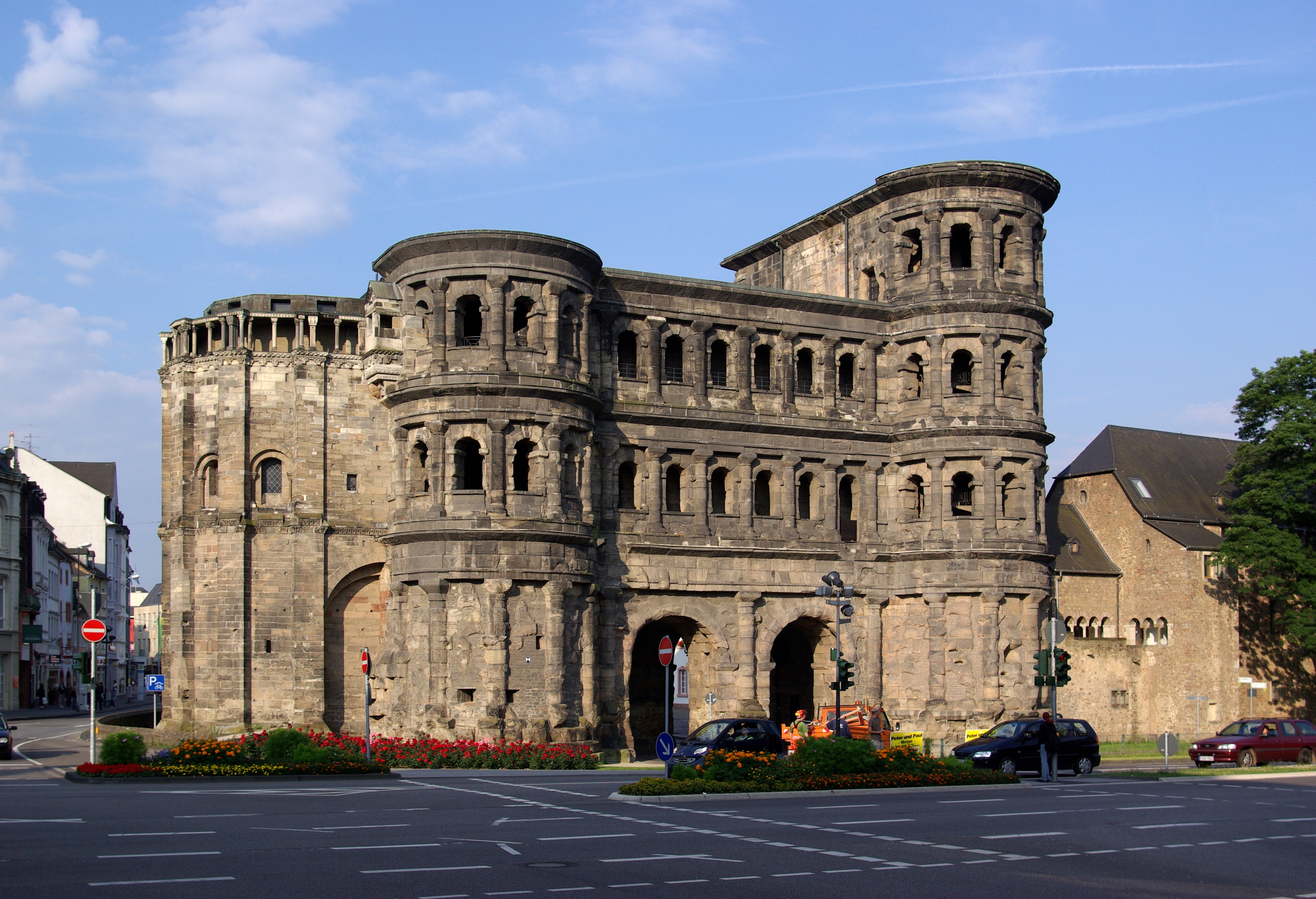
ポルタ・ニグラ

すでに五賢帝の時代からローマ帝国は衰退をはじめており、特に国境防衛力の弱体化は、マルクス・アントニヌス帝の時代に顕著となった。さらにセウェルス朝以降になると、東方ではサーサーン朝の、北方ではゲルマン民族の侵入が繰り返されるようになり、デキウス帝はゴート族との戦いで敗死し、ウァレリアヌス帝はサーサーン朝に破れて捕らえられるなどの危機的状況を迎えたため、軍事力の強化は帝国の第一の課題となった。パルミラ帝国とガリア帝国を平定したアウレリアヌス帝は、北方蛮族の脅威に対して、失われて久しかったローマの市壁を復活させた。彼の時代には、ローマ市にそれほど差し迫った危険性はなかったものの、市壁が建設されたという事実そのものが、帝国の現状を象徴する出来事であった。
このような事態をもたらした3世紀の危機の時代は、ディオクレティアヌス帝が四分治制（テトラルキア）と呼ばれる統治方法を構築して一時的に収束する。ディオクレティアヌスをはじめとする四人の皇帝は、それぞれ活動の拠点を地方都市に移したが、その結果、ローマ市は名目では首都であり続けたものの、実質的にローマの中心地ではなくなった。テトラルキアによって建設された四つの首都の構造は、断片的な情報しかないものの、ローマの構成を模倣したものであったことが知られている。ローマ市が、キルクス・マキシムスを見下ろす位置にドムス・アウグスターナ（皇帝宮殿）を配置しているように、これらの首都においても皇帝宮殿の側に大競馬場が建設された。これは後にローマ帝国の首都となるコンスタンティノポリスにおいても繰り返された。このうち、最も多くの遺跡を見ることができるのは、コンスタンティヌス1世の本拠地であったアウグスタ・トレウェノルム（現トリアー）で、コンスタンティヌスの浴場や、現在ではバシリカとして知られる皇帝謁見室などが残る。それ以外の都市の遺跡はほとんどないが、ローマン・コンクリートによる独創的な造形が採用されていたと考えられる。同時にまた、都市は強固な市壁によって防衛されており、その堅牢さはトレウェノルムのポルタ・ニグラから窺うことができる。テトラルキアの首都ではないが、305年に、ディオクレティアヌスが隠棲するため建設したスパラトゥム（現スプリト）の大邸宅も、やはり軍事的な側面が色濃く、高い城壁と見張り塔によって防衛された閉鎖性の強いものであった。内部の意匠はオーダーとアーチを繰り返し、コロッセウムなどの伝統的な手法を踏襲しているものの、持ち送りやエンタブラチュアにアーチを挿入する手法などは、シリア特有の意匠で構成されている。
ローマ建築はヘレニズムに由来する伝統的造形に固執し続け、これはローマ市において特に顕著で、クリア（元老院）などの伝統的な建築物のほか、ディオクレティアヌス帝によって建設されたディオクレティアヌス浴場やコンスタンティヌスの凱旋門においてなお健在であったが、後期のローマ建築は、概してローマン・コンクリートによる自由な造形を特徴とする。トレウェロムやスプリトだけでなく、ローマにおいてさえ、マクセンティウスのバシリカやキルクスなど、ローマン・コンクリートによる革新的な造形の建築物が建設された。ミネルウァ・メディカの神殿と呼ばれている、リキニウスによる宮殿庭園のパヴィリオンは、パンテオンと同じく円形平面でドームを頂く建築であるが、内部はパンテオンのような厳格・静謐なものではなく、大きな開口部と壁面に半円アーチのニッチを有する動的なものとなっている。ドームの構築に対する技術もパンテオンから大きく進歩しており、素焼きの陶器を埋め込んで軽量化するとともに、フォルム・ロマヌムのロムルス神殿などでは曲率の異なる二重ドームを架ける工法が確立された。

#### 末期ローマ建築と初期キリスト教建築

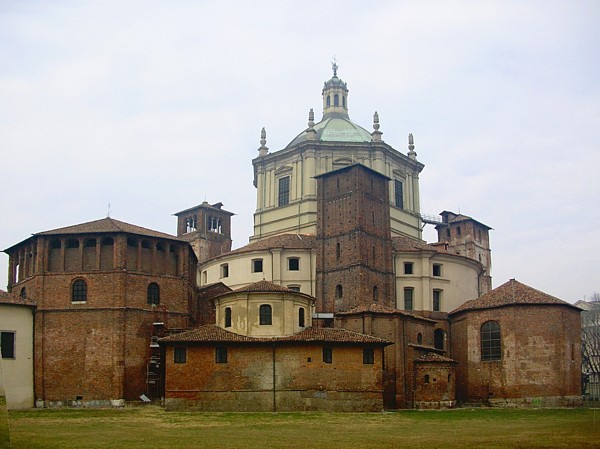
サン・ロレンツォ聖堂
下部は末期ローマ時代のものである。

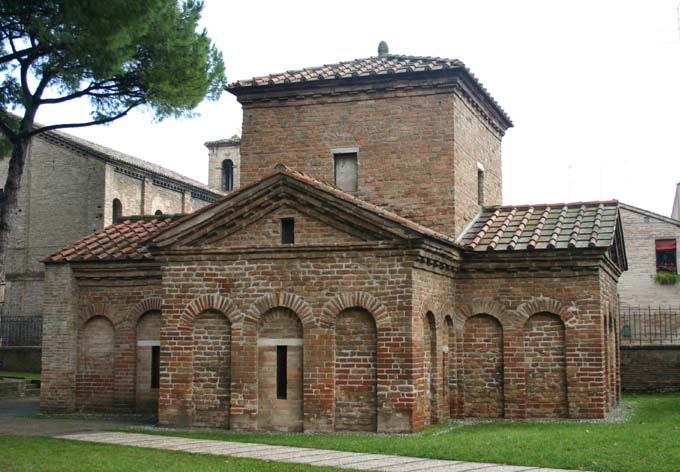
ガッラ・プラキディア霊廟
小さいが末期ローマの重要な建築物。内部に美しいモザイクがある。

四分治制はローマ建築に新たな息吹を与えたが、このような体制はディオクレティアヌスの強力な手腕によって維持されたものであり、彼の死後、ローマ帝国は急速に安定を失った。混乱の中で、コンスタンティヌス帝がリキニウス帝に打ち勝ってローマ唯一人の皇帝の座に着いたとき、ローマの政治体制は分権行政でなければ成り立たないほどに肥大化・分散化していた。現実的選択として帝国は二つに分けられ、テオドシウス1世の死後、東はコンスタンティノポリスを、西はミラノ、後にラヴェンナを首都とする統治体制は統合されることはなかった。その結果、経済的に恵まれた東方では、ローマ建築は新たな建築の道を開き、西方世界は歴史の荒波のまっただ中に放り出され、衰退することになる。
ローマ建築の最終局面は、キリスト教と深い関わりがある。3世紀の危機の時代以降、すでにローマ帝国領では至る所でミトラ教、マニ教などの東方宗教が信者を獲得したが、最終的に成功を収めたのが、コンスタンティヌスに協力したクリストス教（キリスト教）であった。コンスタンティヌスがニコメディアで発した勅令（いわゆるミラノ勅令）によってキリスト教が容認されると、ローマ帝国の領内ではいくつもの大教会が建設された。当時のキリスト教徒は、ローマ建築が培ってきた様々なプラン、施工方法、技術から、あらゆる要素を任意に選択することができたが、彼らは教会建築として、ローマの世俗建築であったバシリカを多く採用した。ただし、これらの教会堂にヴォールト天井のものは存在しない。キリスト教徒にとって、ローマのヴォールト構造は世俗的で物質的なものだったらしく、ヴォールトはかなり後の時代になってから採用された。装飾についてもフレスコ画は使われず、光を反射させるモザイクによって壁の量塊を極力非物質化させる努力が払われた。初期キリスト教建築は、東ローマ帝国の潤沢な資金と継承された高度な技術の中で成熟していき、6世紀にハギア・ソフィア大聖堂として、その最も完成された姿を現すことになる。
東ローマの建築に対し、395年の分裂から西ローマ帝国の滅亡までの間、西方のローマ建築は、いわば喪失の時代であった。西方属州に侵入したゲルマン民族を、弱体化したローマ軍は掃討することができず、西ローマ帝国の国家基盤は早々に瓦解する。408年の将軍スティリコの死によって、西ローマ帝国は蛮族に対抗する力を失い、410年には西ゴート族のアラリック1世によってローマ市が陥落した。その後、将軍アエティウスの活躍によって、アッティラ率いるフン族の占領をなんとか阻止するものの、455年にガイセリック率いるヴァンダル族の侵略に抗いきれず、ローマ市は壊滅した。ローマ建築の活動中心地は、すでに新たな首都ラヴェンナに移っており、その建築は現在でもラヴェンナにおいて見ることができる。同時代の東ローマ帝国の建築活動に比べると、比較にならないほど小規模なものだが、その活動はガッラ・プラキディアの寄進によって、そして西ローマ帝国が滅びた後も、6世紀にランゴバルト人が侵入するまで、東ゴート王国、そして東ローマ帝国により継続された。

## 特徴
ローマ帝国では、ギリシア芸術古典的形態を保持することが慣例化しており、通常ローマ芸術とされるものの多くは、ギリシアの建築家・芸術家の作によるものである。ギリシア芸術の権威は高く、新たな形態を導入するには、それを意図的に打開しなければならなかった。そのなかで、新しい造形を生み出す助けとなったのが、技術革新とローマ特有の新しい施設の建設であった。

### ローマの都市

#### 都市の建設
共和政時代の前期から中期にかけて、ローマ市は隣接都市を吸収合併していったが、積極的に都市を建設することはしなかった。当時のローマ市は領域国家としての性格を持たず、一定以上の領域の拡大が基本的には不可能であったこと や、エトルリア人入植地をはじめとする中央イタリアの都市（古カシリヌム（現サンタ・マリア・ディ・カプア・ヴェテレ）やマルツァボットなど）は碁盤目状の規則正しい都市構造を有すものが多く、ローマ守備隊はこれを利用して駐屯すればよかったため、都市の建設を促すような積極的な要因はなかった。しかし、ラテン戦争によってローマの勢力域が拡大すると、これらを軍事的に防衛し、かつ、社会的に統治する必要性が生じ、ローマおよびラテン同盟都市による植民市の建設が活発に行われるようになった。
紀元前4世紀から紀元前3世紀にかけて行われた、初期の植民市建設の第一義的意義はローマの支配地域の防衛にあり、一般にローマ市民権を持つ人々は、オスティア（紀元前4世紀中期）、アンティウム（現アンツィオ、紀元前338年）、アルシウム（現ラディスポリ、紀元前247年）、プテーオリ（現ポッツォーリ、紀元前194年）、サレルヌム（現サレルノ、紀元前194年）など、沿岸部に植民市を建設し、ラテン同盟都市による植民は内陸部の防衛を主として設置された。ネペト（現ネーピ、紀元前383年）、ルケリア（現ルチェーラ、紀元前315年）、ナルニア（現ナルニ、紀元前299年）、アリミヌム（現リミニ、紀元前268年）、ブルンディシウム（現ブリンディジ、紀元前244年）、ボノニア（現ボローニャ、紀元前181年）などのラテン植民市は、その当時の勢力域の辺境に集中的に建設されたが、これらの都市はラテン同盟の解消によってローマの軍制に直接組み込まれ、ローマの軍事的増強に寄与するようになった。
同盟市戦争の後、紀元前89年にポンペイウス法が施行されると、ガリア・キサルピナにおいて本格的なローマ化が始まる。この時期になると、イタリア半島での植民市は軍事的な側面が薄れ、ローマの社会制度の導入、資本の投入といった社会的・経済的な側面が明確になってくる。植民市の建設目的が具体的に何時頃から変化したのか、という点についてははっきりしない が、ガイウス・マリウスがキンブリ・テウトニ戦争の後に、もともと無産市民であった退役兵をアフリカ、シシリ、アカイア、マケドニアなどに植民させたように、共和制末期には軍事的な側面を持たない植民市の建設活動が行われている。ルキウス・コルネリウス・スッラなどは、民衆派に属した諸都市から大量の土地を没収してこれを退役兵に割り当て、クルシウム（現キウージ）、ファエスラエ（現フィエーゾレ）などの植民市を建設したが、彼は都市に割り当てられるトリブスに手をつけない代わりに、指揮下の退役兵を各地に大量に送り込むことによって、これらのトリブスをそのままスッラ支持のトリブスにしている。ガイウス・ユリウス・カエサルも、北方属州にルグドゥヌム（現リヨン）とアウグスタ・ラウリカ（現アウグスト）などの都市を新設し、スッラ同様に退役軍人を入植させて政治的な基盤とした。また、対ギリシア戦で壊滅したコリントスに無産階級の市民8万人を入植させて再建しているが、これによってローマ市民への無料穀物配給を減少させている。

#### ローマの都市構造

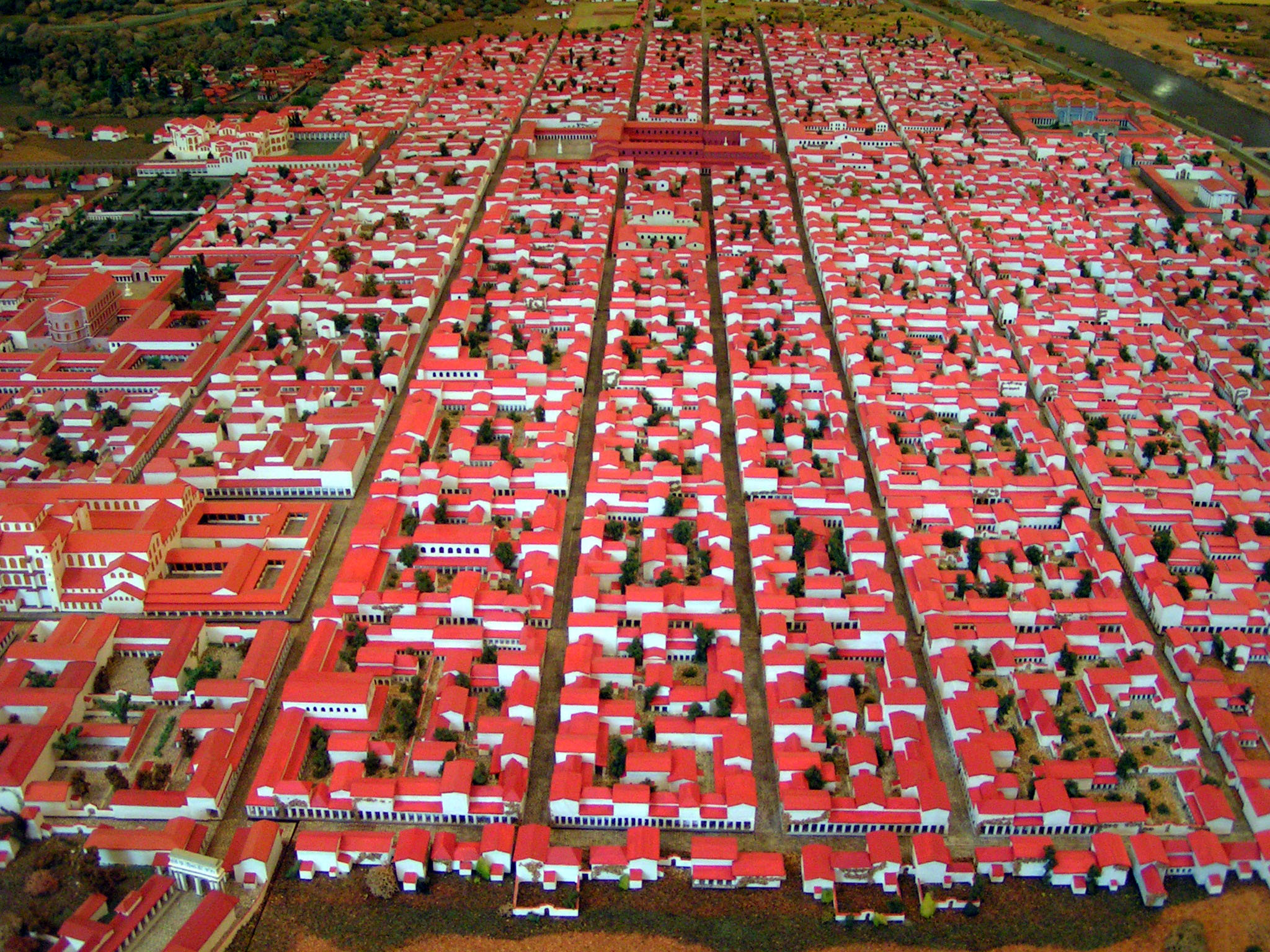
トレウェロルム（現トリーア）の復元
整然と区画されたローマ特有の都市構造。浴場などに隣接する、左手側を上下に貫く道がカルドである。

都市を新規に構築するにあたって、その計画を逐一立案するのはたいへんな労力と想像力を必要とするため、ローマは都市の構造を一定の原則に沿って構築した。これは同時にローマの社会構造そのものをその支配地域に組み込む働きを担っており、属州のローマ化に対して大いに貢献することになる。
ローマの新設都市は、地中海東部に普及していた幾何学的な構造を有する、いわゆる「ヒッポダモス式都市計画」 の系譜に連なる。ローマ人は、都市を一辺2400ペース、100ヘレディア の正方形に整然と区画する手法を用いたが、さらに東西南北に大きな幹線道路を通している。これは、都市建設に際して用いられた基軸となる測量線を道路に整備したもので、南北に通る大通りを「カルド・マクシムス」、東西の大通りを「デクマヌス・マクシムス」と呼んだ。デクマヌスは正確な語源は不明であるが、カルドは蝶番や軸を意味し、天空がこれを軸にして回転しているということを示す。都市の創建者は儀式に則って、はじめにこの二本の軸線を決定し、都市の輪郭となる部分は鋤で土を掘り起こしつつ溝を切った。この溝は「ポメリウム」と呼ばれ、都市を他と聖別する重要な溝であった。測量技師は「グローマ」と呼ばれる機器を用いて測量を行い、都市を碁盤目状に区切っていく（これによって整形される街区を「インスラ」と呼ぶ）。ポメリウムの内側には矢狭間を持つ市壁が建設され、デクマヌスとカルドの延長に四つの大きな城門が設けられた。都市の中心にはムンドゥスと呼ばれる穴が掘られ、そこに供物が供えられた。ローマの歴史家たちによれば、これらの儀式はローマ人がエトルリア人から教示されたものとされている。実際に、都市建設の儀式で大地の神が重要視されていることや、都市を守護するカピトリウムの三室内陣を持った神殿は、エトルリア由来のものである。都市の外部も正方形に区画されており、これらは農場として個人分配された。
しかし、都市が経済的要因によって膨張すると、幾何学的構造は失われ、まったく異なる形態の都市が形成された。1世紀末に造営された植民市であるクイクルム（現ジェミラ）は、カルドとデクマヌスが通り、両道路の交差部分にフォルムを持つ都市であったが、2世紀に都市の人口が市壁内に収容できる限界を超えると、南に拡張された。かつての南門は都市の新しい中心になり、市壁の外側にフォルムとセウェルスの神殿、バシリカが造られることになったが、新しい市街はそれまでの都市形態とは異なるものであった。カルド・マクシムスはほぼそのまま延長されたが、旧市街の通りにあるような列柱廊は形成されず、デクマヌス・マクシムスらしき道路は直線ではなく、完全な曲線である。概してその形態はフォルムを中心とする放射状で、旧市街ほど明確な構成を持っていない。タムガス（現ティムガッド）もまた、1世紀末に建設された都市だが、やはり正方形のローマの伝統的な都市構成であった。ティムガッドは、カピトリウムのある市壁の西側に都市が拡張され、セルティウス市場などが建設されたが、この新しい街も、クイクルムと同じく規則性を持っていない。このように、繁栄を遂げた都市は、膨張するにつれて最初の骨格が不明瞭になっていく傾向にあり、また、ローマ帝国滅亡後に生き残った都市も、長い年月の間に碁盤目状の構成が失われ、迷宮化していくようになる。周到に計画された都市構成が、都市の成長とともに混迷していく様は、首都ローマにおいても鮮明に現れている。

#### 首都ローマの構造

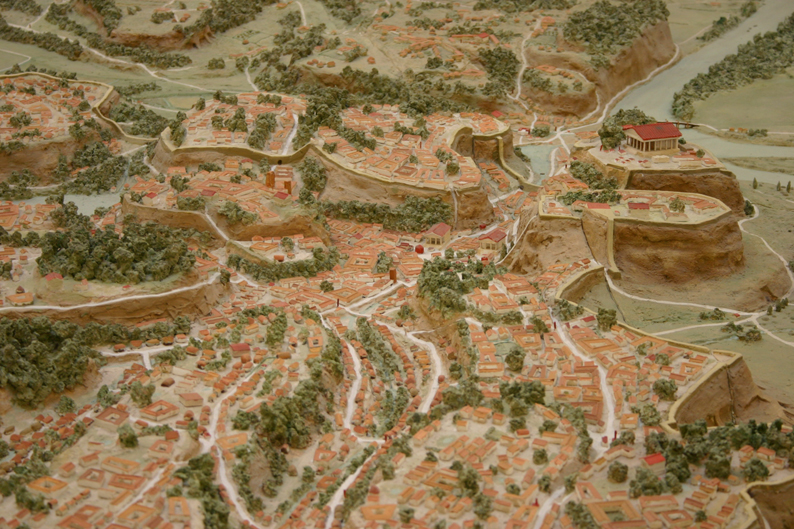
古代ローマ市
セルウィウス城壁によって囲まれた最初のローマ市街地。クイリナリスの丘より中心部を見る。右上の2つの丘がカピトリヌス、中央にパラティヌスの丘、その向こう側にアウェンティヌスの丘がある。丘に囲まれた低地部分がフォルム・ロマヌム。

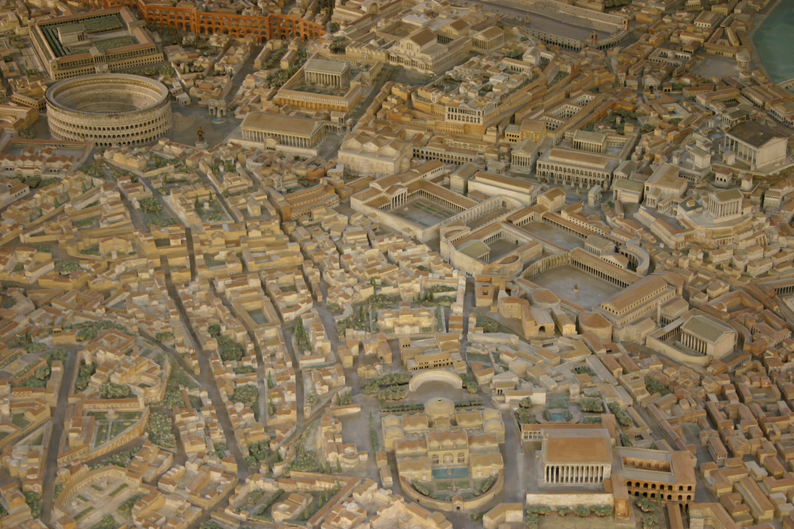
古代ローマ市（4世紀）
上の写真とほぼ同じ方向を見る。右上がカピトリヌスの丘。ここからコロッセウムまでの間にフォルム・ロマヌムとパラティヌスの丘、その向こうにキルクス・マクシムスがある。フォルム・ロマヌムから右下に諸皇帝のフォルムがある。写真下中央の大きな建物が、クイリナリスの丘のアウグストゥスの浴場。

ローマ市は、伝承によれば紀元前753年に、ロムルス王によってパラティヌスの丘に築かれたとされる。近年の発掘により、パラティヌスの丘の南西に、紀元前10世紀以前の数世紀に遡る居住跡が確認され、また、フォルム・ロマヌムとパラティヌスの丘では紀元前10世紀の墓地が発掘されているため、この時期までに、ローマの地にいくつかの集落があったと考えられている。紀元前9世紀頃になると、遺跡の数が増加し、墓地の場所もエスクイリヌスの丘に移ることから、居住空間が再配分され、人口が増え始めたことが示唆されるが、これらが一群の大きな集団であったかどうかは不明である。紀元前8世紀末から紀元前7世紀前半になると、パラティヌスの丘のゲルマルス峰とパラトゥアリス峰に住居が発達し、紀元前650年頃にはパラティヌスの丘とクイリナリスの丘を分ける急流の排水工事によって、後に聖なる道（ウィア・サクラ）と呼ばれる道が開通する。住居域はフォルム・ロマヌムやフォルム・ボアリウムとなる場所にまで拡大したが、ローマの都市化はプラエネステなどの周辺村落よりも遅かった。
最初のフォルム、フォルム・ロマヌムが整備されたのは紀元前7世紀頃で、発掘により、紀元前625年頃のティベリス川の洪水の後にコミティウムが舗装され、ほぼ同じ頃にクリア・ホスティリアと思われる建物も建設されていたらしい。現在、目にすることのできるフォルム・ロマヌムで最も古い遺跡であるラピス・ニゲルも、おそらくこの前後に設置されている。紀元前7世紀末から紀元前6世紀末にかけて、ローマはエトルリア系の王を頂き、聖なる空間の整備や瓦葺きのレンガ造建築が建てられはじめ、この時期に、ローマが急速に都市化されていったことがわかっている。フォルム・ロマヌムを中心として、カピトリウムからウェリアに抜けるウィア・サクラ、すなわちカルド・マクシムスと、アルギレトゥム通り、およびトゥスクス通りとなるデクマヌス・マクシムスが形成された。この時期に都市を防衛する城壁（セルウィウス城壁）が形成され、7つの丘を包含する都市の輪郭も構成された。とはいえ、城壁は人口密集地に沿って構築されたのではなく、フォルム・ロマヌム近隣の人口過密地域以外では、人はまばらに住んでいるだけであった。当時、フォルム・ボアリウム（牛市場）やキルクス・マクシムス（現チルコ・マッシモ）はすでに存在していたが、カピトリヌスの丘からヴァティカヌス平原に至るカンプス・マルティウスは宗教的タブーによって開発されておらず、ローマ市から除外されていた。また、テヴェレ川はあくまでも城壁の一部であり、都市は河川をまたぐ構造にはなっていなかった。
共和政時代を通じて、市街が拡張していくにつれて、フォルム・ロマヌム周辺にあるような整然とした都市は、徐々にその輪郭がわからなくなっていき、市中心部から放射状に抜ける道路にそって、蜘蛛の巣状の都市が形成された。北に通じるラータ通りは市街を抜けるとフラミニア街道になり、アウェンティヌスの丘のふもとから南西にオスティア街道が、カエリウスの丘（現チェリオの丘）のふもとから南にアッピア街道がそれぞれ抜けるようになった。首都の人口が飛躍的に増大すると、ローマから明確な都市の構造は失われてしまうが、それでも都市の構造を明確にする意味から、共和制末期にフォルム・ロマヌムでは再建が行われる。フォルム・ロマヌムは周囲を丘に囲まれ、雨水が溜まりやすい構造になっていたため、クロアカ・マキシマ（巨大排水溝）が造営されていたが、これはヴォールトによって覆われ、敷石によって広場が形成された。フォルムの軸となるヴィア・サクラ（聖なる道）はすでに古来のデクマヌスとはかなりずれており、東西南北に軸線を構成することは不可能になっていた。このため、聖なる道を東西に通すことは諦め、代わりにカピトリヌスへ向かう方向が設定されたが、その結果、聖なる道はフォルムの途中で著しく折れ曲がってしまった。周囲のフォルム、神殿は、紀元前2世紀から帝政初期にかけて継続的に造営され、今日の姿になるまでに、実に200年近い時間を要している。
ローマ市の再構築を妨げていたのは首都の保守性であったが、一方で超過密状態も都市再建の大きな障害となっていた。帝政初期の時代に、ローマ市の人口はすでに推定100万人を突破 しており、次第に共同住宅は高層化、ありとあらゆる土地に住宅が建て込まれたため、公共建築をたてるスペースは限られていた。公共施設を訪れる人間も非常に多くなり、裁判もバシリカ（バシリカ・エアミリアとバシリカ・センプロニア）では対処しきれず、屋外で行われることが多くなった。ユリウス・カエサルは、このような状況を打開すべく、当時宗教的タブーによって開発されていなかったカンプス・マルティウスに都市を拡張することをはじめ、カエサルのフォルムの造営を開始した。この計画はカエサルの死によって頓挫したが、対案としてオクタウィアヌスはエスクイリヌスの丘に住宅の建設用地を確保した。しかし、エスクイリヌスの丘は市中心部から遠く、結局ローマの過密状態は回復することがなかった。
そのような状況の中で起こったのが、64年のローマ大火である。これはローマ市民とキリスト教徒にとっては災厄でしかなかったが、市街地が壊滅したため、ネロ帝と、恐らくは右腕として働いた建築家セウェルスは、ローマ市中心部の土地を没収し、これを再建することができた。そしてその後、ローマ市中心には歴代皇帝によるフォルムが建設されることになるのである。

### フォルムと行政施設、娯楽施設

#### フォルムと行政施設、およびカピトリヌス
ローマ都市に必ず置かれた施設がフォルムである。ローマ市もフォルムを中心に発達したし、フォルムさえあればそれは立派なローマ都市であった。ローマ帝国の街道沿いには、フォルムと呼ばれる小さな集落も数多く存在した。最初は商人が露店をひらくため、あるいは見せ物が行われるための単なる広場であったが、紀元前3世紀ごろに、ギリシアのアゴラから着想を得た列柱が導入されるようになった。ただし、帝政初期の建築家ウィトルウィウスは、フォルムの列柱はアゴラのものとは作り方を変えなければならない、と説いている。フォルムで催される剣闘士の競技が見えやすくなるように、列柱の幅は広く配置するべきというわけである。帝政初期以降に建設されたフォルムはこの列柱が発達する傾向にあり、ローマ市中心部の諸皇帝のフォルムなどの影響を受けたフォルムでは、そのまま一つの街区がフォルムとなった。いくつかの例外があるが、フォルムはカルドとデクマヌスが交差する都市中心部にあり、バシリカとクリア、そして神殿が併設されていた。

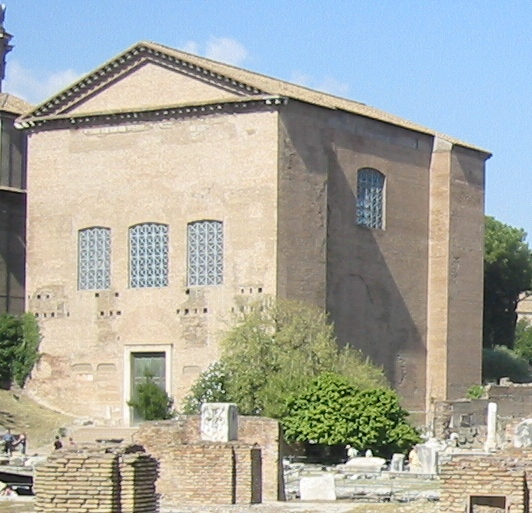
フォルム・ロマヌムのクリア・ユリア
帝政初期に建設された元老院議場。ユリウス・カエサルによって建設されたものを、ディオクレティアヌスが改築した。

バシリカは、悪天候の際に使われるもうひとつのフォルムとして、あるいは裁判所などに利用された。クリアは、ローマ市では元老院の議場として機能したが、地方都市では都市参事会（オルド・デクリオヌム）が用いるホールであった。クリアはフォルムのなかでも一段と高くなるように設計されており、ウィトルウィウスによれば、立面は底辺の長さよりも高く設計しなければならないとされている。多くのものは神殿のように飾られた玄関を持ち、とりわけ威厳のある建物であった。カピトリヌス神殿も、大抵は地方都市ではフォルムの中かその付近に建設され、北方属州では、これらの建物が完全に融合してひとつの建築となって街区を構成する、フォルム・バシリカ・神殿複合体と呼ばれる建築物が考案された。この建築複合体は、後にアウグストゥスのフォルムなど、皇帝たちのフォルムに採用され、トラヤヌスのフォルムにおいて最も完成された姿となった。フォルムは都市の中心であったため、貴族や政務官、属州の長官はこぞってフォルムを飾り立て、3世紀に地中海経済が停滞するまで、どの都市のフォルムもたいへん豪華であった。
カピトリヌス神殿は、共和政時代まで、伝統的にユピテル、ユノ、ミネルウァに捧げられた神殿であったが、帝政がはじまると、次第に皇帝崇拝のための神殿に置き換えられていった。ネマウスス（現ニーム）のメゾン・カレは、カピトリヌス神殿として聖別された可能性の高い神殿であるが、これは共和制時代に特有の三神を祭る三室内陣を持たない構成である。アグリッパによって寄贈されたものだが、後に彼に敬意を表して、皇位継承候補者となった二人の息子（ガイウス・カエサルとルキウス・カエサル）を祭る神殿として利用された。レプティス・マグナの帝政初期に建設されたフォルムでは、最も目立つ場所にアウグストゥスを祭る神殿が建設されているため、恐らくこれがカピトリヌス神殿になっていたと考えられる。クイクル（現ジャミラ）のカピトリヌス神殿に祭られたのは女神ウェヌスであったが、この神はユリウス氏族の守護神で、神殿自体もローマ市のフォルム・ユリウムにあったウェヌス・ゲネリクトス神殿の完全な複製であり、ユリウス＝クラウディウス朝に対する信仰を窺うことができる。クイクルは後に市街が大きく拡張され、セプティミウス・セウェルスによって新たにフォルムが形成されたが、そこに建設された神殿はセプティミウス氏族を祭るものであった。

#### 劇場、闘技場

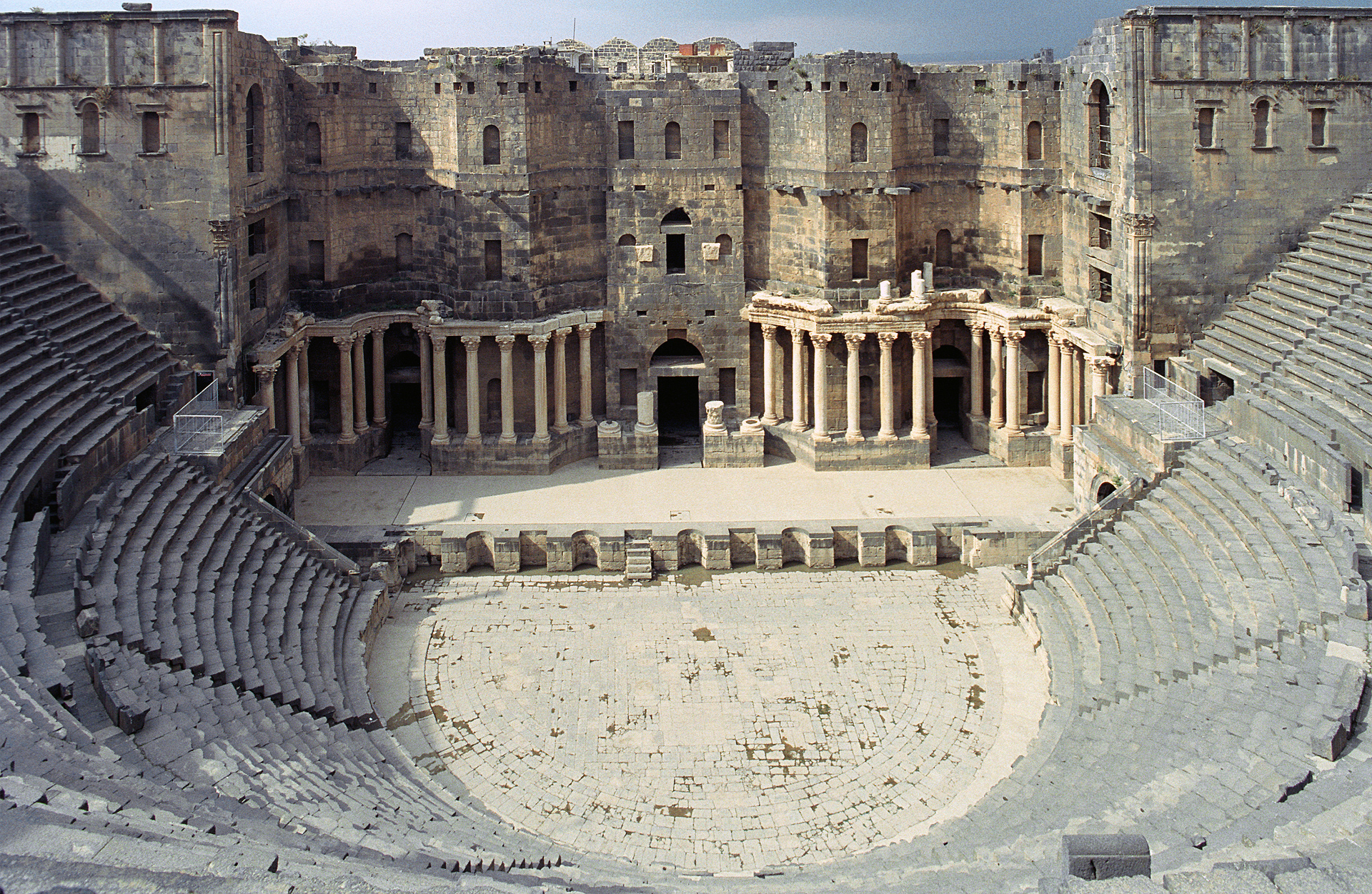
ボストラ（ボスラ）の劇場

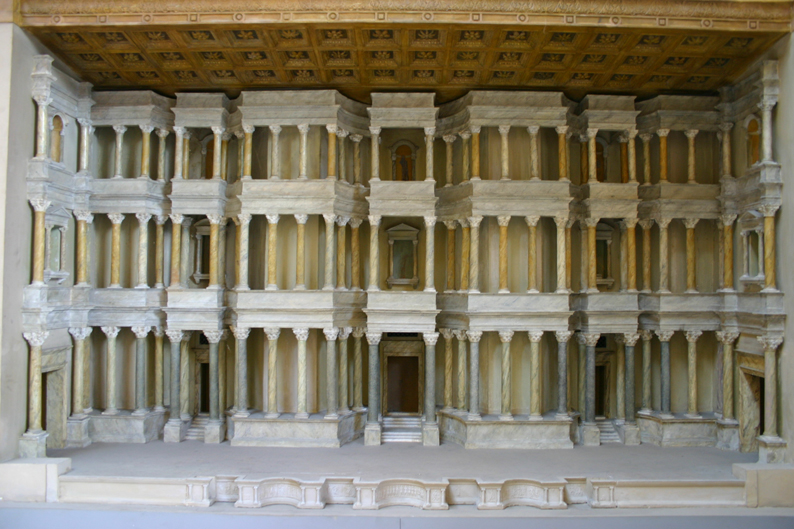
マルケッルス劇場のフロンス・スケナエ（復元）

ネマウスス（ニーム）の円形闘技場

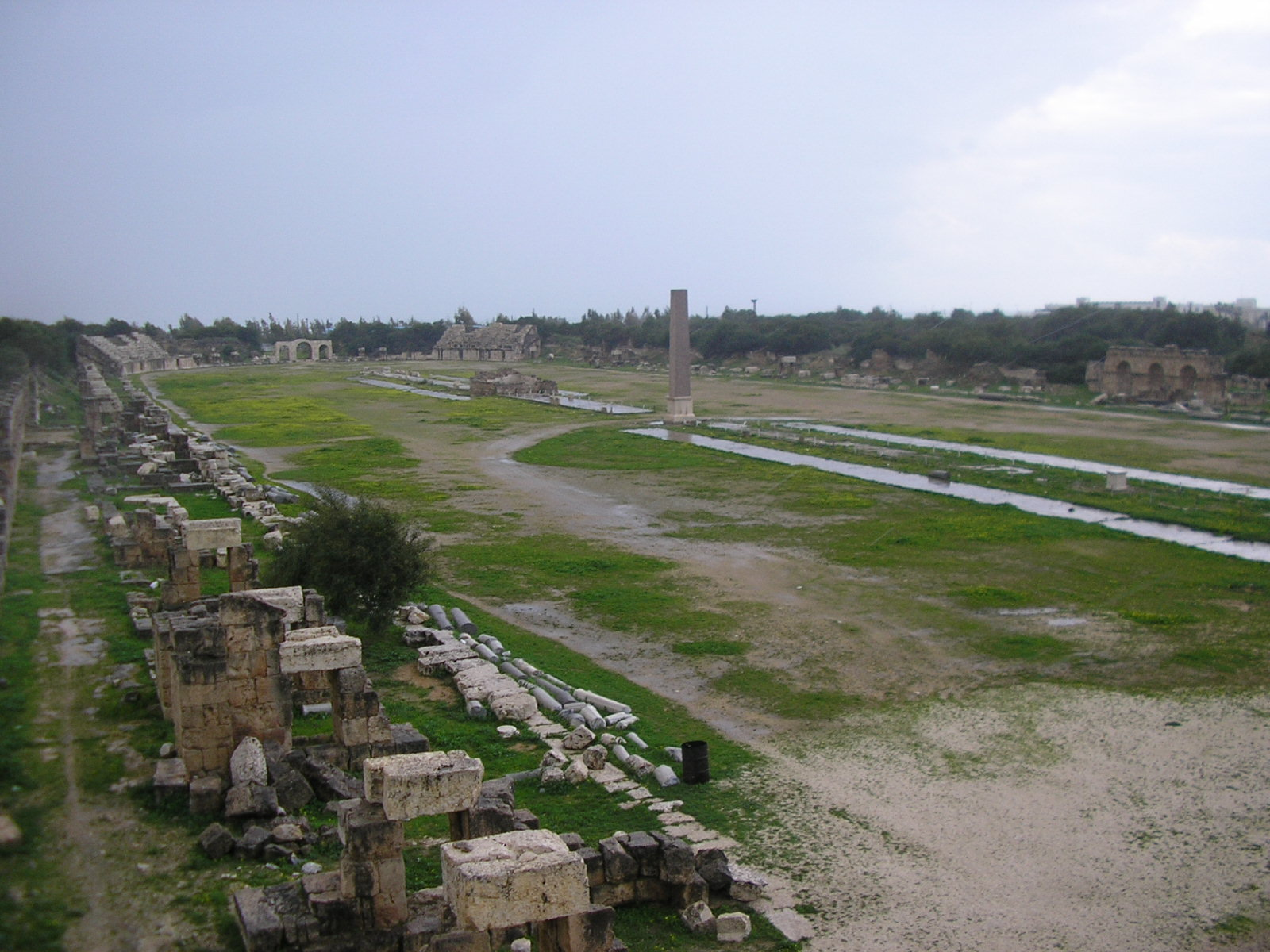
テュレ（ティルス）の競技場

劇場と円形闘技場は、正方形に区画された都市に配置しにくい施設であるが、一般に、ローマ都市遺跡の中では最も保存状態が良い建築物である。劇場は、ギリシア発祥の建築であることが明確であるが、ギリシア劇場はそのまま受け入れたわけではなく、ローマ人によって大きく修正された。どちらの劇場も、観客席の前にオルケストラが設けられているが、古代ギリシアでは、合唱隊が動き回るためにオルケストラは円形に作られた。というよりも、まず円形のオルケストラがあり、これを客席が囲んでいたと表現できる。客席の反対側に舞台背景となるスケネがあり、俳優が演技を行う非常に高い（3〜4m）高壇であるプロスケニオンが設置された。これに対し、古代ローマでは戯曲に合唱隊は必要とされなくなったので、オルケストラは小さく、大抵は半円形である。役者が演じるプルピトゥム（舞台）は、ギリシアのプロスケニオンよりも低く（1m以下）つくられている。ローマ劇場で特に目を引くのは、ギリシア劇場のスケネとおなじ役割を担うフロンス・スケナエである。フロンス・スケナエはギリシア劇場のスケネよりも大規模で、通常は3層で構成され、中央・両側の3つの扉を備え、重要人物は中央から、さして重要でない役は両側の扉から登場した。恐らく小アジアで考案され、声優の声を観客席に届ける役割を果たしたフロンス・スケナエは、ローマにおいて洗練され、やがて西方に広がっていった。ギリシア劇場は擂鉢状の土地にしか建設されなかったが、古代ローマでは平地でも劇場が作られ、大規模なものは露天であったが、オデイオンやアウディトリウムと呼ばれる小規模なものには屋根が架けられた。
アンフィテアトルム（円形闘技場）は、剣闘士や猛獣との格闘、調教された動物の見せ物などのために建設された施設で、現在、世界で400弱が知られている。多くは円形だが、そうでないものもある。また、劇場を改装したものや、劇場と兼用されたものもあった。最も古い闘技場は、紀元前80年頃に建設されたポンペイのものである。競技場（キルクス）とおなじように、漏斗状の地形を利用して建設されているが、競技場とは別の施設としてカンパーニアで生まれたものと考えられている。ローマ市では、剣闘士の競技はフォルム・ロマヌムで行われるのが伝統であり、帝政初期になっても恒常的な建築として闘技場を構築するという概念はなかった。しかし、ネマウススやアレラテ（現アルル）、アウグストドゥヌム（現オータン）など、他の都市においてこの建築物が成功をおさめたため、剣闘士競技が一般的になって300年が過ぎた後、ウェスパシアヌスによって、ようやく首都にふさわしい闘技場が起工された。45,000人から55,000人を収容できたとされるアンフィテアトルム・フラウィウム（現コロッセオ）は、マルケッルス劇場に連なるやや古くさいファサードを持つ建築物であるが、ローマ世界最大の闘技場であり、その施工には帝国の最も高い技術が集約されている。最下層部は5つの回廊に囲まれ、その中央部（アレーナの下部構造）には、猛獣や剣士が通る通路や傾斜路、エレベーター、管理人室などが構築されている。。
キルクス（競技場）は、現在まで100程度が知られているが、客席は簡素な建築であったため、現在まで姿を留めているものは少ない。外形が残るものは、レプティス・マグナとアッピア街道沿いに残るマクセンティウスの競技場くらいである。細長いトラックを持ち、「エウリプス」あるいは「スピナ」と呼ばれる中央分離帯を持つ。短辺の一方は出走ゲートになっており、ラッパの合図とともにゲートが開き、各戦車が一斉に出走した。大きさはまちまちだが、小さなもので長さ200m程度。テッサロニキやシルミウム、アウグスタ・メディオラヌム（現ミラノ）などでは400mから500m程度である。ローマのキルクス・マクシムスは最も大きく、長さ600m、250,000人を収容することができた。アンフィテアトルムと違って、戦車競技は市民の娯楽として長く開催され続け、コンスタンティノポリスのキルクスは10世紀まで使われていた。

#### カラカラ帝のテルマエ
ローマのテルマエ（共同浴場）は確かにローマ人が具体的な内部空間にいだいた関心のもっとも壮大なあらわれである。巨大な皇帝浴場にはヴォールトやドームを架した多様な内部空間が存在するが、そればかりか、そこには、そのような諸空間を共にあわせて複合的グループを形成しようとする新しい願いも存在する。このことが分化した機能的計画と関わりのあることは当然であるが、機能的図式だけで説明しうるものではない。ポンペイのテルマエがいまだ諸空間を不規則に配置していたのに対し、ティトゥス帝のテルマエは南北方向を軸とした厳格に左右対称的な構成を示していた。トラヤーヌス帝のテルマエにも十分発達した東西軸がみられる。ローマの集住地のカルドーとデクマーヌスと類縁的なこの構成はカラカラ帝のテルマエとディオクレティアーヌス帝のそれにおいて繰り返された。カラカラ帝のテルマエはコンクリート造のあらゆる可能性を開発した。その遺跡は、今日でも雄大な計画であったことを示している。浴場建物は２１４ｍ×１１４ｍの長方形を型作り、４５０ｍ×４５０ｍの囲われた区域の中に独立して配置され、南北方向の主軸をこの区域と共有している。外側の囲いはかなりなマッスの諸建造物で造られている。北翼には事務所と住居があり、その中央には主玄関があった。また南には、水槽とそれらに沿って観覧席とがあった。後者は浴場の建物の前面で行われる競技を見物するためのものである。競技場の軸は東西の大エクセドラによって支持されている。

### ローマン・コンクリートと建築のプレハブ化

#### ローマン・コンクリート

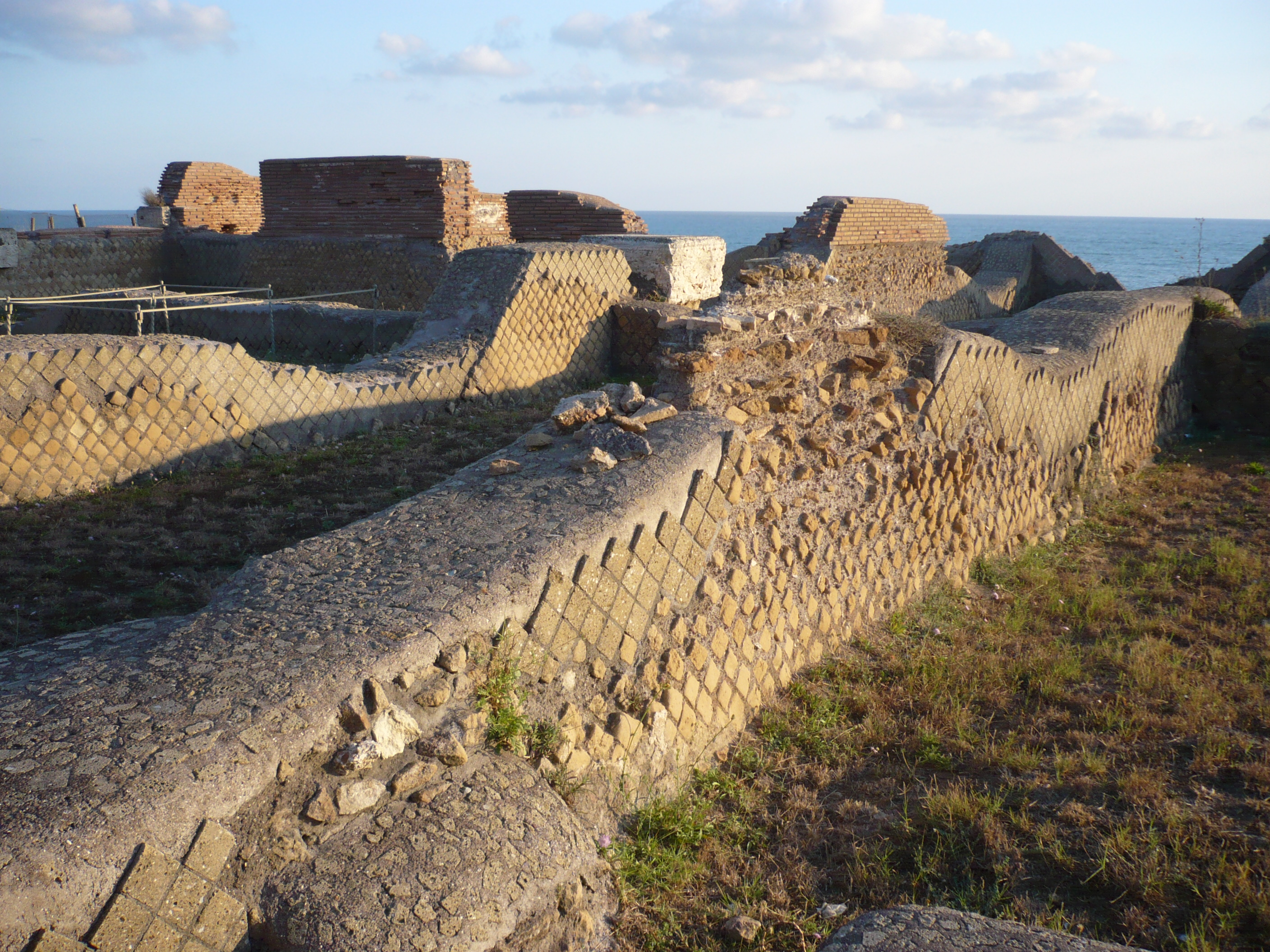
オープス・レティクラトゥム

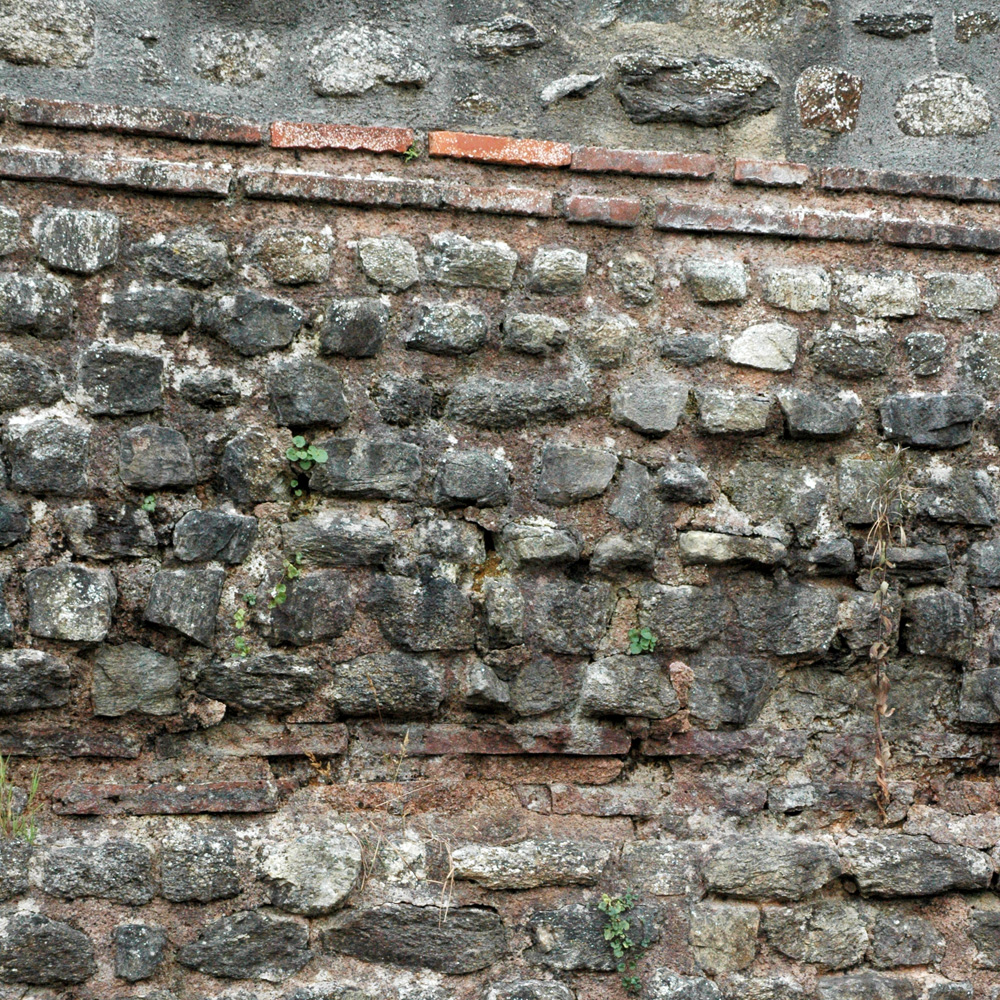
オープス・ミクストゥム

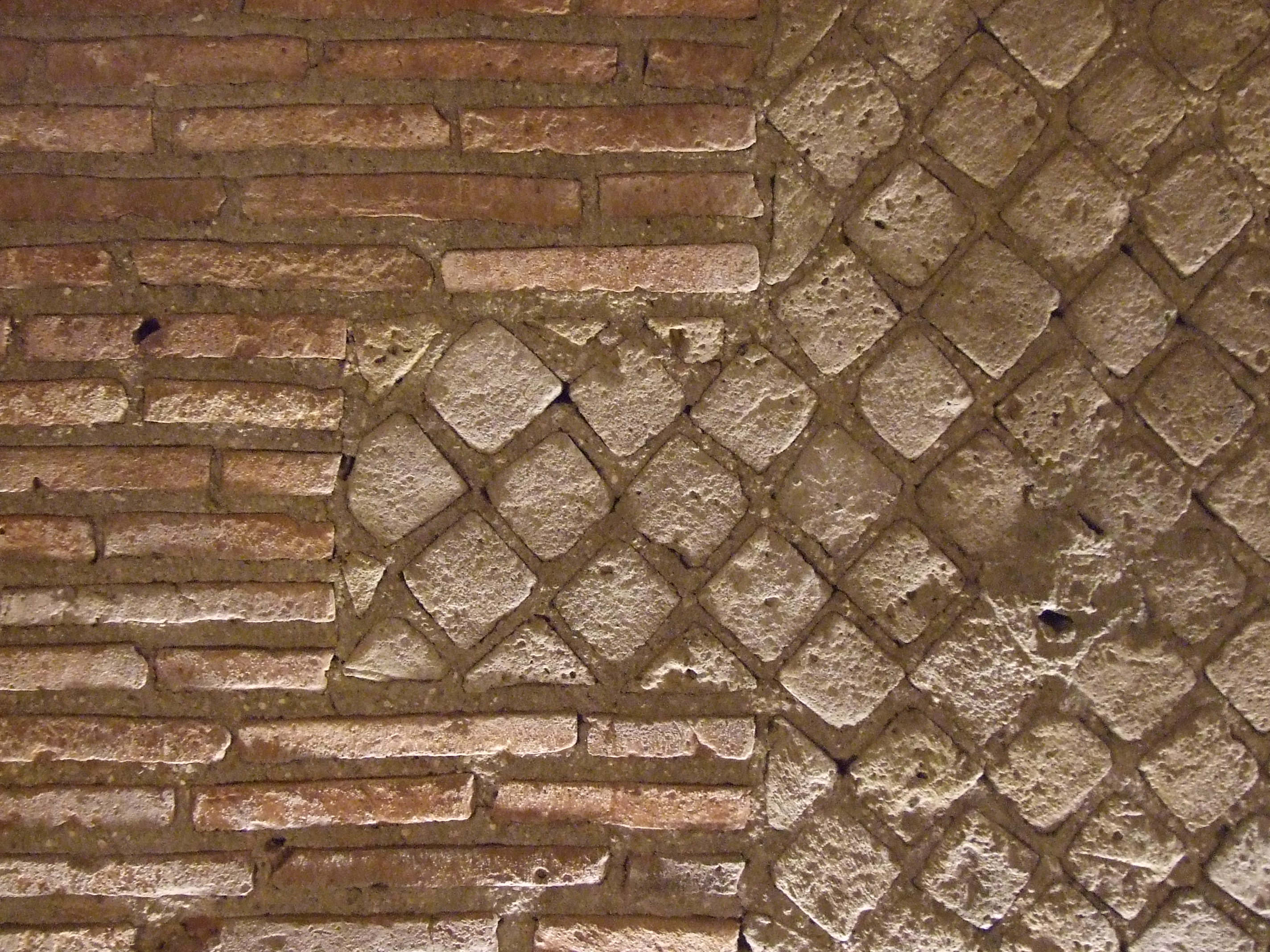
テスタケウム（左側）とレティクラトゥム（右側）によるオープス・コンポシトゥム

ローマ建築の構造体を考える上で重要な工法は、現在、ローマン・コンクリートや古代コンクリートなどと呼ばれているものである。ただし、これは今日用いられているコンクリートとは全く別の組成で、生石灰を焼き、水和反応によって固化（炭酸カルシウム）するものである。粗骨材を割石とするものを、カエメンティキア・ストゥラクトゥラ、あるいは「オープス・カエメンティキウム」と呼ぶ。特に、イタリア半島中央部で産出される、現在ポッツォラーナと呼ばれている砂（科学的には砂ではなく、二酸化硅素を多量に含む沈殿物）と混ぜると、高い強度をもたらすことが知られている。ローマの構造体は表面の石や煉瓦の積み方によって分類され、外装を乱石積みとするものを「オープス・インケルトゥム」、石で編み目のように構成するものを「オープス・レティクラトゥム」、煉瓦で構成するものを「オープス・テスタケウム」、煉瓦と石の混成積みであれば「オープス・ミクストゥム」などと呼ばれる。このうち、内部をモルタルと骨材（カエメンタ）による充填材で成立させているものが、今日ローマン・コンクリートと呼ばれているものである。
ローマン・コンクリートは最初にカンパーニアで壁材として用いられ、ポンペイには紀元前4世紀から紀元前3世紀のものと思われる石灰石との混成壁が発見されている。ローマ市でも、早ければ紀元前3世紀後半には導入されたと考えられる。オープス・インケルトゥムと言える構造は、ポルティクス・アエミリアにおいて、紀元前193年の建設時か、あるいは紀元前174年の再建時において導入されたらしい。オープス・レティクラトゥムは紀元前2世紀末に登場し、紀元前117年に建設されたフォルム・ロマヌムのラクス・イントゥルナエで用いられた。オープス・テスタケウムも紀元前2世紀頃に導入された。共和政初期のローマン・コンクリートは強度にばらつきが多く、混和剤の調合量やポッツォラーナの比率などは経験（と、かなりな部分は運）に頼っていたようである。しかし、長期に渡る経験と試行錯誤によって、共和制時代の末期までには、ローマン・コンクリートはある程度、安定的な運用を可能にしていた。それでも、紀元前33年に起工したアグリッパの水道橋のように、施工後十数年でそのほとんどを改修しなければならない場合もあったようである。
初期帝政時代には、ポッツォラーナはプテーオリ（現ポッツォーリ）から船積みされて輸入されるまでに至り、また、石切り場によってはこれと同等の強度を示す砂を手に入れることができることも発見された。このことは、ウィトルウィウスの『建築について』の中で指摘されている。とはいえ、共和制時代には単にコストの問題で使用されるに過ぎず、採用される建築も倉庫や闘技場、浴場など、比較的新しいタイプのものか、伝統的な神殿建築の基礎部分など、人目に触れない部分に限られていた。アーチ構造や、これを連続したヴォールト構造はローマン・コンクリートが最も得意とする造形であったと思われるが、ローマ建築に固持されていたギリシア建築の持つ権威は高く、水平梁がアーチに変わるまでには時間を要した。ローマン・コンクリートが新しい建築的表現を獲得するために採用され、その建築技術を余すところなく見せ始めるのは五賢帝時代、特にトラヤヌスとハドリアヌスの時代である。ローマン・コンクリートによる造形は、ギリシア建築ではなし得なかった巨大空間を作り出すことに成功し、パンテオンでは、その雄大な内部空間を実感することができる。

#### 煉瓦および外装材

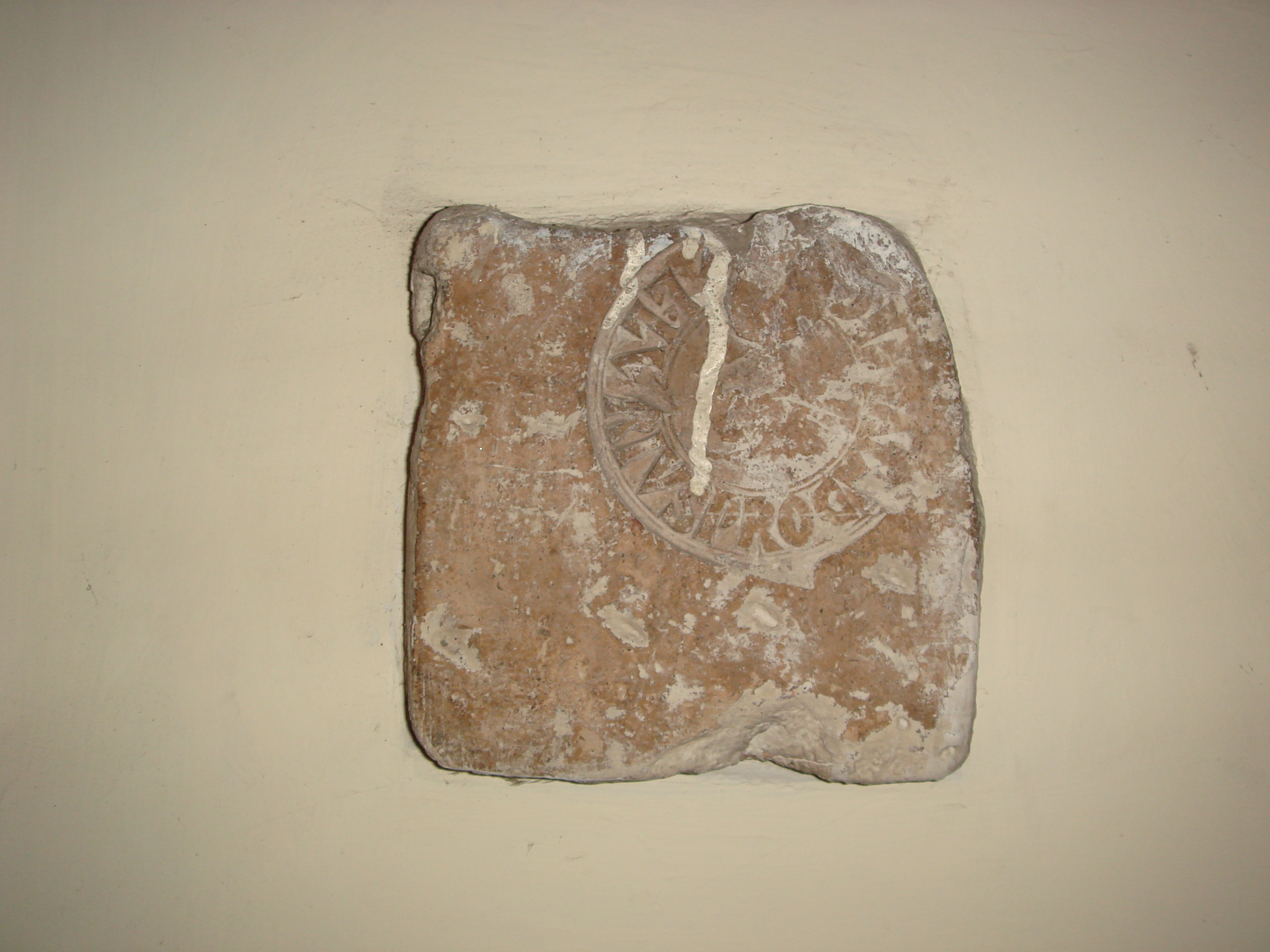
ローマ時代の煉瓦に施された刻印
焼成前にスタンプが押され、これによって生産場所や生産年がわかる。

共和政末期になると、ローマン・コンクリートはあらゆる建築に採用されるようになったが、当初は割栗石を積み上げただけの不規則なもので、その上に漆喰を塗って済ませていた。やがて、表面の仕上げもかなり意識されるようになり、凝灰岩を噛み合わせるオープス・レティクラトゥム、そして帝政初期にはオープス・テスタケウムが採用されるようになる。煉瓦と凝灰岩を交互に重ねることも行われており、これはコストを安くあげるための措置であった。建築に煉瓦が採用されるようになると、ローマ郊外では煉瓦を多量に生産する工場が建設された。ローマ建築をささえたのは、このような建設資材の安定的な供給と流通経路の整備である。
ローマの建築資材はほとんどのものが規格化されており、共和政末期には煉瓦などは大規模な工場で生産・備蓄され、基準寸法と数量による発注と配達が行われていた。大理石は、共和制時代にはギリシア、エジプトから輸入される希少資材だったが、ティベリウス帝によってイタリア各地の石切り場が開設され、煉瓦と同様、大量生産のシステムが確立された。大理石円柱の寸法は規格化され、事実上、プレハブ化されたので、他の建築から同じ規格のものを移築することもできた。

### 住宅建築

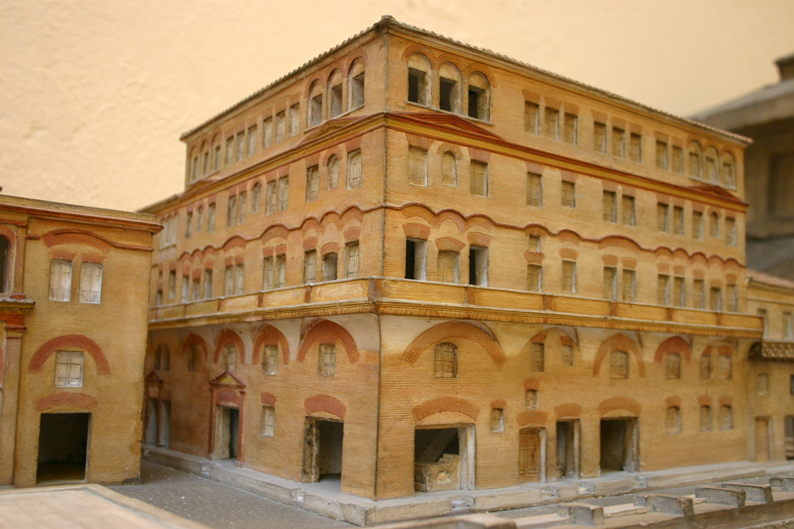
インスラ（多層型共同住宅）
オスティア市のディアナの家を復元したもの。

ローマの典型的な住居建築は、中央のアトリウム（中庭）に開かれた平屋建ての都市型住居でギリシア起原のドムス、多層型共同住宅であるインスラ、郊外型の住宅であるヴィッラの3種に分けられる。比較的裕福な人々はドムスを構えることができたが、都市部では圧倒的に賃貸型のインスラにすむ人々が多く、現代でもみることのできる古いヨーロッパの町に似た風景が広がっていた。ヴィッラは郊外や避暑地に建設される邸宅で、上流階級の人々のみ得ることができた。
ただし、公共建築に比べると、住宅のような私的建築物は地方色がたいへん強く、地中海から離れるほど、その土地の伝統的形式で建てられたと言って良い。例えば、ガリアの住宅は基本的に質素なもので、ローマの基準からするとほとんど小屋と言って良い。イギリスで発掘された住宅などは、地中海方面の住宅建築とは全く異なり、ほとんどの場合、中庭はない。人口密度が低かったことに起因するらしいが、住宅は庭に囲まれた建物でベランダを持ち、各部屋へはこのベランダを介して行き来していた。

## 主要建築物
ここでは、現存するか、あるいは上部構造がある程度残っている建築物を挙げている。基礎構造しか残っていないものや、構造および内部空間を把握できないものは対象としていない。かっこ内は、設計者、建築物のある都市、建設された年代。現〜と表示しているものは、現在の名称。

### 共和政ローマの建築

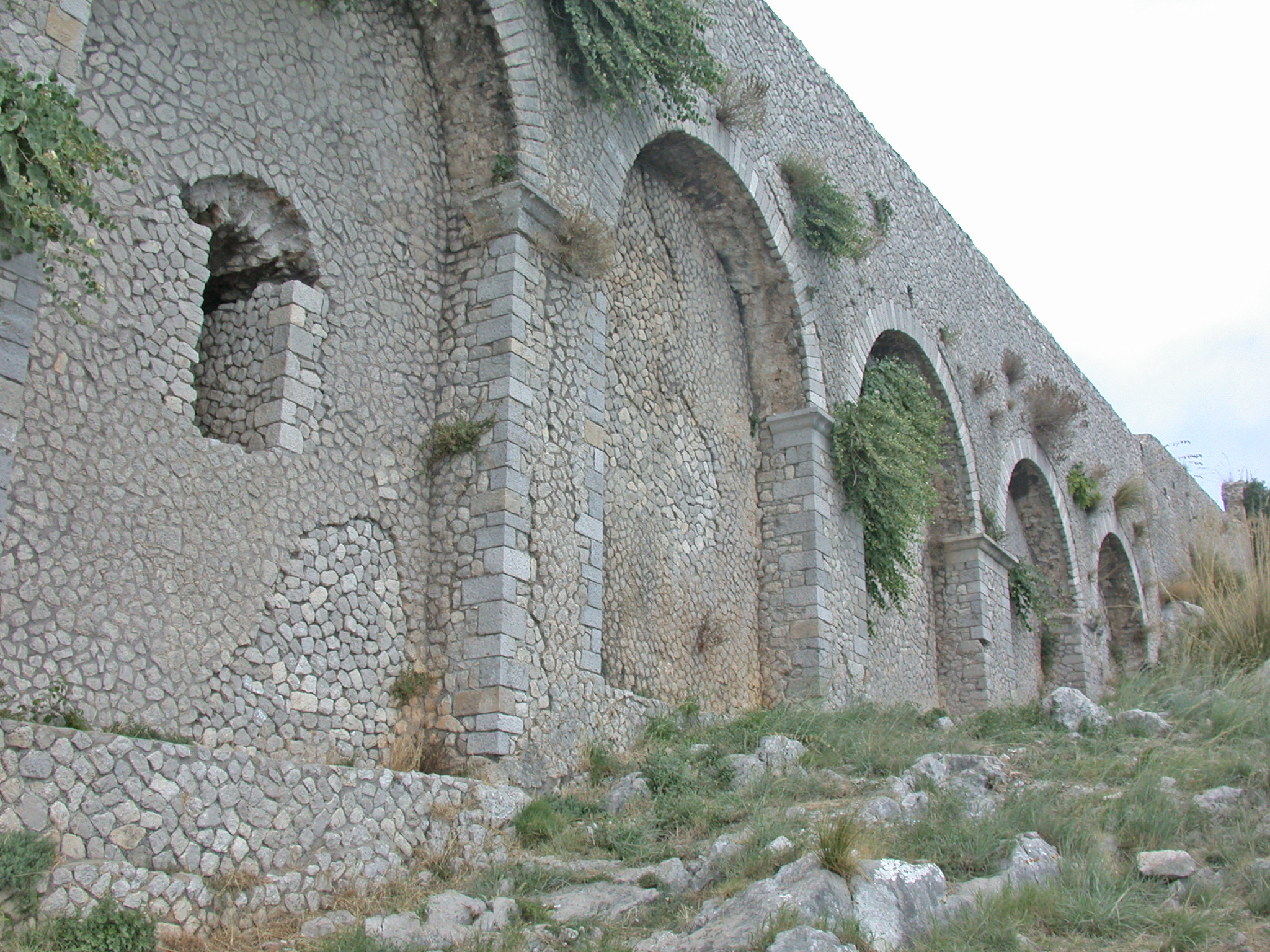
テッラチーナのユピテル・アンクスル神域

- ユピテル・アンクスル神域（テッラチーナ　紀元前2世紀から紀元前1世紀）
- アテナイのオリンピエイオン再建（コスティウス設計（基本設計）　アテネ　紀元前176年から165年起工・紀元132年完成）
- ヘラクレス・ウィクトル神域（ティヴォリ　紀元前1世紀）
- アウグスタ・エメリタのローマ橋（メリダ　紀元前85年頃完成）
- ティヴォリのウェスタ神殿（ティヴォリ　紀元前80年頃完成）
- ポンペイのアンフィテアトルム（ポンペイ　紀元前80年頃完成）
- プラエネステのフォルトゥナ・プリミゲニア神域（パレストリーナ　紀元前80年頃完成）
- カピトリヌムのタブラリウム（ローマ　紀元前78年完成）
- ポンペイ市街再建（ポンペイ　紀元前63年のヴェズヴィオ火山の小噴火により起工・79年ヴェズヴィオ火山の大噴火により市街放棄）
- ファブリキウス橋（ローマ　現ファブリチオ橋　紀元前62年完成）
- 風の塔（アテネ　紀元前48年頃完成）
- フォルム・ボアリウムのポルトゥヌス神殿（ローマ　紀元前1世紀頃）

### 帝政前期のローマ建築

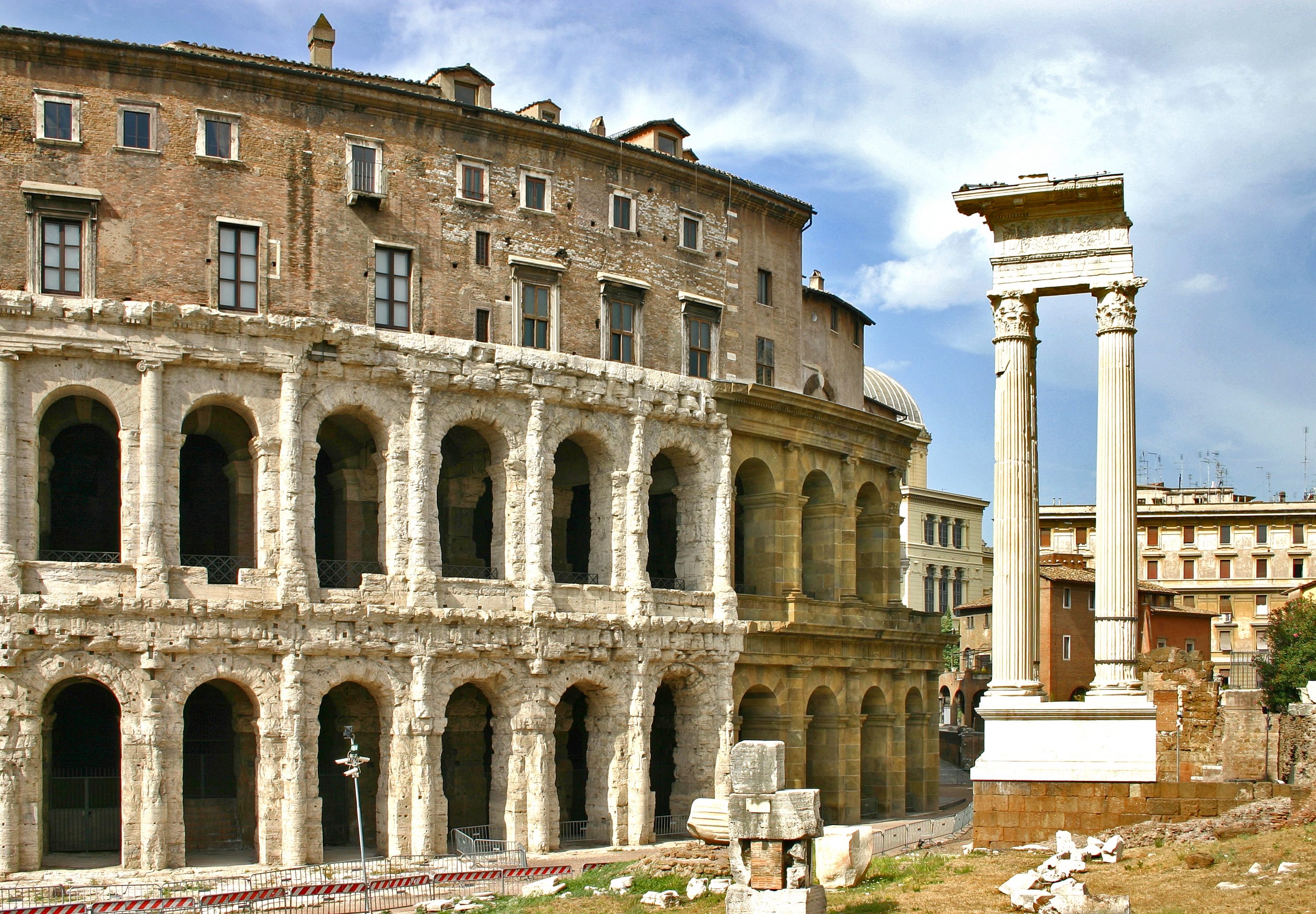
マルケッルス劇場（ローマ）

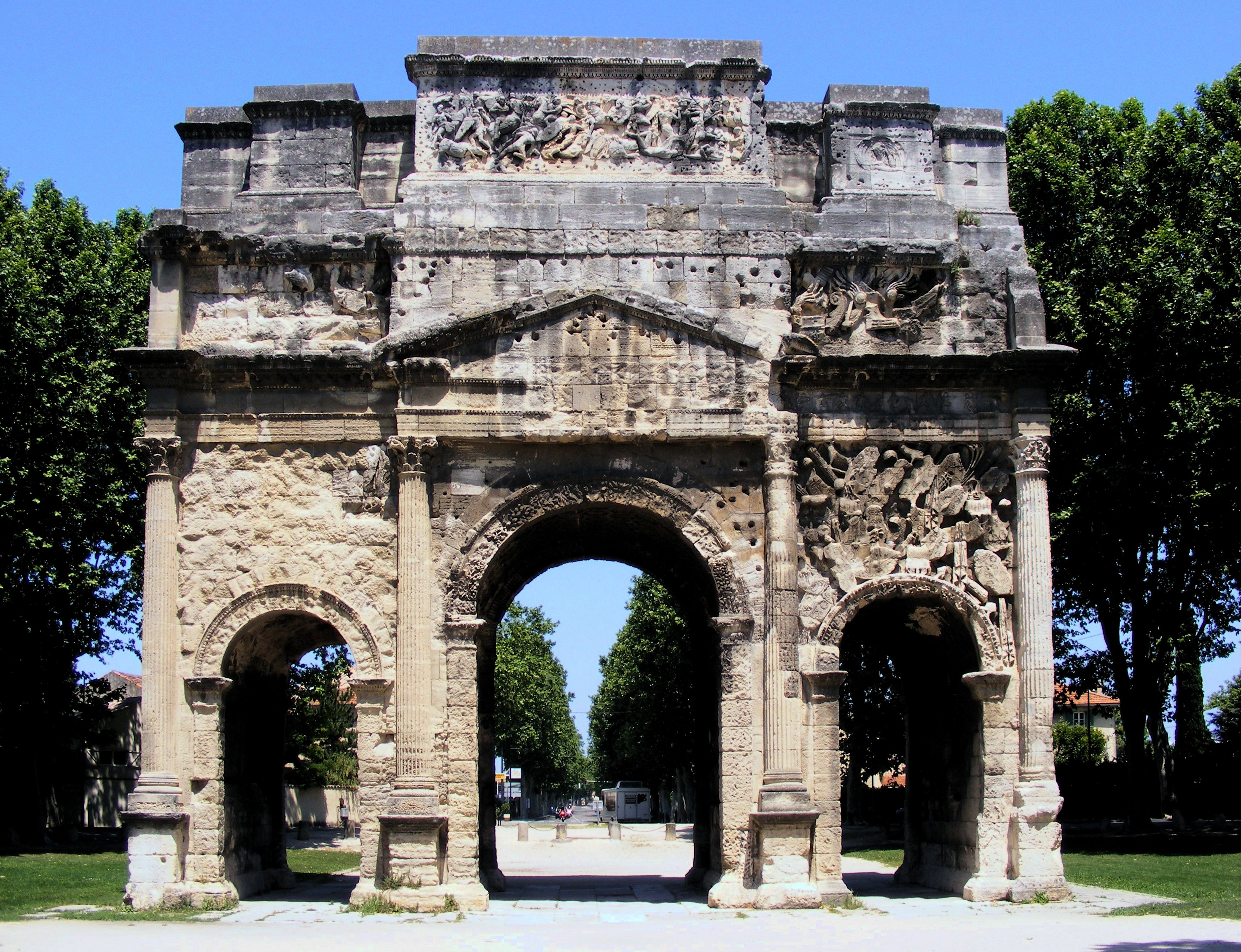
ティベリウス記念門（オランジュ）

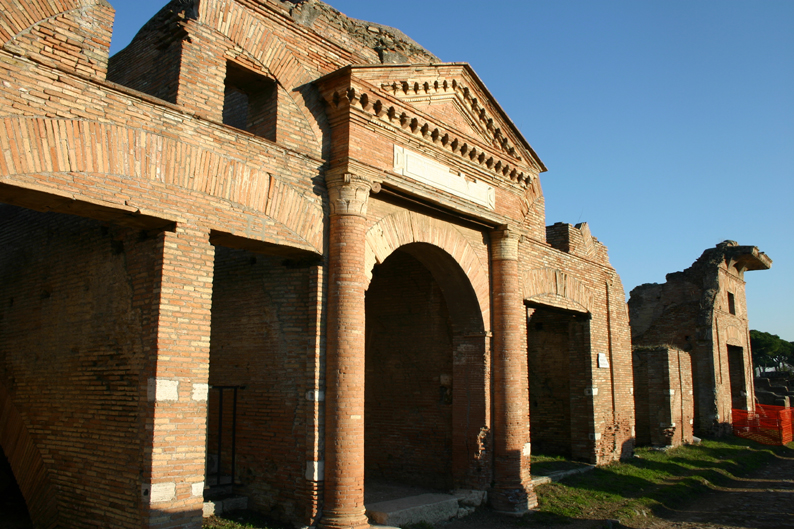
オスティアのインスラ

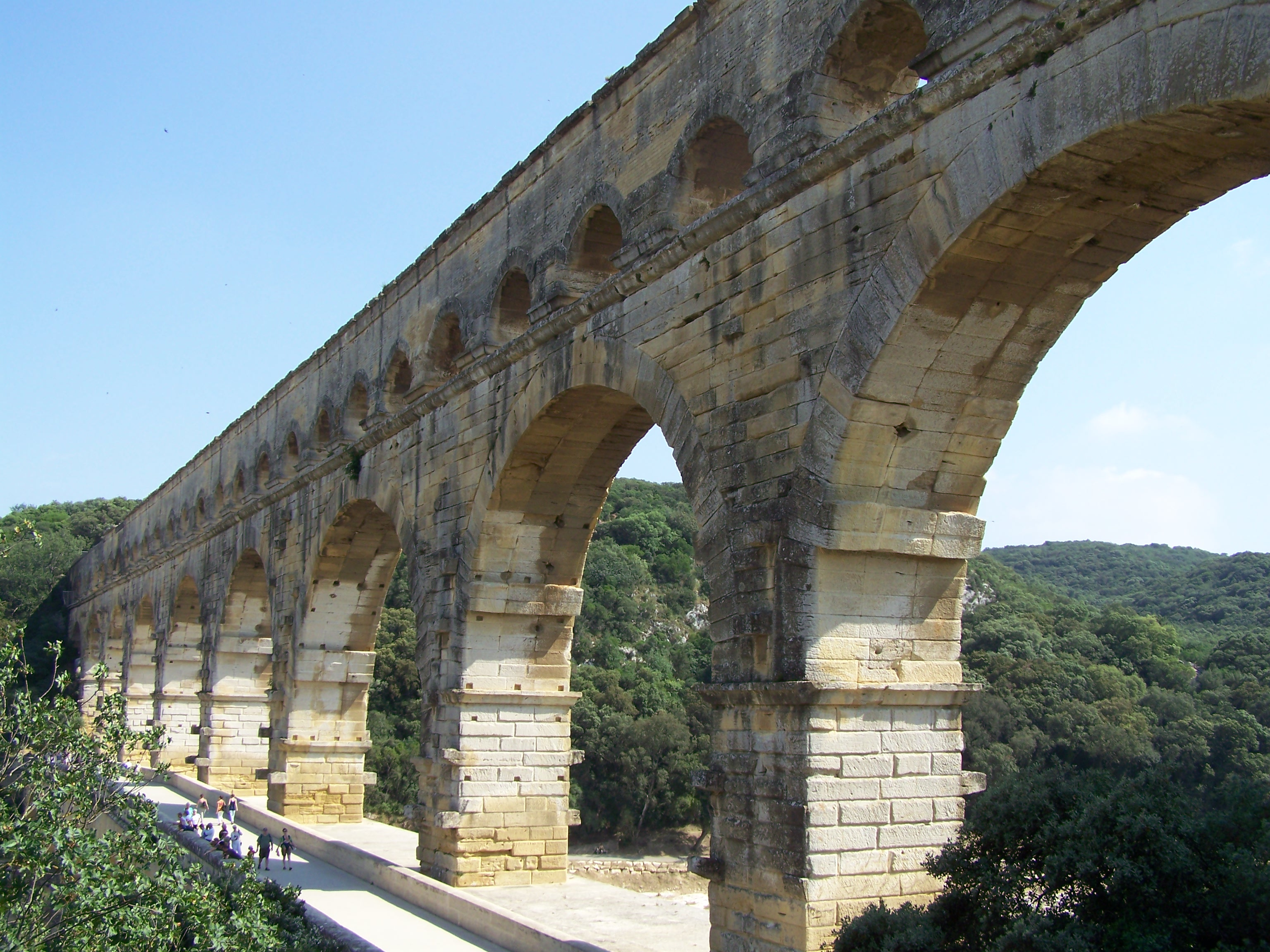
ポン・デュ・ガール (仏ガール県)

- フォルム・ロマヌムのレギア（ローマ　紀元前36年完成）
- フォルム・ロマヌムのサートゥルヌス神殿（ローマ　紀元前30年頃完成）
- アリミヌムのアウグストゥスの凱旋門（リミニ　紀元前27年完成）
- アウグストゥス記念門（アオスタ　紀元前25年完成）
- アラ・パキス（ローマ　紀元前13年）
- カイウス・ケスティウスのピラミッド（ローマ　紀元前12年頃）
- マルケッルス劇場（ローマ　紀元前13年頃起工・11年頃完成）
- ウェロニアのアンフィテアトルム（ヴェローナ　現アレーナ・ディ・ヴェローナ　紀元前27年紀元後30年）
- レプティスのマケルム（レプティス・マグナ　紀元前8年完成）
- レプティスの劇場（レプティス・マグナ　1年完成）
- ネマウススのメゾン・カレー（ニーム　1年起工・10年頃完成）
- フォルム・ロマヌムのカストルとポルックス神殿再建（ローマ　6年頃完成）
- フォルム・ロマヌムのバシリカ・ユリア（ローマ　12年完成）
- アウグスタ・タウリノルム市街門（トリノ　現ポルタ・パラティーナ　16年頃起工）
- ネマウスス市街門（ニーム　現ポルト・ドーギュスト　16年頃起工）
- アロジオのティベリウスの記念門（オランジュ　20年頃完成）
- パルミラのバアル神殿（パルミラ　32年完成）
- ポン・デュ・ガール（フランス　50年頃）
- プラエネスティーナ門（ローマ 52年完成）
- ドムス・アウレア（セウェルス設計　ローマ　64年頃起工・70年頃完成）
- アレラテのアンフィテアトルム（アルル　75年頃完成）
- アンフィテアトルム・フラウィウム　通称コロッセウム（ローマ　現コロッセオ　70年頃起工・90年頃完成）
- フォルム・ロマヌムのティトゥスの凱旋門（ローマ　81年以降完成）
- パラティヌスのドムス・アウグスターナ（ラビリウス設計　ローマ　92年完成）
- 皇帝たちのフォルムのネルウァのフォルム（ローマ　96年起工・97年完成）
- 皇帝たちのフォルムのアウグストゥスのフォルム（ローマ　1世紀末完成）
- オスティア市街再建（オスティア　1世紀後期から2世紀初期）
- タラコの水道橋（タラゴナ　1世紀後期から2世紀初期）
- トラヤヌス浴場（ダマスカスのアポロドーロス設計　ローマ　104年起工・109年完成）
- 皇帝たちのフォルムのトラヤヌスのフォルム（ダマスカスのアポロドーロス設計　ローマ　112年頃完成、ただし記念柱は107年〜113年頃、バシリカ・ウルピアは98年から112年頃完成）
- ヒスパリスの水道橋（セゴビア　2世紀初頭完成）
- エフェソスのケルスス図書館（エフェソス　117年起工・120年頃完成）
- パンテオン（ローマ　118年起工・125年完成）
- ハドリアヌスの長城（スコットランド　122年起工・125年完成）
- エフェソスのハドリアヌス神殿（エフェソス　117年起工・138年完成）
- ティヴォリのハドリアヌスのヴィッラ（ティヴォリ　118年起工・125年完成）
- レプティス・マグナのハドリアヌスの浴場（レプティス・マグナ　123年完成）
- アテナイのハドリアヌスの凱旋門（アテネ　131年頃完成）
- アテナイのハドリアヌスの図書館（アテネ　132年完成）
- ハドリアヌス廟堂（ローマ　現サンタンジェロ城　139年頃完成）
- ペルガモンのアスクレピオン（ベルガマ　140年頃起工・175年頃完成）
- アントニヌス・ピウスとファウスティナの神殿（ローマ　現サン・ロレンツォ・イン・ミランダ聖堂　141年起工）
- アントニヌスの浴場（カルタゴ　143年完成）
- マルクス・アウレリウスの記念柱（ローマ　176年起工・193年完成）
- ユピテル・ヘリオポリタヌス神殿（バールベック　2世紀中期起工・210年代完成）
- タムガスのトラヤヌス記念門（ティムガッド　2世紀後期〜3世紀初頭）

### 帝政後期のローマ建築
- サブラタの劇場（サブラタ　180年頃完成）

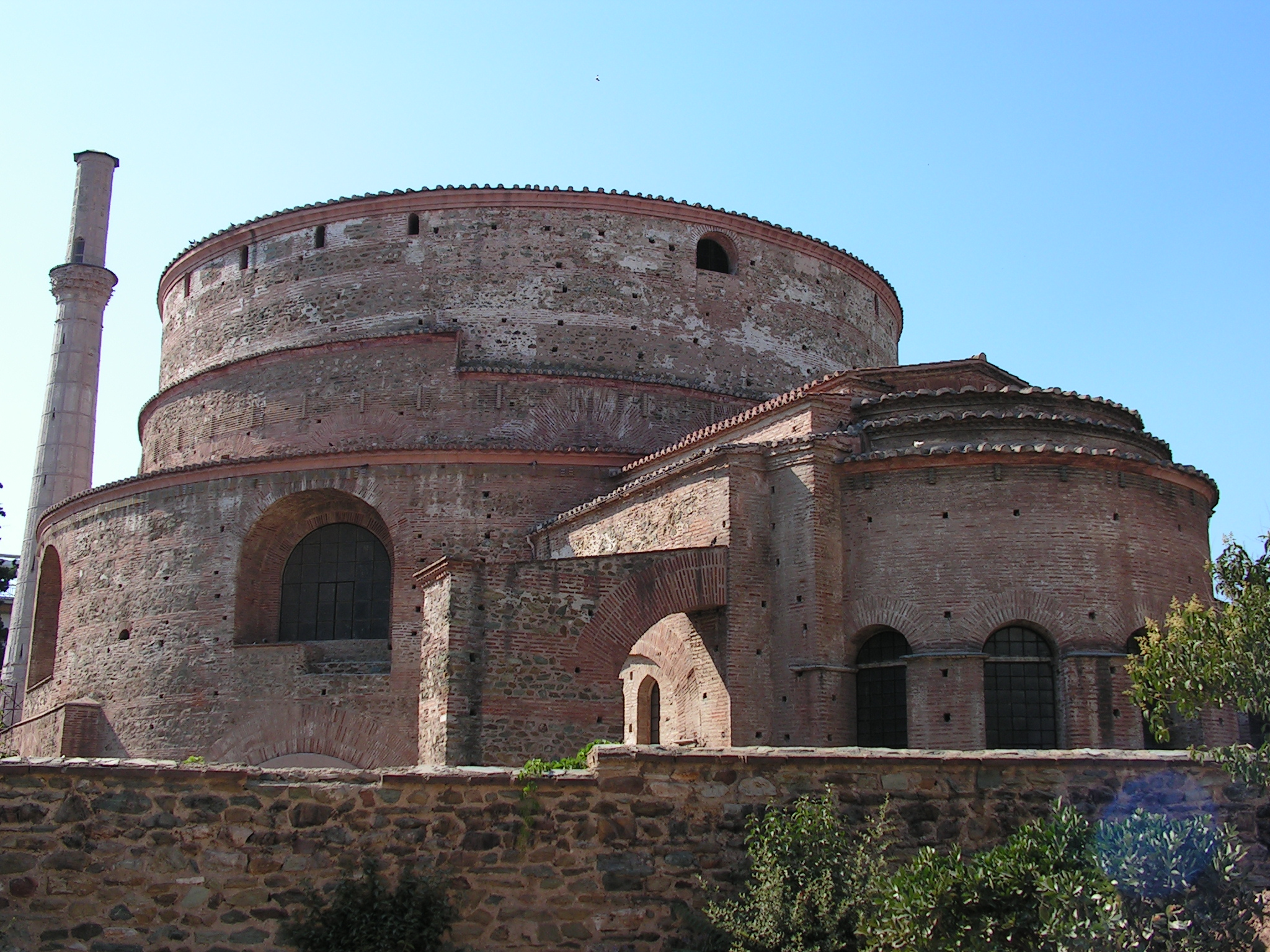
ガレリウス墓廟

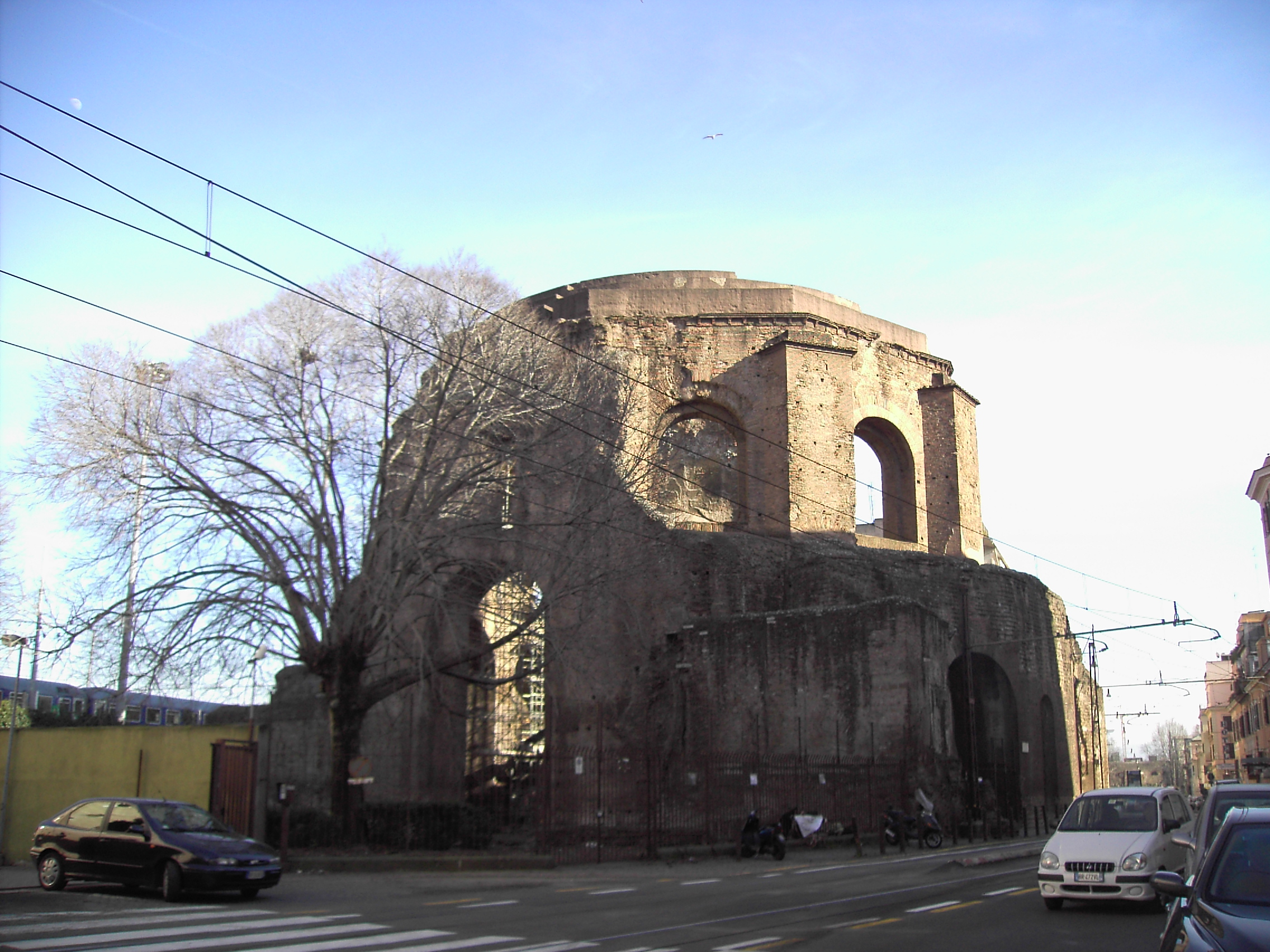
リキニウスのパヴィリオン（ミネルヴァ・メディカ神殿）

- フォルム・ロマヌムのセプティミウス・セウェルスの凱旋門（ローマ　203年完成）
- フォルム・ロマヌムのウェスタ神殿（ローマ　205年完成）
- レプティス・マグナのバシリカ（レプティス・マグナ　216年完成）
- カラカラ浴場（ローマ　217年完成）
- ローマ市壁（ローマ　現アウレリアヌス城壁　275年完成）
- ガレリウス墓廟（テッサロニキ　現アギオス・ゲオルギオス聖堂　293年起工・311年に建設放棄）
- ディオクレティアヌス大邸宅（スプリト　300年頃起工・305年完成）
- ディオクレティアヌス浴場（ローマ　309年頃完成）
- コンスタンティヌスのバシリカ（ローマ　現サン・ジョバンニ・イン・ラテラノ大聖堂　312年頃完成）
- コンスタンティヌスの凱旋門（ローマ　312年起工・315年完成）
- アウグスタ・トレウェノルムの市門（トリーア　現ポルタ・ニグラ　4世紀初頭）
- アウグスタ・トレウェノルムのバシリカ（トリーア　4世紀前半）
- リキニウスのパヴィリオン　通称ミネルウァ・メディカ神殿（ローマ　4世紀前半）
- フォルム・ロマヌムのマクセンティウスのバシリカ（ローマ　307年起工・313年頃完成）
- フォルム・ロマヌムのコンスタンティヌスの凱旋門（ローマ　313年起工・315年完成）
- サン・ピエトロ大聖堂（ローマ　329年完成）
- コンスタンティア廟堂（ローマ　現サンタ・コンスタンツァ聖堂　350年頃完成）
- ウァレンス水道（イスタンブール　378年完成）

## ローマ建築の研究
ローマ建築の研究は、建築が美術のひとつの分野として考えられるようになった、15世紀のルネサンス時代に始まる。ルネサンスの芸術活動は、古代美術こそが真に美しいとする観点に立脚するものであるが、ジョルジョ・ヴァザーリが「ローマ人についていえばﾉ（中略）ﾉ彼らはあたかもローマの様式をあらゆる様式のうちで最高のもの、否むしろ最も崇高なものにしようとして領土内のあらゆる地域から美しいものを探し出し、それをひとつの様式にまとめ上げたといえるだろう」 と述べているように、特に古代ローマ美術こそが古代美術の完成と考えられていた。また、この時代にギリシア建築は全く知られておらず、古代の建築とは、すなわちローマ建築であった。ルネサンス最初の建築論であり、以降の古典主義建築に大きな影響を与えたアルベルティの理論書『建築論 De re aedificatoria』（1450年頃に著され、1485年出版）は、古代ローマの建築家マルクス・ウィトルウィウス・ポリオが残した、最古の建築書『デ・アーキテクチュラ De Architectura』を基本として書かれたものであるが、この建築書はアルベルティ以降も、ラファエッロやフラ・ジョコンド、アンドレーア・パッラーディオらを通じてその解析が続けられた。一方で、古代ローマ時代の遺構の実測調査や、古代文献の研究も進められたが、当時の研究目的は、あくまで建築設計における問題を解決するためのもので、ドナト・ブラマンテやラファエッロといった盛期ルネサンスの芸術家、そしてミケランジェロ、ジュリオ・ロマーノたちマニエリストの活動が物語るように、その建築活動はローマ建築に様々な意匠を見出し、これを設計に導入して新しい意匠を開拓すること、計画された建築物の価値を正当化することにあったと言える。このため、今日では一般的となっているローマ美術の様式上の区分について、ルネサンスの芸術家たちはほとんど意識していない。
ウィトルウィウスが著書において建築に導入している音楽的な調和比例は、ルネサンスの時代に建築における至上の美とみなされ、17世紀から18世紀に至るまで、建築の研究はウィトルウィウスから導かれるオーダーの比例原理に関するものであった。しかし、17世紀に、フランスの建築アカデミーにおいて、こうした調和比例がはたして本当に美を生み出すのか、という疑念が生まれる。建築家クロード・ペローは、『Ordonnances des Cinq Especes de Colonne』（1676年）において、ルネサンス以来の調和比例が美を生み出すという理論には根拠がなく、単純な整数比例が美しいという意見や批評が繰り返し与えられることで、これを美しいと錯覚するようになるのではないかと主張した。これに対し、建築アカデミー教授であったフランソワ・ブロンデルは、比例原理こそが建築美を生み出す基本的な原理であると反論したが、アントワーヌ・デゴデによるローマ建築の実測調査図面『Les edifices antiques de Rome』（1682年）によって、実際のローマ建築の比例は多様であり、ルネサンス的整数比例などというものはほとんど存在しないということが明らかとなった。ブロンデルをはじめとする保守派は、遺跡のなかに比例原理が見られないのは、高いものを見上げた場合など、比例の見え方が通常とは異なるために、最初から比例に補正を加えたものであると主張したが、ルネサンスの調和比例による世界観は大きく動揺し、やがて比例原理が建築の美を決定するという考えは放棄されることになる。
18世紀になると、ヨハン・ベルンハルト・フィッシャー・フォン・エルラッハの『Entwurf einer historischen Architektur』（1721年）（『歴史的建築の構想』）やヨハン・ヨアヒム・ヴィンケルマンの『Geschichte der Kunst des Altertums』（1764年）（『古代美術史』）など、ドイツ・オーストリアにおいて近代的な美術史・建築史の研究が始まる。美術史・建築史は、それまでのバロック、ロココ芸術の嫌悪と反感によって生まれるが、18世紀から19世紀までのドイツ建築史の発展は、古典建築よりもゴシック建築（今日ではロマネスク建築と呼ばれているものも含む）の研究によってなされ、イギリス、フランスにおいても、この傾向はあまり変わらず、ローマ建築に対する建築史からの研究はあまり行われなかった。また、18世紀中期に新古典主義運動が始まると、建築の根源が議論される過程で、ギリシア建築の詳細な調査が出版されるようになり、ギリシア建築がローマ建築よりも古く、純粋であると考えられるようになった。特にヴィンケルマンは、『ギリシア美術模倣論』（1755年）において、当時のヨーロッパ文化を退廃・堕落したものとみなし、古代への回帰を訴えたが、古代美術がすべて均質で完成されたものとは見なしておらず、最も優れた美術は紀元前5世紀から紀元前4世紀までのギリシア古典期の美術であると考えた。古代の美術、特に彫刻が末期に向かうにつれて衰退していくということは、すでにルネサンスの時代にも認められていたが、彼は古代美術の衰退期はもっと早く、アレクサンドロス3世の死後（すなわちヘレニズム美術以降）にすでにその後退が始まり、従ってローマ美術は、ギリシア芸術のデカダンスであると考えた。
ルネサンスの時代に生み出された、芸術が衰退と退廃のサイクルを繰り返すという考え方は、ヴィンケルマンによって非常に印象的なものとなるが、哲学において大きな足跡を残すことになるゲオルク・ヴィルヘルム・フリードリヒ・ヘーゲルにも、この影響が見られる。ヘーゲルは、芸術とは自己理解を行うために必要な役割を担うものであり、芸術の形態は自己映像に応じて変化していくものであると考えた。彼によれば、芸術は歴史的に3つの段階、つまり象徴的芸術、古典的芸術、ロマン的芸術に分類され、それぞれエジプト・インドなどの東方の芸術、ギリシア・ローマの芸術、キリスト教・ゴシック芸術（現在ロマネスクと呼ばれるものを含む）がそこに含まれるとされる。ローマ建築は古典期芸術に含まれているが、厳密にはギリシア建築とキリスト教建築の中間形態であり、ギリシア建築が合目的性に徹し、単純かつ高貴であるのに対し、ローマ建築は様々な目的を持ち、私的な場にも建築美が要求されるが、贅沢で上品さに欠けると考えた。ただし、ヘーゲルにとって、建築の分野は主な関心事はなく、彼の建築に対する考え方は、アーロイス・ヒルトの『Die Baukunst nach der Grundsatzen der Alten』（1809年）に負うところが大きい。
現在、古代ローマは、政治学・法学・経済学など、様々な観点から研究が行われており、建築についても、都市遺跡の発掘 や碑文の解析によってある程度の情報が得られている。しかし、木材による架構や建築装飾など、考古学的に解明できない部分は多く、ローマ人が建築の美学をどのようにとらえていたかという根本的な問題ですら、ウィトルウィウスの『建築について』がほとんど唯一の情報源である。それも、ローマ建築においてどのような位置づけであったのかは分かっておらず、例えば、ウィトルウィウスの言う意味での建築家（建築家と呼ばれる職業があったことは、碑文などから明らかである）という職が成立していたのか、成立したとすればそれは何時のことか、といったことは明らかでない。

### 総論
- 青柳正規編 『古代地中海とローマ 世界美術大全集 西洋編5』 小学館 1997年 ISBN 9784096010051
- エイナル・イェシュタード 『ローマ都市の起源』 浅香正訳 みすず書房 1983年 ISBN 9784622002239
- ピエール・グリマル 『ローマの古代都市』 北野徹訳 白水社 2003年 ISBN 9784560057674
- ラヌッツィオ・ビアンキ＝バンディネッリ　『人類の美術　ローマ美術』　吉村忠典訳　新潮社　1974年　ISBN 9784106016165
- ジョン・ブライアン・ウォード・パーキンズ 『図説世界建築史 ローマ建築』 桐敷真次郎訳 本の友社 1996年 ISBN 9784894390201
- オットー・ブレンデル 『ローマ美術研究序説』 辻成史・川上幸子・中村るい訳 三元社 2008年 ISBN 9784883032150
- ニコラウス・ペヴスナー 『世界建築事典』 鈴木博之訳　鹿島出版会 1995年 ISBN 9784306041615
- ニコラウス・ペヴスナー 『新版ヨーロッパ建築序説』 小林文次・竹本碧・山口広訳　彰国社 1993年 ISBN 9784395050833
- デビッド・マコーレイ 『都市-ローマ人はどのように都市を作ったか』 西川幸治訳 岩波書店 2004年 ISBN 9784001105230
- Axel Boethius, Roger Ling, Tom Rasmussen Etruscan and Early Roman Architecture Yale University Press 1992年 ISBN 9780300052909
- Richard Krautheimer Early Christian and Byzantine Architecture Yale University Press 1966年 ISBN 9780140560244
- William L. MacDonald The Architecture of Roman Empire Yale University Press 1988年 ISBN 9780300034707
- Frank Sear Roman Architecture Cornell University Press 1983年 ISBN 9780801492457
- 桐敷真次郎　「建築学の基礎３　西洋建築史」
- クリスチャン・ノルベルグ・シュルツ「西洋の建築　空間と意味の歴史」　前川道郎訳

### 古代の社会・生活との関係
- 青柳正規 『ポンペイの遺産-2000年前のローマ人の暮らし』 小学館 1999年 ISBN 9784096070048
- 岩井経男 『ローマ時代イタリア都市の研究』 ミネルヴァ書房 2000年 ISBN 9784623031955
- ピエール・グリマル 『古代ローマの日常生活』 北野徹訳 白水社 2007年 ISBN 9784560508855
- アレクサンドル・グランダッジ 『ローマの起源』北野徹訳 白水社 2006年 ISBN 9784560509029
- ローレンス・ケッピー 『碑文から見た古代ローマ生活誌』 小林正雄・梶田知志訳 原書房 2006年 ISBN 9784562040261
- スティーヴン・ビースティ、アンドルー・ソルウェー 『図解古代ローマ』 松原国師・倉嶋雅人訳 東京書籍 2004年 ISBN 9784487799978
- ジャクリーン・モーリー 『古代ローマの別荘』 桐敷真次郎訳 三省堂 1993年 ISBN 9784385158655
- 長谷川岳男・樋脇博敏『古代ローマを知る事典』東京堂出版 2004年 ISBN 9784490106480
- 弓削達 『ローマ帝国の国家と社会』 岩波書店 1964年
- 弓削達 『ローマ帝国論』 吉川弘文館 1966年

### ローマの遺構の解説書
- 磯崎新・篠山紀信 『建築行脚3 逸楽と憂愁のローマ：ヴィッラ・アドリアーナ』 六耀社 1981年 ISBN 9784897370057
- 太田静六 『世界帝国ローマの遺構』 理工図書 1995年 ISBN 9784844605546
- 香山壽夫・香山玲子 『建築巡礼42 イタリアの初期キリスト教聖堂』 丸善 1999年 ISBN 9784621046166

### 古代の著作
- ウィトル-ウィウス 『ウィトル-ウィウス建築書』 森田慶一訳 東海選書 1992年 ISBN 9784486005025
- スエトニウス 『ローマ皇帝伝（上）』 國原吉之助訳 岩波文庫 1986年a ISBN 9784003344019
- スエトニウス 『ローマ皇帝伝（下）』 國原吉之助訳 岩波文庫 1986年b ISBN 9784003344026
- タキトゥス 『年代記（上）』 国原吉之助訳 岩波文庫 1981年a ISBN 9784003340820
- タキトゥス 『年代記（下）』 国原吉之助訳 岩波文庫 1981年b ISBN 9784003340837
- リーウィウス 『ローマ建国史（上）』 鈴木一州訳 岩波文庫 2007年 ISBN 9784003349014

### その他
- ジョルジュ・ヴァザーリ 『ルネサンス彫刻家建築家列伝』 森田義之監訳 白水社 2009年 ISBN 9784560095010
- 小佐野重利・姜雄編 『ラファエッロと古代ローマ建築』 中央公論美術出版 1993年 ISBN 9784805502730
- レンツォ・サルヴァドリ 『パリ（建築ガイド）』 土居義岳訳 丸善 1991年 ISBN 9784621036273
- ゲオルク・ヴィルヘルム・フリードリヒ・ヘーゲル 『ヘーゲル美学講義（中）』 長谷川宏訳 作品社 1996年 ISBN 9784878932489

### ローマ建築に関わる世界遺産

#### ヨーロッパ
- バース市街
- ローマ帝国の国境線

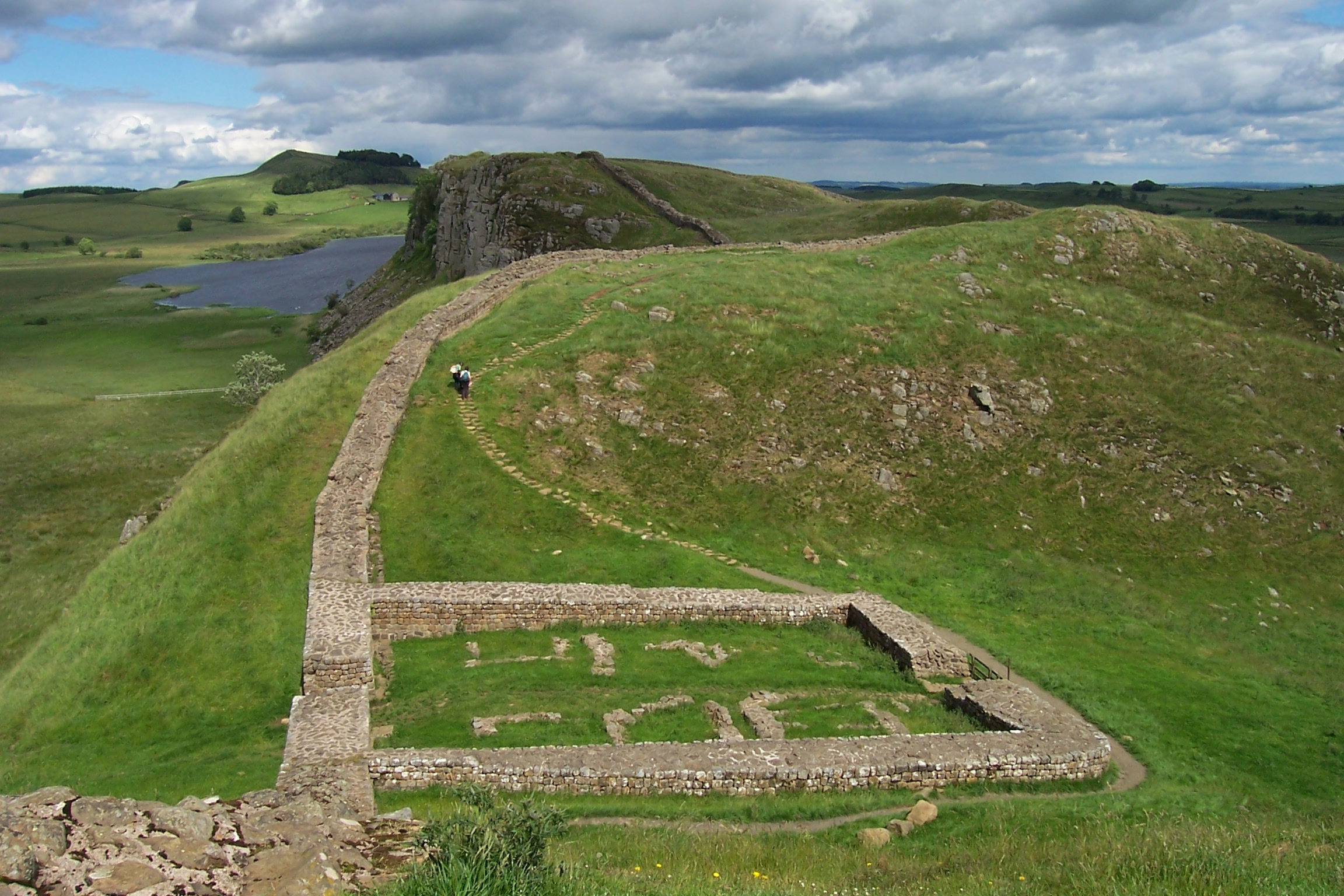
ハドリアヌスの長城

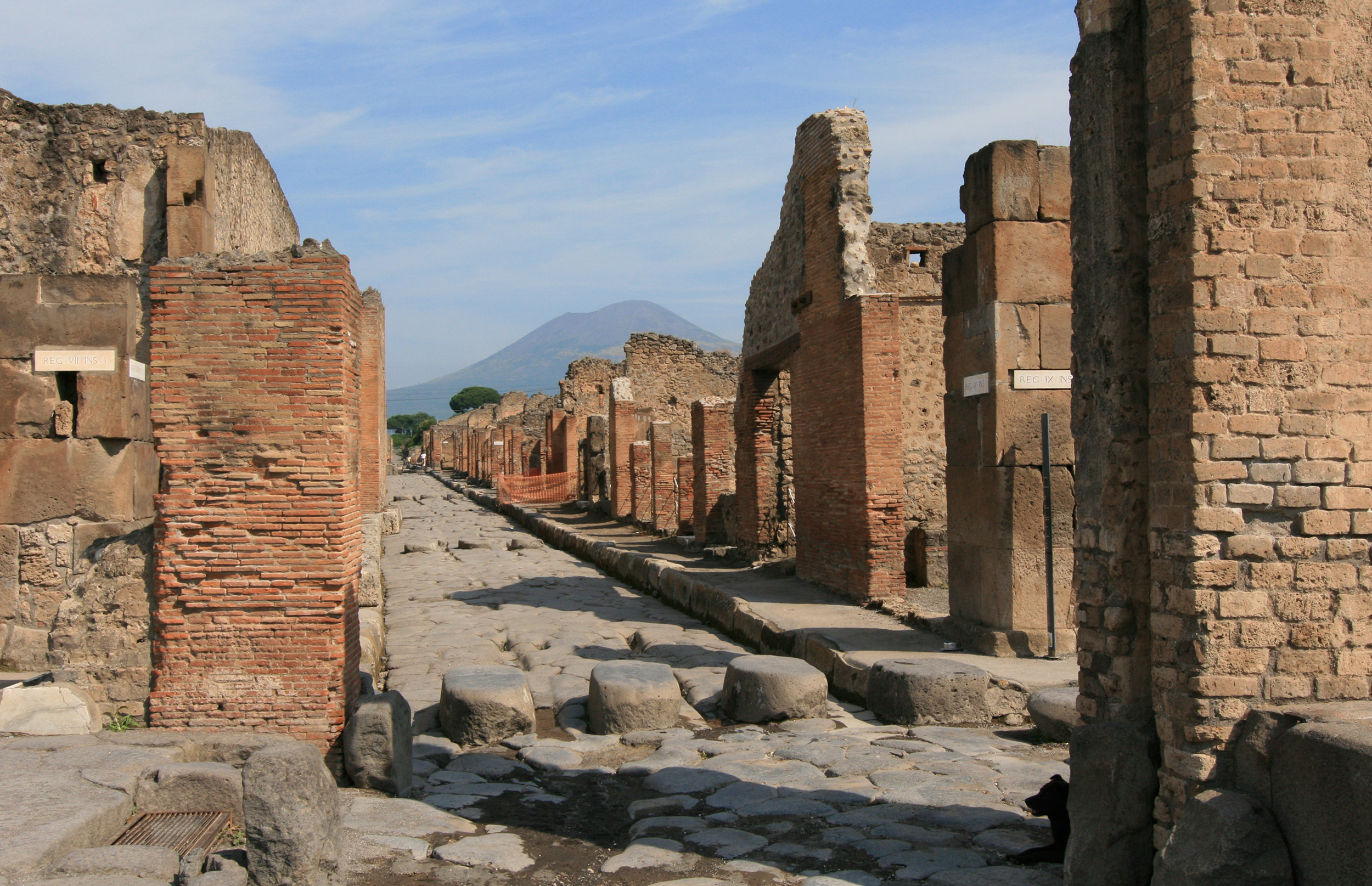
ポンペイ

- ローマ歴史地区、教皇領とサン・パオロ・フオーリ・レ・ムーラ大聖堂
- ヴィッラ・アドリアーナ
- ラヴェンナの初期キリスト教建築物群
- ポンペイ、ヘルクラネウム及びトッレ・アンヌンツィアータの遺跡地域
- テッサロニキの初期キリスト教とビザンティン様式の建造物群
- アルルのローマ遺跡とロマネスク様式建造物群
- オランジュのローマ劇場とその周辺及び「凱旋門」
- ポン・デュ・ガール
- セゴビア旧市街と水道橋
- メリダの遺跡群
- タラゴナの遺跡群
- トリーアのローマ遺跡群、聖ペテロ大聖堂、聖母聖堂
- ディオクレティアヌス宮殿のあるスプリトの歴史的建造物群
- ヒエラポリス-パムッカレ

#### アジア

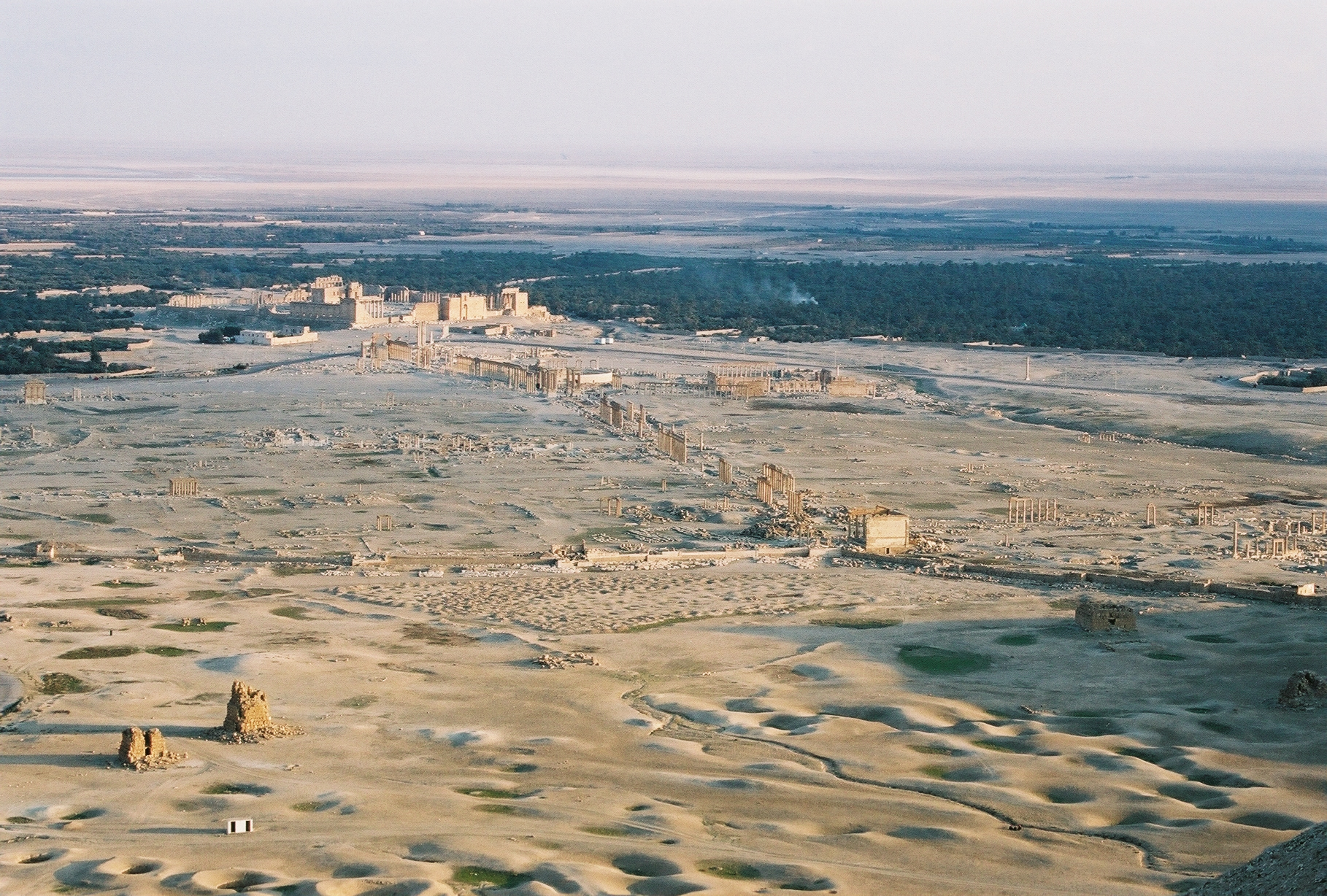
パルミラ遺跡

- 古代都市ダマスカス
- 古代都市ボスラ
- パルミラ
- ペトラ
- バールベック
- ビブロス
- ティルス

#### アフリカ

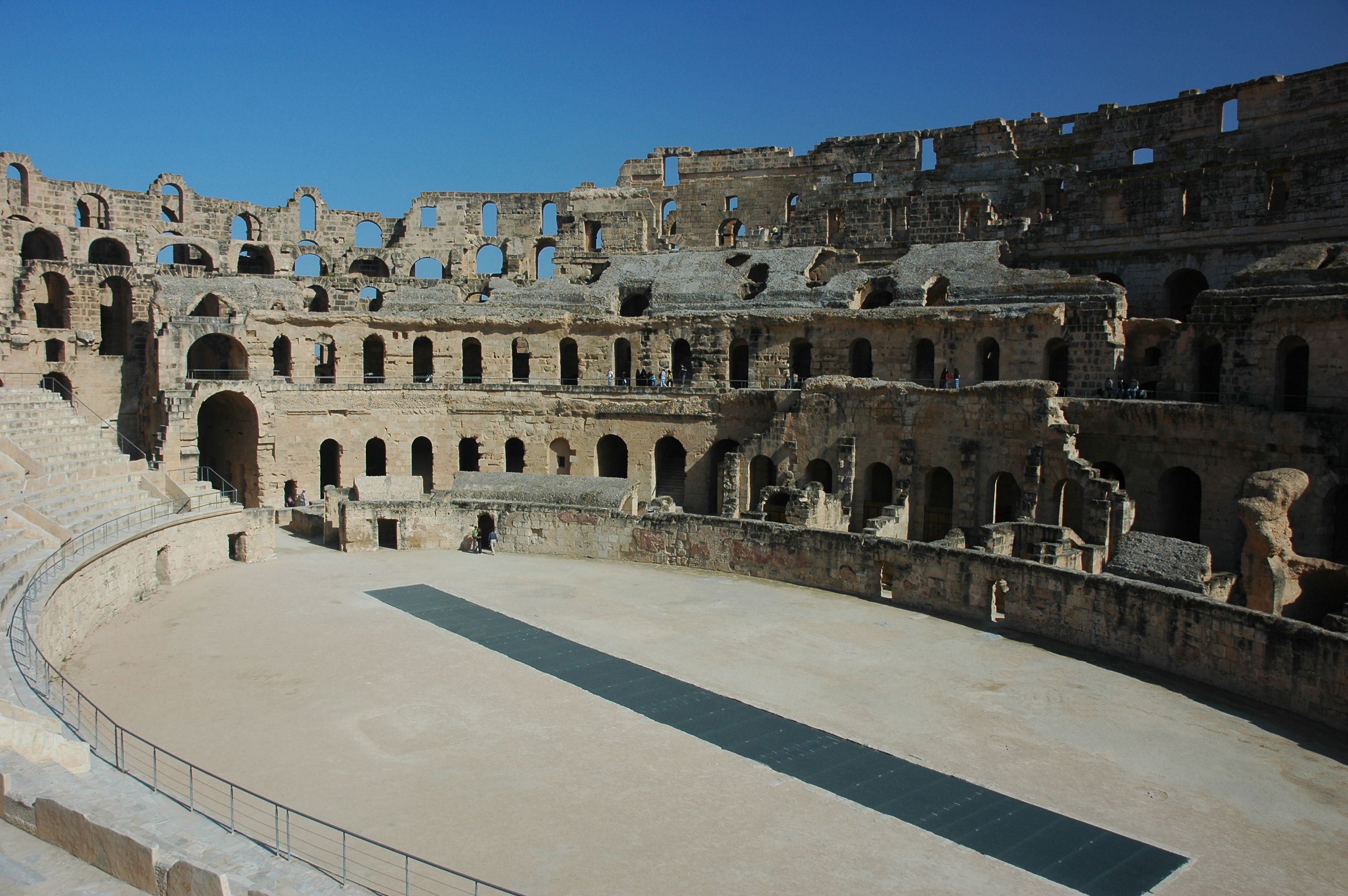
エル・ジェムの円形闘技場

- ティパサ
- ティムガッド
- ジェミラ
- カルタゴ遺跡
- エル・ジェムの円形闘技場
- ドゥッガ
- レプティス・マグナの古代遺跡
- サブラータの古代遺跡
- キュレネの古代遺跡

### ローマ建築が登場する映像作品
- ローマ帝国の滅亡
- ROME［ローマ］
- グラディエーター
- ベン・ハー